# Figuren der Harry-Potter-Romane
In diesem Artikel werden wichtige Figuren aus den sieben Bänden der Harry-Potter-Romanreihe von Joanne K. Rowling beschrieben.
Neben diesem Artikel gibt es vier weitere, die Teile der Harry-Potter-Welt beschreiben:
- Handlungsorte der Harry-Potter-Romane
- Begriffe der Harry-Potter-Romane
- Tiere der Harry-Potter-Romane
- Liste der Zaubersprüche und Flüche der Harry-Potter-Romane

## Hauptfiguren

### Harry Potter
Harry James Potter (* 31. Juli 1980 in Godric’s Hollow), die Hauptfigur der Geschichte, ist der Sohn der Hexe Lily und des Zauberers James Potter. Er verlor seine Eltern im Alter von 15 Monaten durch den tödlichen Fluch „Avada Kedavra“, ausgeführt von Lord Voldemort, dem mächtigsten dunklen Zauberer seiner Zeit. Harry ist der erste bekannte Zauberer, der diesen Fluch überlebt hat, da er durch die Liebe seiner Mutter geschützt wurde, die ihr Leben für ihn opferte. Der Fluch fiel auf Voldemort zurück und tötete ihn beinahe selbst. Durch diese Ereignisse wurde Harry bereits als Baby berühmt als „der Junge, der überlebte“.
Harry hat die grünen Augen seiner Mutter, strubbeliges, rabenschwarzes Haar, das wie bei seinem Vater am Nacken absteht, trägt eine Brille mit runden Gläsern und ist eher klein und schmal für sein Alter. Auf seiner Stirn trägt er seit Voldemorts Mordversuch eine blitzförmige Narbe. Er hat eine sehr gute Intuition, die „fast immer richtig“ ist (Remus Lupin, Band 7) und ein ziemlich „hitziges Gemüt“ (Albus Dumbledore, Band 7). Er verhält sich selbstlos und bescheiden; seine Mitmenschen beurteilt Harry stets nach deren Charakter und achtet nie auf Äußerlichkeiten oder Status, wie z. B. Reinheit des Blutes. Er rettet mehreren Menschen das Leben, obwohl sie seinen Tod oder den seiner Freunde anstreben (z. B. Draco Malfoy zweimal während der Schlacht von Hogwarts im siebten Band). Er verfolgt Dinge, von denen er überzeugt ist, mit Ausdauer, Tapferkeit und Selbstbewusstsein.
Harry verbringt seine Kindheit bei der Familie seiner Tante Petunia Dursley, der Schwester seiner Mutter, im Londoner Vorort Little Whinging, Surrey. Die Dursleys sind nichtmagische Menschen (Muggel), die alles Fremde und insbesondere die Zaubererwelt ablehnen. Sie lügen ihm vor, dass seine Eltern bei einem Autounfall umgekommen seien, und behandeln ihn schlecht, so muss er beispielsweise im Schrank unter der Treppe wohnen. An seinem elften Geburtstag erfährt Harry von Hagrid, dem Wildhüter von Hogwarts, die Wahrheit über sich, seine Eltern und Hogwarts, die Schule für Zauberer und Hexen, in die er nach den Ferien gehen wird. Er reist im Hogwarts-Express zusammen mit vielen anderen Erstklässlern dorthin und wird vom Sprechenden Hut dem Haus Gryffindor zugeteilt. Seine Schulkameraden Ron Weasley und Hermine Granger werden bald seine besten Freunde, ebenso der Schulleiter Albus Dumbledore zu einem Mentor und Hagrid zu einer nahestehenden Bezugsperson. Harry lernt zudem Rons Familie, die Weasleys, kennen. Rons Eltern behandeln ihn wie ihr eigenes Kind und geben ihm damit das ersehnte Stück elterliche Geborgenheit, die er im Hause Dursley nie erfahren hat. Seit seinem ersten Schuljahr in Hogwarts ist Harry Sucher im Quidditchteam seines Hauses, ab dem sechsten auch ihr Kapitän.
Im Mittelpunkt der Geschichte, und Harrys Schulzeit in Hogwarts, steht die anhaltende Bedrohung durch Lord Voldemort, dem Harry wiederholt im Kampf auf Leben und Tod gegenübersteht. Nachdem es diesem am Ende von Harrys viertem Schuljahr gelingt, seinen Körper wiederzuerlangen, kristallisiert sich zunehmend die Verbindung zwischen Harry und Voldemort heraus, die es möglich macht, in den Geist und die Gedanken des jeweils anderen zu blicken. Auch besitzt Harry die Fähigkeit, mit Schlangen zu sprechen (Parselmund), die – wie sich herausstellt – beim Mordversuch von Voldemort auf ihn übertragen wurde. Am Ende seines fünften Schuljahres offenbart ihm Dumbledore die Prophezeiung, die kurz vor seiner Geburt gemacht wurde und den auserwählten Gegner Voldemorts ankündigte, der allein die Macht haben würde, diesen zu besiegen. Fortan gilt er in der magischen Welt obendrein als „der Auserwählte“ und ergründet begleitet von Dumbledore den Werdegang von Voldemort, dessen Kenntnis Harry bei seinem Kampf gegen ihn helfen soll. Am Ende seines sechsten Schuljahres beschließt Harry, nicht mehr nach Hogwarts zurückzukehren und stattdessen die von Dumbledore begonnene Suche nach Voldemorts Horkruxen fortzusetzen. Hermine und Ron helfen ihm dabei. Die drei Freunde kehren am Ende vom siebten Band im Zuge der alles entscheidenden Schlacht um Hogwarts dorthin zurück, wo Harry erfährt, dass sich beim Mordversuch an ihm Voldemorts Seele spaltete und ihn damit zu einem siebten Horkrux machte, was keiner von beiden bis zum Ende des siebten Bandes weiß. Harry gelingt es, Voldemort zu besiegen.
Harry heiratet Rons Schwester Ginny und bekommt mit ihr die Kinder James Sirius, Albus Severus und Lily Luna Potter. Rowling hat zudem enthüllt, dass er in seinem späteren Leben unter Shacklebolts Führung zum Leiter der Aurorenzentrale im Zaubereiministerium wird.
Harry erlangt verschiedene – für den Verlauf der Geschichte bedeutsame – Gegenstände, wie einen Rennbesen (zunächst den Nimbus 2000, später den Feuerblitz), die Karte des Rumtreibers, einen Tarnumhang, den er von seinem Vater geerbt hat, das von seinem im fünften Band getöteten Patenonkel Sirius Black geerbte Haus am Grimmauldplatz und eine Schneeeule namens Hedwig, die Hagrid ihm zu seinem elften Geburtstag schenkt. Sie stirbt im siebten Band. Harry wird außerdem der rechtmäßige Besitzer des Elderstabes.

### Hermine Granger
Hermine Jean Granger (englisch Hermione) (* 19. September 1979) ist die beste Freundin von Harry Potter und Ron Weasley. Sie stammt aus einer Muggel-Familie; ihre Eltern sind Zahnärzte. Hermine wird als Mädchen bzw. Jugendliche mit braunem, buschigem Haar und braunen Augen beschrieben. Bis zu einer magischen Verkleinerung im vierten Buch hat sie auffällig große Vorderzähne. Sie ist sehr klug sowie wissbegierig und kann ihren Freunden mit ihrem Wissen über die Magie oft bei Problemen helfen, geht ihnen damit manchmal auch auf die Nerven. Hermine leidet trotz ihrer Intelligenz an Versagensängsten. Sie besitzt seit Beginn des dritten Schuljahres ein katerähnliches Tier namens Krummbein (englisch Crookshanks).
Seit dem vierten Band ist Hermine fest entschlossen, alle Hauselfen, und besonders die in Hogwarts, aus ihrer „Sklaverei“ zu befreien, ob sie es wollen oder nicht. Zu diesem Zweck gründet sie eine Schülerinitiative unter der Bezeichnung B.ELFE.R. (Bund für ELFEnRechte, im Original „S.P.E.W.“, Society for the Promotion of Elfish Welfare), der jedoch kaum jemand beitreten möchte. Harry und Ron sind die ersten Mitglieder, aber eigentlich nicht von B.ELFE.R überzeugt. Zu aller Überraschung geht Hermine im selben Jahr mit dem berühmten Star Viktor Krum auf den Weihnachtsball. Außerdem ist sie die Person, die von Krum im Rahmen der zweiten Aufgabe des Trimagischen Turniers vom Grund des Schwarzen Sees geholt werden muss.
Hermine setzt sich von Anfang an für Harrys Erfolg beim Trimagischen Turnier ein und glaubt ihm als eine der wenigen Personen, dass er seinen Namen nicht in den Feuerkelch geworfen hat. In ihrem fünften Schuljahr wird Hermine zusammen mit Ron zur Gryffindor-Vertrauensschülerin ernannt. Im selben Jahr ist sie die treibende Kraft hinter Harry, die DA zu gründen, und beteiligt sich an dem Kampf um die Prophezeiung im Zaubereiministerium sowie im sechsten Band am Kampf im Astronomieturm. Während ihrer Reise mit Harry und Ron auf der Suche nach Voldemorts Horkruxen steht Hermine treu an Harrys Seite und ist seine wichtigste Ratgeberin. Aufgrund ihres stark ausgeprägten Scharfsinns, ihrer Besonnenheit und ihrer außerordentlichen Fähigkeiten als Hexe ist sie stets in der Lage, den Kernpunkt ihrer Probleme zu erkennen und eine entsprechende Lösung dafür zu finden. Dabei rettet sie ihren Freunden mehrmals das Leben und ist maßgeblich an dem Erfolg ihrer Mission (das Auffinden der Horkruxe und deren Vernichtung) beteiligt.
Wie bereits in den vorherigen Büchern angedeutet, wird im Verlauf der Handlung des sechsten Bandes offenkundig, dass Hermine sich in Ron verliebt hat. Im siebten Band werden beide schließlich ein Paar. Im Epilog des siebten Bandes erfährt der Leser, dass Hermine und Ron heiraten und mindestens zwei Kinder (Rose und Hugo) haben. Außerdem, so hat Rowling enthüllt, bekleidet Hermine einige wichtige Posten im Zaubereiministerium, in deren Rahmen sie sich gezielt (und erfolgreich) für die Rechte der in der Zaubererwelt Unterdrückten – unter anderem muggelstämmige Zauberer und Hauselfen – einsetzen kann.
Den Originalnamen Hermione entlehnte Joanne K. Rowling Shakespeares Werk Ein Wintermärchen. Im vierten Band erklärt Rowling die richtige Aussprache, indem sie Hermine ihren Namen langsam Viktor Krum vorsprechen lässt: „Her-my-oh-nee“.

### Ron Weasley
Ronald Bilius Weasley (* 1. März 1980), genannt Ron, ist der beste Freund von Harry und Hermine. Wie diese gehört er in Hogwarts dem Haus Gryffindor an. Er ist zweitjüngstes Kind von Arthur und Molly Weasley. Ron stammt aus einer Großfamilie und hat fünf ältere Brüder (Bill, Charlie, Percy, Fred und George) und eine jüngere Schwester (Ginny).
Ron wird als groß und schlaksig, mit großen Händen und Füßen und einer langen Nase beschrieben. Er hat blaue Augen und, wie alle Weasleys, rote Haare und viele Sommersprossen. Ron leidet darunter, dass er in jeder Hinsicht im Schatten seiner älteren Brüder steht. Sie waren Quidditch-Kapitän, Schulsprecher und sehr gute Schüler. Ron muss auch viele ihrer alten Sachen tragen bzw. benutzen, seien es Besen, Kleidung oder Haustiere („Krätze“), da seine Familie nicht genug Geld hat, um jedem der zahlreichen Kinder jeweils neue Ausstattungen zu finanzieren. Seit dem Ende des dritten Bandes hat er eine kleine Eule namens Pigwidgeon, die ihm Sirius Black als Ersatz für „Krätze“ schenkt. Ron ist ein guter Schachspieler, was er am Ende des ersten Bandes unter Beweis stellt. Er ist auch ein sehr guter Quidditch-Spieler, kommt jedoch anfangs nicht mit dem Leistungsdruck klar und wird deshalb von den Slytherins verspottet. Im fünften Schuljahr wird er Hüter des Gryffindor-Quidditch-Teams. Außerdem wird er zusammen mit Hermine zum Vertrauensschüler von Gryffindor ernannt. Ron hat, seit er drei Jahre alt ist, große Angst vor Spinnen, weil sein Bruder Fred damals seinen Teddy in eine Spinne verwandelte und Ron damit furchtbar erschreckt hatte.
Ron trifft Harry vor dem Bahnsteig 9 ¾ und setzt sich im Hogwarts-Express zu ihm ins Abteil. Sie verstehen sich auf Anhieb. Zusammen mit Hermine, die sie anfangs gar nicht leiden können, bilden sie bald ein unzertrennliches Trio. Trotz Rons und Hermines Freundschaft vergeht seit dem dritten Schuljahr kaum ein Tag, an dem sich die beiden nicht wegen irgendwelcher Kleinigkeiten streiten. Spätestens in seinem sechsten Schuljahr wird klar, dass Ron sich in Hermine verliebt hat. Die beiden werden jedoch erst im siebten Band ein Paar. Ron zerstört mit Godric Gryffindors Schwert einen Horkrux, gemeinsam mit Hermine außerdem noch einen zweiten mit Hilfe eines Basilisken-Reißzahnes.
Nach seiner Zeit in Hogwarts heiratet er Hermine und bekommt mit ihr zwei Kinder, Rose und Hugo. Außerdem arbeitet er eine Zeit lang in der Aurorenzentrale des Zaubereiministeriums, welche von Harry geleitet wird, bevor er als Partner seines Bruders George in dessen Scherzartikelgeschäft einsteigt.

## Lehrer und Schulbedienstete auf Hogwarts

### Übersicht
- Schulleiter:
  - Prof. Dexter Fortescue (Gemälde im Büro des Schulleiters)
  - Prof. Dilys Derwent (hängt als Gemälde im Schulleiterbüro, war auch Heiler im St.-Mungo-Hospital)
  - Prof. Phineas Nigellus Black (war im 19. Jahrhundert einer der unbeliebtesten Schulleiter, ebenfalls Gemälde im Schulleiterbüro)
  - Prof. Armando Dippet (während der Schulzeit Tom Riddles)
  - Prof. Albus Dumbledore (mit Unterbrechungen bis zu seinem Tod am Ende des sechsten Bandes)
  - Prof. Dolores Umbridge (während einer kurzen Zeit im fünften Band)
  - Prof. Severus Snape (im siebten Band bis kurz vor der großen Schlacht am Ende des Bandes)
  - Prof. Minerva McGonagall (nach Snape vom Ende des siebten Bandes bis zu ihrer Pensionierung)
- Stellvertretende (und am Ende des sechsten sowie über eine Strecke des zweiten Bandes kommissarische) Schulleiterin: Minerva McGonagall
- Hauslehrerin von Hufflepuff: Prof. Pomona Sprout
- Hauslehrer von Gryffindor:
  - Prof. Albus Dumbledore (während der Schulzeit Tom Riddles)
  - Prof. Minerva McGonagall (während Harrys Schulzeit)
- Hauslehrer von Ravenclaw: Prof. Filius Flitwick
- Hauslehrer von Slytherin:
  - Prof. Severus Snape (bis kurz vor Ende des sechsten Bandes)
  - Prof. Horace Slughorn (ab Ende des sechsten Bandes und zur Schulzeit Tom Riddles)
- Lehrerin für Arithmantik: Prof. Septima Vektor
- Lehrerin für Astronomie: Prof. Aurora Sinistra
- Lehrer für Geschichte der Zauberei: Prof. Cuthbert Binns
- Lehrer für Kräuterkunde:
  - Prof. Pomona Sprout
  - Prof. Neville Longbottom (17 Jahre nach der Schlacht von Hogwarts, erwähnt im Epilog Band 7)
- Lehrer für Muggelkunde:
  - Prof. Quirinus Quirrell (vor Band 1; laut einem Interview mit Rowling)
  - Prof. Charity Burbage (bis Band 6; wird Anfang des siebten Bandes von Voldemort ermordet)
  - Prof. Alecto Carrow (Band 7)
- Lehrer für Pflege magischer Geschöpfe:
  - Prof. Kesselbrand (bis Band 2)
  - Prof. Rubeus Hagrid (ab Band 3)
  - vertretungsweise Prof. Wilhelmina Raue-Pritsche
- Lehrerin für Besenflug und Organisatorin des jährlichen Quidditch-Turniers: Rolanda Hooch
- Lehrer für Verteidigung gegen die Dunklen Künste:
  - Prof. Quirinus Quirrell (Band 1)
  - Prof. Gilderoy Lockhart (Band 2)
  - Prof. Remus Lupin (Band 3)
  - Barty Crouch jr. in der Gestalt von Alastor „Mad-Eye“ Moody (Band 4)
  - Prof. Dolores Umbridge (Band 5)
  - Prof. Severus Snape (bis kurz vor Ende des sechsten Bandes)
  - Prof. Amycus Carrow als Lehrer für das Studium der Dunklen Künste (Band 7)
- Lehrer für Verwandlung:
  - Prof. Albus Dumbledore (während Tom Riddles Schulzeit)
  - Prof. Minerva McGonagall
- Lehrer für Wahrsagen:
  - Prof. Sibyll Trelawney (mit Unterbrechung im fünften Band)
  - Firenze (zusätzlich ab Mitte des fünften Bandes)
- Lehrer für Zauberkunst: Prof. Filius Flitwick
- Lehrer für Zaubertränke:
  - Prof. Severus Snape (bis Band 5)
  - Prof. Horace Slughorn (ab Band 6 und zur Schulzeit Tom Riddles)

- Hausmeister:
  - Apollyon Pringle (Vorgänger von Filch)
  - Argus Filch
- Wildhüter:
  - Mr. Ogg (Hagrids Vorgänger)
  - Rubeus Hagrid
- Krankenschwester: Poppy Pomfrey
- Bibliothekarin: Irma Pince
- Bekannte Hauselfen: Dobby, Winky, Kreacher

### Schulleiter

#### Phineas Nigellus Black
Phineas Nigellus Black (* 1847; † 1925) ist der Ur-Ur-Großvater von Sirius und gilt als der unbeliebteste ehemalige Schulleiter von Hogwarts und der einzige, der je aus dem Haus Slytherin stammte (vor Snape). Seit seinem Tod befindet sich ein Porträt von ihm im Schulleiterbüro und im Grimmauldplatz 12. Im fünften Band ist er, wenn auch eher widerwillig, der Überbringer von Nachrichten zwischen Dumbledore und Sirius oder Harry während derer Aufenthalte im Grimmauldplatz 12. Diese Arbeit verrichtet er jedoch mehr lustlos und kritisierend. Als Harry, Ron und Hermine sich bei ihrer Suche nach den Horkruxen am Grimmauldplatz 12 aufhalten, nimmt Hermine sein dortiges Porträt mit auf die Reise, zaubert ihm aber eine magische Augenbinde, damit er ihren aktuellen Aufenthaltsort nicht an Snape (von dem er sich sehr begeistert zeigt) verraten kann. Trotzdem gelingt es Black, Snape einen wichtigen Tipp über Harrys und Hermines Lager im Forest of Dean zu geben. Snape nutzt die Information dazu, um Harry Gryffindors Schwert zu bringen, mit dem Horkruxe vernichtet werden können.

#### Albus Dumbledore
Albus Percival Wulfric Brian Dumbledore (* 1881; † 30. Juni 1997) ist bis zu seinem Tod am Ende des sechsten Bandes der Schulleiter von Hogwarts. Er ist ein schlanker und großer Zauberer, hat langes silbernes Haar und einen langen silbernen Bart, leuchtend blaue Augen und trägt eine Halbmondbrille auf seiner Hakennase. Sein Patronus hat die Gestalt eines Phönix und er besitzt auch einen echten Phönix namens Fawkes; Phönixe erscheinen laut Familienlegende einem Dumbledore, der in Not ist. Dumbledore ist humorvoll, hat seinen heimlichen Spaß an Streichen und Respektlosigkeiten seiner Schüler und isst gerne Süßigkeiten. Als einem der verdientesten Zauberer der Gegenwart wurde Dumbledore der „Orden des Merlin (1. Klasse)“ verliehen. Als „Ganz hohes Tier“ war er Vorsitzender der „Internationalen Vereinigung von Zauberern“ sowie langjähriger Großmeister des „Zaubergamot“.
Dumbledore verbrachte seine Jugend in Godric’s Hollow, Harrys späterem Geburtsort. Seine Mutter Kendra war eine Muggelstämmige, sein Vater ein Zauberer. Nach einem Unfall von Dumbledores jüngerer Schwester Ariana kommt sein Vater in das Zaubergefängnis Askaban, und seine Schwester, schwer traumatisiert durch diese Erfahrung, wird infolgedessen geistig instabil und pflegebedürftig. Als Dumbledore die Schule abschließt, stirbt Kendra, als Ariana sie versehentlich verletzt. Dumbledore kehrt in seinen Heimatort zurück und übernimmt die Pflege seiner Schwester, während er darauf besteht, dass sein Bruder Aberforth seine Bildung fortsetzt. In Godric’s Hollow lernt Dumbledore seinen späteren Feind, den Schwarzmagier Grindelwald, kennen. Er verliebt sich in den jungen Gellert und eine Beziehung sexueller als auch romantischer Natur entsteht zwischen ihnen. In der Verfilmung Grindelwalds Verbrechen wird erzählt, wie Albus Dumbledore vor dem Spiegel Nerhegeb steht und Gellert Grindelwald darin sieht. Der Spiegel zeigt nur den innigsten Herzenswunsch, und Dumbledore sagt auch später, dass sie sich beide näher standen als Brüder. Gemeinsam mit Grindelwald sucht er einige Zeit lang nach den Heiligtümern des Todes. Beide stimmen zu, dass die Muggelwelt von Zauberern dominiert werden sollte, sodass diese sich nicht mehr unterzuordnen haben. Durch Aberforths Eingreifen kommt es schließlich zum Streit; dabei wird Ariana getötet und Grindelwald flüchtet. Nachdem Grindelwald sich im Ausland eine Schreckensherrschaft aufgebaut hatte, kam es im Jahre 1945 zu einem Duell mit Dumbledore, das Dumbledore gewann. Dabei nahm er Grindelwalds Zauberstab, den Elderstab, an sich. Der Triumph über Grindelwald zählt zu Dumbledores größten Erfolgen. Dumbledore wurde mehrmals der Posten des Zaubereiministers angeboten, was er mit der Begründung ablehnte, eine Karriere im Ministerium interessiere ihn nicht; nichts gefalle ihm mehr, als junge Köpfe auszubilden. Daneben äußerte er, dass man ihm nicht zu große Macht anvertrauen dürfe. Bevor er Schulleiter von Hogwarts wurde, war er der Lehrer für das Fach Verwandlung. Er ist der Gründer und „Geheimniswahrer“ des Ordens des Phönix. Er hat eine Narbe über dem linken Knie, die die Form des Plans der Londoner U-Bahn hat.
Dumbledore entschied nach dem Tod von Harrys Eltern, dass dessen Tante und Onkel ihn aufziehen sollen. Dumbledore ist, neben Harry, einer der wenigen, die sich trauen, Lord Voldemort beim Namen zu nennen. Seiner Ansicht nach „steigert die Angst vor einem Namen nur die Angst vor der Sache selbst“. Er besuchte den jungen Tom Riddle in dem Waisenhaus, in dem dieser aufwuchs, und bemerkte bereits damals, dass mit Riddle etwas nicht stimmte. Dumbledore beschloss, Riddle im Auge zu behalten, und holte ihn als Schüler nach Hogwarts. Er ist eine wichtige Bezugsperson für Harry, die ihm Wissen und Unterstützung gibt. Dumbledore gibt seine Erkenntnisse im sechsten Band an Harry weiter, um ihn für seinen Kampf gegen Voldemort zu rüsten. Am Ende des sechsten Bandes wird Dumbledore von Severus Snape mit dem „Avada-Kedavra“-Fluch getötet. Dies geschieht, wie der Leser später erfährt, auf Dumbledores Wunsch; er wäre durch einen langsam fortschreitenden Fluch ohnehin bald gestorben. Nach seinem Tod erscheint automatisch ein Porträt von ihm im Schulleiter-Büro.
„Dumbledore“ ist ein mundartliches Wort für eine Hummel. Rowling gab bekannt, sie habe sich Dumbledore als oft herumlaufend und vor-sich-hin-summend vorgestellt und deshalb diesen Namen gewählt.
Im Oktober 2007 äußerte Rowling, sie habe sich Dumbledore immer homosexuell vorgestellt. Gellert Grindelwald sei die große Liebe in seiner Jugend gewesen.

#### Minerva McGonagall
Minerva McGonagall (* 04. Oktober) ist die Lehrerin für Verwandlung und die Hauslehrerin von Gryffindor. Sie wird als streng, willensstark und gerecht dargestellt. Als Animagus ist sie in der Lage, sich in eine getigerte Katze mit silbrigem Fell zu verwandeln. Auch ihre Patronusgestalt ist eine getigerte Katze. Bis zu Dumbledores Tod ist McGonagall die stellvertretende und danach die kommissarische Schulleiterin. Sie gehört dem Orden des Phönix an. Im siebten Band ist sie weiterhin Hauslehrerin von Gryffindor. Sie stellt vor der Schlacht von Hogwarts eine Schularmee mit Lehrern und erwachsenen Schülern gegen Voldemort und seine Verbündeten auf; passend dazu ist ihr Vorname Minerva auch der Name der römischen Göttin des taktischen Verteidigungskriegs.
Rowling äußerte in einem späteren Interview, McGonagall sei nach dem Tod von Severus Snape einige Jahre lang bis zu ihrer Pensionierung Schulleiterin gewesen.
Laut Rowlings Aussage geht der Nachname des Charakters auf den realen schottischen Dichter William McGonagall zurück.

#### Severus Snape
Severus Snape (* 9. Januar 1960; † 2. Mai 1998) ist bis zum sechsten Band der Hauslehrer von Slytherin und bis zum fünften Band Lehrer für Zaubertränke. In Harrys sechstem Schuljahr erhält er den Lehrauftrag für Verteidigung gegen die Dunklen Künste, was bereits seit Beginn seiner Lehrertätigkeit sein eigentliches Wunschfach war. Seine Gemächer und Unterrichtsräume befinden sich in den unterirdischen Gewölben, den „Kerkern“, von Hogwarts. Als Hauslehrer von Slytherin schikaniert er vor allem Harry und seine Mitschüler aus Gryffindor und bevorzugt sein eigenes Haus. Besonders Neville Longbottom lebt in ständiger Angst vor Snape. Harry beschreibt ihn als einen Mann mit fettigen, schwarzen Haaren, einer langen, krummen Nase und fahler Hautfarbe.
Snapes Mutter Eileen Prince war eine Hexe, sein Vater Tobias Snape ein Muggel, was ihn zu einem „Halbblut“ macht, er litt jedoch oft unter der Beziehung seiner Eltern. Als Schüler in Hogwarts bezeichnete er sich selbst als den „Halbblutprinzen“. Mit James Potter, Sirius Black, Remus Lupin und Peter Pettigrew lebte er zu Schulzeiten in offener Feindschaft. Snape wurde oft Opfer der teils sehr rüden Streiche von James und Sirius. Er überträgt seine Feindschaft mit James bereits bei der ersten Begegnung auf dessen Sohn Harry und löst sich bis zum Ende des sechsten Bandes nicht davon. Snape war seit seiner Kindheit mit Harrys Mutter Lily befreundet und, wie später bekannt wird, auch zeitlebens in sie verliebt. Aufgrund von Snapes Interesse für die Dunklen Künste und seiner neuen Freunde (der „Todesser“) wandte Lily sich mit der Zeit von ihm ab. Die Freundschaft zerbrach endgültig, nachdem er Lily, die ihn bei einer weiteren Attacke von James Potter verteidigte, als „Schlammblut“ beschimpft hatte.
Als Schüler im Hause Slytherin wurde Snape zum Befürworter von Lord Voldemort, dem er sich später auch anschloss. Er spionierte für Voldemort Teile der Prophezeiung von Sibyll Trelawney aus. Voldemort, der die Information so auslegte, dass er den Sohn der Potters töten müsse, ermordete dabei auch Lily, obwohl Snape ihn ausdrücklich angefleht hatte, seine große Liebe zu verschonen. Diesen folgenschweren Verrat an Lily verzieh Snape sich nie und wendete sich damals von Voldemort ab. Er arbeitete als Doppelagent an Dumbledores Seite und wurde von diesem als Lehrer in Hogwarts eingestellt. In den folgenden Jahren hilft Snape Dumbledore dabei, Lilys Sohn Harry vor Voldemort zu beschützen. Dieser Bund zwischen den Männern bleibt aber auf Snapes ausdrücklichen Wunsch hin geheim, was Dumbledore sehr bedauert. Von anderen wird immer wieder bezweifelt, dass Snape tatsächlich zur guten Seite übergelaufen ist. Im fünften Band nutzt Snape seine Vergangenheit als Todesser und spioniert als Agent für den Phönix-Orden. Außerdem unterrichtet er Harry in „Okklumentik“ (Verschließen des Geistes), was am fehlenden Vertrauen zwischen ihnen scheitert.
Am Anfang des sechsten Bandes wird klar, dass einige Todesser, wie Bellatrix Lestrange, Snapes Loyalität gegenüber Lord Voldemort anzweifeln. Bei einem Besuch von Lestrange und Narzissa Malfoy in seinem Haus in Spinner’s End gibt er Bellatrix genaue Erklärungen für alle Taten und Verhaltensweisen, die darauf schließen lassen könnten, er sei auf Dumbledores Seite, um ihre Behauptungen zu widerlegen. Erst als er gegenüber Narzissa Malfoy den „Unbrechbaren Schwur“ leistet, scheint Bellatrix von seiner Loyalität überzeugt. Snape schwört, Narzissas Sohn Draco zu helfen, der von Lord Voldemort den Auftrag erhalten hat, Dumbledore zu töten. Tatsächlich tötet Snape Dumbledore scheinbar kaltblütig mit dem „Avada Kedavra“-Fluch. Damit befolgt er jedoch Dumbledores Plan, der zum einen Draco nicht mit dem Mord belasten wollte und zum anderen aufgrund eines tödlichen Fluchs ohnehin nicht mehr lange zu leben hatte.
Im siebten Band wird Snape vom korrumpierten Zaubereiministerium zum Schulleiter von Hogwarts ernannt. Wie von Dumbledore geplant, ist Voldemort nun von Snapes Loyalität überzeugt und vertraut ihm. Da Snape aber weiter insgeheim den Plänen Dumbledores folgt, verhilft er Harry mittels seines Patronus, einer Hirschkuh, zu Gryffindors Schwert, mit dem die Horkruxe zerstört werden können. Voldemort, der bis zum Schluss nichts von Snapes Rolle ahnt, lässt ihn von der Schlange Nagini töten, im Glauben, damit die volle Macht über den Elderstab zu erlangen. Harry, Ron und Hermine finden Snape unmittelbar vor seinem Tod. Er überlässt Harry seine Erinnerungen, die seine Vergangenheit und Motive offenlegen.
Im Epilog zum siebten Band macht sich der jüngere von Harrys Söhnen, Albus Severus, Sorgen darüber, dass er statt dem Haus Gryffindor vielleicht dem von Slytherin zugeteilt wird. Daraufhin sagt Harry zu ihm: „Du bist nach zwei Schulleitern von Hogwarts benannt. Einer von ihnen war ein Slytherin und er war wahrscheinlich der mutigste Mann, den ich je kannte.“
Als wesentliche Inspiration für den Buchcharakter Severus Snape nannte J. K. Rowling ihren Chemieprofessor John Nettleship (1939–2011). Nach anfänglichem Schock war dieser stolz darauf gewesen, als Inspiration für Snape gedient zu haben.

#### Dolores Umbridge
Dolores Jane Umbridge (* 26. August 1961 oder eher) tritt erstmals im fünften Band der Reihe auf, als Dumbledore vom Zaubereiministerium dazu gezwungen wird, sie als Lehrerin für das Fach Verteidigung gegen die Dunklen Künste einzustellen. Sie ist die Erste Untersekretärin und eine enge Vertraute des Zaubereiministers Cornelius Fudge, der mit ihrer Besetzung das angeblich „sinkende Niveau“ Hogwarts’ zu bekämpfen versucht. Umbridge ist in Hogwarts bei den Lehrern und den meisten Schülern vom ersten Tag an unbeliebt. Sie wird von Harry und seinen Freunden mit einer Kröte verglichen (Spitzname „Krötengesicht“) wegen ihres breiten, schlaffen Mundes und der unvorteilhaften Kleidung. Sie redet mit hoher, mädchenhafter Stimme, die nicht zu ihr passt. Ihr geziertes Lachen und ständiges Hüsteln, mit dem sie andere unterbricht, werden schnell als lästig empfunden.
Wie das Zaubereiministerium leugnet Umbridge die Rückkehr Voldemorts und schätzt die praktische Erfahrung in dem von ihr gelehrten Fach dementsprechend als unwichtig ein. Ihr stets theoretischer Unterricht besteht größtenteils nur darin, die Schüler das Lehrbuch lesen zu lassen. Schließlich schwingt sich Umbridge zur Großinquisitorin von Hogwarts auf, um den Einfluss des Zaubereiministeriums auf die Schule zu erhöhen, und sichert sich damit nahezu unumschränkte Macht. Später wird sie kurzzeitig Schulleiterin von Hogwarts. Besonders Harry hat unter den üblen Machenschaften von Umbridge zu leiden, indem sie ihn wiederholt Strafarbeiten schreiben lässt, da er felsenfest behauptet, dass Voldemort zurückgekehrt sei und seine alte Macht wieder besitze. Er muss den Satz „Ich soll keine Lügen erzählen!“ wiederholt mit seinem eigenen Blut schreiben, bis er schließlich so tief in Harrys Haut eingeritzt ist, dass feine weiße Narben zurückbleiben. Umbridge stehen der Hausmeister Argus Filch und eine Hilfstruppe – das „Inquisitionskommando“ – von Schülern des Hauses Slytherin zur Seite, darunter Draco Malfoy.
Da Umbridge eine große Abneigung gegen „Halbmenschen“ hegt, setzt sie den Lehrerstatus von Hagrid, dessen Mutter eine Riesin war, auf „Bewährung“. Während der ZAG-Prüfungen der fünften Klassen vertreibt Umbridge mit Hilfe von vier Auroren in einer „Nacht-und-Nebel-Aktion“ Hagrid von Hogwarts. Dabei nimmt sie kaltblütig in Kauf, dass Professor McGonagall schwer verletzt wird, als diese Hagrid zur Hilfe eilt. Zum Ende des fünften Bandes erfährt der Leser, dass sie es war, die den Dementorenangriff auf Harry und seinen Cousin in Little Whinging eigenmächtig und heimlich befohlen hatte. Sie schreckt auch nicht davor zurück, Harry mittels des „Cruciatus“-Fluches zur Herausgabe von Informationen bezüglich einer vermuteten Verschwörung Dumbledores gegen das Ministerium zu zwingen, was von Hermine durch ein Ablenkungsmanöver verhindert wird. Sie und Harry locken die ungeliebte Schulleiterin in den Verbotenen Wald, wo sie – wie von Hermine erhofft – auf die Zentauren treffen. Als Umbridge die Zentauren beleidigt, wird sie von diesen in die Tiefen des Waldes verschleppt. Sie wird von dem nach Hogwarts zurückgekehrten Dumbledore befreit und verlässt Hogwarts wenig später unter Buhrufen und Schmähungen seitens der Schüler und der Lehrerschaft, während der Poltergeist Peeves mit der Krücke von Professor McGonagall auf Umbridge eindrischt.
Im siebten Band arbeitet sie wieder als Erste Untersekretärin des Ministers und Vorsitzende der Registrierungskommission für Muggelstämmige (engl. Muggle-born Registration Commission). In dieser Funktion leitet sie nach Voldemorts Machtübernahme Schauprozesse, in denen Muggelgeborene nach Askaban abgeurteilt werden. Harry, Ron und Hermine erfahren, dass sie Slytherins Medaillon von Mundungus Fletcher erpresst hat, ohne zu wissen, dass es sich dabei um einen Horkrux handelt. Diesen nehmen die drei ihr bei einem Einbruch in das Ministerium ab und zerstören ihn mit dem Schwert von Gryffindor. Laut J. K. Rowling wird sie später wegen ihrer Rolle im Erfassungsamt für Muggelgeborene verhaftet.

### Hauslehrer

#### Gryffindor
- Albus Dumbledore (siehe oben)
- Minerva McGonagall (siehe oben)

#### Hufflepuff

##### Pomona Sprout
Pomona Sprout (* 15. Mai) ist die Lehrerin für Kräuterkunde und Hauslehrerin von Hufflepuff. Sie ist meist in den Gewächshäusern von Hogwarts anzutreffen. Ihre Kleidung ist häufig mit Erde beschmutzt. Im zweiten Band züchtet sie Alraunen, um die vom Basilisken versteinerten Schüler wiederzubeleben.
Im Vorfeld der Schlacht um Hogwarts spornt sie den Kampfgeist des etwas ängstlichen Professors Flitwick an, indem sie sich entschlossen zeigt, Hogwarts so lange und heftig wie möglich zu verteidigen, selbst wenn der Kampf gegen Voldemort letztlich aussichtslos scheint. Während sie ihre Hufflepuff-Schüler um sich versammelt, überlegt sie mit grimmiger Vorfreude, welche der fiesen und gefährlichen magischen Pflanzen aus ihrem Gewächshaus sie am liebsten auf die Todesser loslassen will.

#### Ravenclaw

##### Filius Flitwick
Filius Flitwick (* 17. Oktober) ist der Lehrer für Zauberkunst und Hauslehrer von Ravenclaw. Er hat Kobolde in seinem Stammbaum und ist deshalb ungewöhnlich klein. Während des Unterrichts steht er auf einem Stapel Bücher hinter seinem Pult, um überhaupt darüber hinwegsehen zu können. Als er im sechsten Band beim Eindringen der Todesser Snape zu Hilfe holen will, wird er von diesem mit einem Schockzauber außer Gefecht gesetzt. Flitwick war in jüngeren Jahren ein ausgezeichneter Duell-Kämpfer. Dies stellt er während der Schlacht um Hogwarts am Ende des siebten Bandes unter Beweis, indem er den Todesser Antonin Dolohow in einem Duell bezwingt.

#### Slytherin
- Severus Snape (siehe oben)

##### Horace Slughorn
Horace Slughorn (* 28. April 1882 – 1913) ist ab dem sechsten Band Lehrer für Zaubertränke in Hogwarts. Er hatte bereits während der Schulzeit von Tom Riddle diesen Posten inne und war Hauslehrer von Slytherin. Harry und Schulleiter Dumbledore bewegen ihn dazu, nach Hogwarts zurückzukehren. Er tritt die Nachfolge von Severus Snape an, und nach dessen Überlaufen zu den Todessern am Ende des Schuljahres übernimmt er von ihm auch wieder das Amt als Hauslehrer von Slytherin. Slughorn ist im Buch eine Ausnahmefigur der Slytherins, da er trotz seiner negativen Eigenschaften nicht bösartig ist.
In seiner früheren aktiven Zeit als Lehrer hat Slughorn besonders begabte Schüler um sich versammelt und dadurch zu seinem Vorteil ein bedeutendes Netz unter den Zauberern geschaffen. Tom Riddle gehörte ebenso zu seinem „Slug-Club“ wie seine Lieblingsschülerin Lily Potter (geb. Evans). Bereits während seiner Rückkehr nach Hogwarts lässt er im Hogwarts-Express den Club wieder aufleben. Neben Harry und anderen Schülern aus bekannten Zaubererfamilien lädt er auch die muggelstämmige Hermine ein, da ihre Schulleistungen ihn beeindrucken.
Slughorn zeigt typische Eigenschaften eines Slytherins wie Intelligenz, Zielstrebigkeit und Machthunger. Er verfügt weiterhin über die Begabung, anderen zu schmeicheln und zielsicher die richtigen Worte für alle Anlässe zu finden. Seine Fähigkeit, Zaubertränke zu brauen, ist der Snapes mindestens ebenbürtig. Dazu kommt eine überragende Fachkenntnis sowohl der konventionellen als auch der dunklen Seite der Zauberkünste. Slughorn wählt seine Bekanntschaften und Schützlinge nur nach Einfluss und Können aus. Personen, die seinen Ansprüchen nicht genügen, werden schnell fallen gelassen und ignoriert. Diese Auswahl bedeutet allerdings auch, dass die bei Slytherins verbreitete Abscheu vor Muggelgeborenen von Slughorn nicht geteilt wird, denn sowohl Lily Potter als auch Hermine Granger wurden bzw. werden von ihm regelrecht umgarnt. Trotz allem verabscheut er die Dunklen Künste, denn Hass und Grausamkeit sind seinem Wesen fremd. Seit dem Bekanntwerden von Voldemorts Rückkehr wechselte Slughorn vor der Wiederaufnahme seiner Lehrtätigkeit in Hogwarts mehrfach seinen Aufenthaltsort, da er zu Recht befürchtet, aufgrund seines Wissens von Todessern missbraucht zu werden.
Eine tragische Rolle spielte Slughorn in der Entwicklung von Lord Voldemort. Er war es, der ihn über die Bedeutung der Horkruxe aufklärte, die Voldemort das Überleben nach der ersten Begegnung mit Harry ermöglichten. Slughorn schämt sich dessen und weigert sich auch vehement, diese Erinnerung seinem Freund Dumbledore zu zeigen, als dieser die Hintergründe von Lord Voldemort aufklären möchte. Harry gelingt es schließlich mit einem Fläschchen des Zaubertrankes Felix Felicis, welches Slughorn Harry aufgrund einer am besten gelösten Aufgabe im Unterricht übergab, diese Erinnerung an sich zu bringen und sie Dumbledore zu zeigen.
Slughorn ist der einzige Slytherin, der bei der Schlacht um Hogwarts auf der Seite der Verteidiger kämpft und kurz bevor Harry den finalen Kampf gegen Voldemort bestreitet, denselben sogar gemeinsam mit Minerva McGonagall und Kingsley Shacklebolt bekämpft.

### Lehrer fürVerteidigung gegen die Dunklen Künste
Die Stelle als Lehrer für Verteidigung gegen die Dunklen Künste ist sehr unbeliebt, da bereits seit Jahrzehnten die Professoren, die dieses Fach lehren, nach nur einem Schuljahr durch Tod, Krankheit oder Entlassung ausscheiden. Angeblicher Grund dafür ist ein Fluch, mit dem Tom Riddle den Posten belegt haben soll, weil er selbst trotz zweier Versuche nie als Lehrer für dieses Fach ausgewählt wurde. Voldemorts Fluch erlischt durch dessen Tod am Ende des siebten Bandes. Severus Snape ist neben Tom Riddle der einzige bekannte Charakter in den Büchern, der die Stelle als Lehrer für dieses Fach begehrt und, wie einst Tom Riddle, stets abgelehnt wird. Erst in Harrys sechstem Jahr erhält Snape von Dumbledore die ersehnte Stelle.

#### Professor Quirrell (1. Schuljahr)
Quirinus Quirrell (sein Vorname wurde auf Pottermore bekannt gegeben) (* 26.09.1967 oder eher) ist in Harry Potters erstem Schuljahr Lehrer für das Fach Verteidigung gegen die Dunklen Künste. Er wird als ängstlich und unsicher beschrieben. Quirrell dient unerkannt dem Geist von Lord Voldemort als Wirt und wird von diesem kontrolliert. Auf Voldemorts Anweisungen hin versucht er, Harry im Laufe des Schuljahres zu töten und sich des Steins der Weisen zu bemächtigen. Der Versuch, Harry den Stein gewaltsam zu entreißen, scheitert an dem bestehenden Schutzzauber, der schon Voldemorts ersten Mordversuch an Harry vereitelt hat – Quirrell kann Harry nicht berühren, ohne dabei zugrunde zu gehen. Voldemort erkennt seine Niederlage, flieht und überlässt Quirrells Körper dem Tod.

#### Gilderoy Lockhart (2. Schuljahr)
Gilderoy Lockhart (* 26.01.1964) löst in Harrys zweitem Schuljahr Professor Quirrell als Lehrer für das Fach Verteidigung gegen die Dunklen Künste ab. Lockhart erscheint als ein gut aussehender, aber narzisstischer Selbstdarsteller, dessen Hauptinteresse der Pflege seiner Popularität, insbesondere bei Hexen, gilt. Berühmt wurde er als Autor seiner Ratgeber und der Schilderung großer Heldentaten – immer mit ihm selbst als Hauptfigur. Diese Geschichten haben eigentlich andere Zauberer erlebt; er stahl ihnen ihre Erinnerungen mit einem Gedächtniszauber. Er selbst verfügt außer diesem Zauber über keine besonderen Kenntnisse oder Fähigkeiten. Der Versuch, Ron und Harry mit einem Gedächtniszauber daran zu hindern, sein Geheimnis zu verraten, schlägt dank Rons defektem Zauberstab fehl und Lockhart selbst verliert jede Erinnerung. Seitdem wird er in der geschlossenen Abteilung des St.-Mungo-Hospitals für magische Krankheiten und Verletzungen behandelt, ohne dass sich seine Amnesie bessert. Laut J. K. Rowling ist Lockhart einer realen Person nachgebildet, deren Identität sie nicht preisgibt.

#### Remus Lupin (3. Schuljahr)
Remus John Lupin (* 10. März 1960; † 2. Mai 1998) ist der Lehrer für Verteidigung gegen die Dunklen Künste in Harrys drittem Schuljahr. Lupin wurde als Kind durch einen Biss von Fenrir Greyback zum Werwolf und verwandelt sich seitdem bei jedem Vollmond. (Passend dazu leitet sich sein Vorname Remus von einem der beiden Gründer Roms ab, die von einer Wölfin gesäugt wurden, sowie sein Nachname Lupin vom lateinischen Wort lupus für Wolf ab.) Um seinen Besuch in Hogwarts damals zu ermöglichen, wurde ein Geheimgang zur Heulenden Hütte angelegt, wo er die Vollmondnächte verbrachte. Die Öffnung des Geheimgangs wurde durch die Peitschende Weide geschützt. Seine Freunde in Hogwarts wurden ihm zuliebe zu Animagi, um ihn während seiner Phasen als Werwolf gefahrlos begleiten zu können: James Potter verwandelte sich in einen Hirsch (Spitzname „Krone“), Sirius Black in einen Hund („Tatze“) und Peter Pettigrew („Wurmschwanz“) in eine Ratte. Zusammen mit Lupin („Moony“) erschufen sie die Karte des Rumtreibers. In seiner Zeit als Lehrer bringt Lupin Harry den „Patronus“-Zauber als Schutz gegen die Dementoren bei. Eine unkontrollierte Werwolf-Verwandlung und eine Indiskretion von Snape beenden seine Hogwarts-Karriere.
Lupin hat später als Mitglied des Phönix-Ordens die Aufgabe, die Werwölfe zu überwachen und davon zu überzeugen, sich nicht Voldemort anzuschließen. Nymphadora Tonks ist zu dieser Zeit schon seit längerem in ihn verliebt. Er sträubt sich jedoch bis zu Dumbledores Tod gegen eine Beziehung. Sie heiraten dann aber kurze Zeit später. Als Tonks schwanger wird, bereut Lupin die Heirat aus Sorge, das Kind könne als Werwolf geboren werden. Sein Sohn kommt jedoch gesund zur Welt und wird nach Tonks’ Vater Ted benannt; Harry wird sein Pate.
Remus Lupin stirbt zusammen mit Tonks in der Schlacht um Hogwarts. Sein Tod wird in den Büchern nicht beschrieben; laut J. K. Rowling wird er vom Todesser Dolohow getötet.

#### Barty Crouch jr. als Alastor „Mad-Eye“ Moody (4. Schuljahr)
siehe unten

#### Dolores Umbridge (5. Schuljahr)
siehe oben

#### Severus Snape (6. Schuljahr)
siehe oben

#### Amycus Carrow (7. Schuljahr)
siehe unten

### Weiteres Schulpersonal

#### Rubeus Hagrid

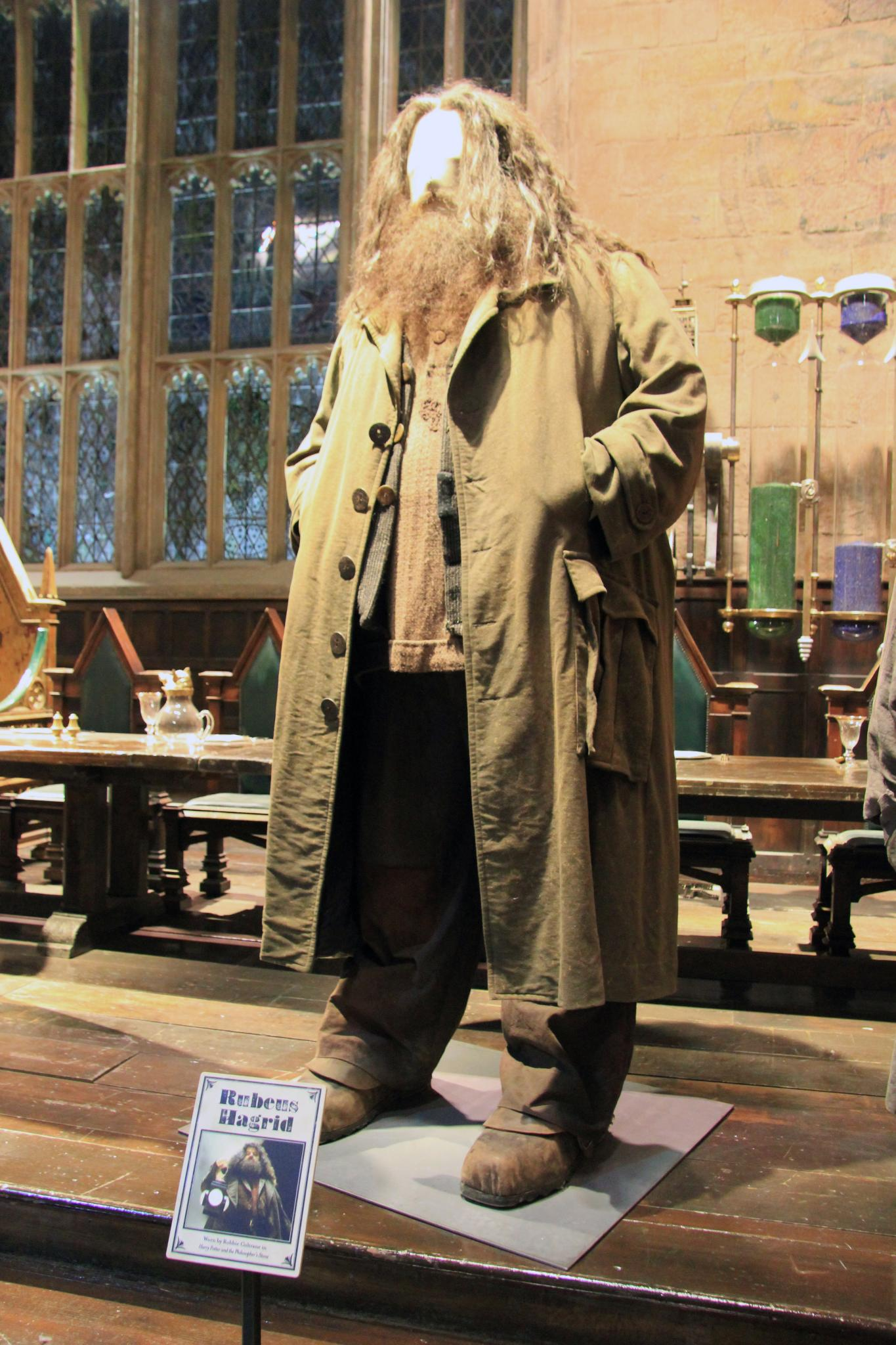
Rubeus Hagrid

Rubeus Hagrid (* 6. Dezember 1928) ist ein Halbriese (Hagrids Vater war ein Zauberer, seine Mutter eine Riesin), der fast doppelt so groß wie ein normaler Mensch ist. Im Vorfeld des fünften Bandes findet er heraus, dass er einen Halbbruder namens Grawp hat. Hagrid arbeitet in Hogwarts als Wildhüter, ist auch für die Pflege der Außenanlagen von Hogwarts zuständig und ab Harrys drittem Schuljahr Lehrer für Pflege magischer Geschöpfe. Diese Stelle teilt Hagrid sich mit Prof. Wilhelmina Raue-Pritsche (im Original Wilhelmina Grubbly-Plank), die ihn immer vertritt, wenn er (bspw. in Dumbledores Auftrag) längere Zeit abwesend ist. Er hat als ständiges Haustier einen Saurüden namens Fang.
Hagrid hat eine Vorliebe für wilde und gefährliche Tiere, die er für harmlos hält, weil er aufgrund seiner Körpergröße und Kraft mit ihnen umgehen kann. Er sieht keine Gefahr darin, Drachen oder Spinnen in der Größe von Elefanten zu züchten, obwohl dies streng verboten ist. Er wurde mehrmals zu Unrecht verdächtigt, andere Vergehen begangen zu haben. So soll er in seinem dritten Schuljahr die Kammer des Schreckens geöffnet haben, wurde daher von der Schule verwiesen und mit einem Zauberverbot belegt. Sein Zauberstab wurde zerbrochen, doch es gibt Andeutungen, dass er die noch übrigen Teile in einem rosa Regenschirm versteckt hat und mit diesem weiterhin ab und zu verbotenerweise zaubert. Auch während seiner Lehrertätigkeit wird er mehrfach suspendiert und kurzzeitig auch im Zauberergefängnis Askaban inhaftiert.
Für Harry ist Hagrid weitaus mehr als nur ein Lehrer. In der Nacht der Ermordung von Harrys Eltern brachte Hagrid ihn im Auftrag Dumbledores nach Little Whinging zu den Dursleys, die ihn aufziehen sollten. Jahre später erfährt Harry von Hagrid, dass er ein Zauberer ist. Seitdem entwickelt sich eine tiefe Freundschaft zwischen den beiden und auch zwischen Hagrid, Ron und Hermine. Hagrid verehrt nur Professor Dumbledore mehr als Harry. Hagrid ist ein liebevoller Mensch; für seine Freunde würde er alles tun, sogar sterben. Hagrid ist Mitglied des Phönix-Ordens. Bei der Verteidigung der Schule im sechsten Band kämpft er gegen die Todesser mit.
Hagrid besitzt ein fliegendes Motorrad, das Sirius Black ihm geschenkt hat. Dieses wird im siebten Band fast zerstört, als Hagrid und Mitglieder des Phönix-Ordens Harry zum Haus der Weasleys eskortieren und von Voldemort und seinen Todessern angegriffen werden. In ihrem Online-Chat schrieb Rowling, Arthur Weasley habe das Motorrad wieder reparieren können und es sei nun in Harrys Besitz.

#### Sybill Trelawney
Sybill Patricia Trelawney (* 09.03.vor 1962) unterrichtet Wahrsagen in Hogwarts und ist die Ururenkelin der berühmten Seherin Cassandra Trelawney. Sie hatte einige Wochen vor Harrys Geburt ein Vorstellungsgespräch bei Dumbledore im Eberkopf in Hogsmeade, wobei Dumbledore von ihren Fähigkeiten nicht überzeugt war. Bevor er ablehnen und gehen konnte, machte Trelawney allerdings eine Vorhersage über die Geburt eines Jungen Ende Juli, der die Macht besitzen würde, Lord Voldemort zu stürzen. Die erste Hälfte dieser Prophezeiung wurde von Severus Snape heimlich mitgehört und an Lord Voldemort verraten, der zweite Teil war viele Jahre lang nur Dumbledore bekannt. Eine zweite Voraussage traf sie in Harrys drittem Schuljahr über Voldemorts Rückkehr. Beide Male befand sie sich allerdings in Trance und kann sich deshalb an nichts davon erinnern. Ansonsten hat sie nur einige „Zufallstreffer“.
Harry, Ron und Hermine halten Professor Trelawney schon bald für eine Schwindlerin, während andere Schüler wie Lavender Brown oder Parvati Patil von ihrer scheinbaren Fähigkeit sehr angetan sind und fest an ihre Voraussagen glauben. Trelawney hat die Angewohnheit, mindestens einem Schüler pro Jahrgang den Tod vorauszusagen, was nun auf Harry zutrifft. Im fünften Band wird sie aufgrund ihrer mangelnden Fähigkeiten von Dolores Umbridge zunächst auf Bewährung gesetzt und später kurzzeitig entlassen, darf allerdings aufgrund Dumbledores Engagement in der Schule wohnen bleiben. Nachdem sie am Ende des Schuljahres ihre Stelle zurückbekommt, muss sie sich den Unterricht mit Firenze teilen, der die Stelle zwischenzeitlich besetzt hatte, was ihr sehr missfällt. Während der Schlacht von Hogwarts wirft Trelawney dem Werwolf Greyback eine ihrer Kristallkugeln an den Kopf, um die Schülerin Lavender Brown zu retten.

#### Rolanda Hooch
Rolanda Hooch (* vor 1918) gibt jeweils im ersten Hogwarts-Schuljahr eines Jahrgangs einen Grundkurs im Besenflug und fungiert ansonsten als Organisatorin und Schiedsrichterin bei den Quidditch-Pokalspielen zwischen den Hogwarts-Häusern. Sie selbst lernte auf einem Besen der Marke Silberpfeil das Fliegen; ihr Aussehen erinnert stark an einen Falken.

#### Firenze
Firenze ist ein Zentaur. Zentauren gelten allgemein als sehr weise und begabte, teilweise auch mit hellseherischen Fähigkeiten ausgestattete Sterndeuter. Im Gegensatz zu den anderen Zentauren im Verbotenen Wald, die den Umgang mit Menschen für unter ihrer Würde halten und deshalb für gewöhnlich meiden, hält Firenze Zentauren durchaus nicht für unfehlbar und zögert in Harrys erstem Jahr auch nicht, ihn vor Voldemort zu retten. Er übernimmt in Harrys fünftem Jahr in Hogwarts den Unterricht in Wahrsagen, nachdem Professor Umbridge Sibyll Trelawney gefeuert hat. Dafür wird er aus der Gemeinschaft der anderen Zentauren ausgeschlossen, wovon ein Hufabdruck auf seiner Brust zeugt. Die von Dumbledore wiedereingestellte Professor Trelawney muss im sechsten Band zu ihrem Missfallen ihren Unterricht mit Firenze teilen.
Im siebten Band nimmt Firenze am Kampf um Hogwarts teil und wird dabei verletzt, überlebt aber. Laut J. K. Rowling wird Firenze später wieder von seiner Herde aufgenommen, die schließlich begreift, dass die Zusammenarbeit mit Menschen nicht unehrenhaft oder schändlich ist.

#### Argus Filch
Argus Filch ist der Hausmeister von Hogwarts. Er ist fortwährend damit beschäftigt, die Einhaltung der Schulregeln zu überwachen. Am liebsten würde er Schüler, die Regeln überschreiten, mit dem Kopf nach unten an die Decke hängen, doch das erlaubt ihm Dumbledore nicht, obwohl er schon zahlreiche Anträge dazu gestellt hat. Sein Hass auf die zaubernden Schüler kommt daher, dass er ein Squib ist, also aus einer Zaubererfamilie stammt, aber selbst nicht zaubern kann. Bei den Schülern ist er äußerst unbeliebt. Filchs treue Weggefährtin ist seine Katze, Mrs. Norris. Mrs. Norris ist eine Art Spionin, die für Filch allein durch die Schule streift und ihn sofort alarmiert, wenn sie Schüler die Regeln brechen sieht. Dank Mrs. Norris bekommt Filch daher viel von dem mit, was um ihn herum in Hogwarts passiert. Eines seiner am hartnäckigsten verfolgten Ziele ist es, den Poltergeist Peeves zu fassen und von der Schule werfen zu lassen, da dieser ihm ständig Scherereien macht. Im fünften Band bekommt er von Professorin Umbridge die Erlaubnis, die Schüler auszupeitschen, jedoch kommt er nie in den Genuss, diese Art der Bestrafung anzuwenden.

#### Poppy Pomfrey
Madame Pomfrey ist die Krankenschwester von Hogwarts. Sie kann fast alle Verletzungen und Krankheiten heilen – viele sogar in wenigen Sekunden – und ist stets um die Ruhe ihrer Patienten besorgt. Madame Pomfrey erwägt im fünften Band zu kündigen, weil Dolores Umbridge die Schule übernehmen will. Sie bleibt aber, da ihre größte Sorge den Schülern gilt, die sie vor Umbridge schützen will.

## Die Gründer von Hogwarts

### Godric Gryffindor
Godric Gryffindor (* vor 976) ist neben Slytherin das berühmteste Mitglied der Gründergemeinschaft. Godric Gryffindor stammt, wie Harry, aus dem nach ihm benannten Ort Godric’s Hollow. Godric Gryffindor galt als Verfechter von Muggelrechten und bevorzugte für sein Haus Gryffindor stets die Mutigsten unter den neuen Schülern. Das Wappen des Hauses Gryffindor trägt sein Zeichen – einen goldenen Löwen auf rotem Grund. Sein Zauberhut nimmt als Sprechender Hut die Hauseinteilung in Hogwarts vor.
Mit Gryffindors von Kobolden geschmiedetem Schwert tötet Harry im zweiten Band den Basilisken. Außerdem zerstört das Schwert drei der sechs von Voldemort geschaffenen Horkruxe:
- den Ring von Vorlost Gaunt,
- das Medaillon Salazar Slytherins und
- die Schlange Nagini.

### Helga Hufflepuff
Helga Hufflepuff (* vor 976) ist Mitbegründerin von Hogwarts. Sie nahm stets jeden Schüler – unabhängig von dessen Herkunft und Abstammung – auf, der magische Begabung mitbrachte und für den Hilfsbereitschaft und Treue selbstverständlich waren. Diese „Großzügigkeit“ in der Auswahl brachte dem Haus Hufflepuff auch den Ruf ein, besonders viele „Flaschen“ hervorzubringen. Das Wappen des Hauses ist ein schwarzer Dachs auf gelbem Grund. Ein Becher, der früher Helga Hufflepuff gehörte, wurde später zu einem von Lord Voldemorts sieben Horkruxen.

### Rowena Ravenclaw
Rowena Ravenclaw (* vor 976) ist ebenfalls Mitbegründerin von Hogwarts, die bei ihren Schülern vor allem Klugheit und Gelehrsamkeit als wichtige Tugenden schätzte. So wird es auch im nach ihr benannten Haus gesehen, das einen bronzenen Adler auf blauem Grund – das Sinnbild des Verstands – im Wappen führt. Ihr Diadem wurde von Lord Voldemort in einen Horkrux verwandelt und im Raum der Wünsche in Hogwarts versteckt. Ihre Tochter Helena, die dieses gestohlen hatte, wurde vom Blutigen Baron ermordet und ist seitdem als Graue Dame Hausgeist der Ravenclaws.

### Salazar Slytherin
Salazar Slytherin (* vor 976), der Vorfahre von Lord Voldemort, gehörte vor 1000 Jahren zu den Gründern von Hogwarts und gilt neben Godric Gryffindor als der beste Zauberer der Gründergemeinschaft. Auf ihn geht das Haus Slytherin zurück. List, Schlauheit und Reinblütigkeit gehörten ursprünglich zu den Auswahlkriterien für seine Schüler. Slytherin entzweite sich mit den übrigen Gründern, weil nach seiner Ansicht nur reinblütige Zauberer das Recht haben, Magie zu erlernen, und verließ die Schule. Er versteckte zuvor tief unter der Schule eine geheime Kammer, die Kammer des Schreckens. Erst wenn sein wahrer Erbe nach Hogwarts kommt – so will es die Sage – kann dieser die Kammer öffnen und den Schrecken im Inneren, einen Basilisken, entfesseln, um die Schule von allen „Schlammblütern“ zu befreien. Voldemort, sein letzter lebender Nachfahre, öffnet diese Kammer zweimal: während seiner eigenen Schulzeit und in Harrys zweitem Schuljahr, indem er Ginny Weasley aus seinem alten Tagebuch heraus seinen Willen aufzwingt.
Das Symbol des Hauses ist eine Schlange, weil Salazar Slytherin ein Parselmund war. Diese Fähigkeit hat Voldemort und damit auch indirekt Harry von ihm geerbt. Slytherins goldenes Medaillon, auf dem ebenfalls eine Schlange abgebildet ist, wurde von Lord Voldemort in einen Horkrux verwandelt, der später von Ron Weasley zerstört wird.
Eine im Sommer 2019 im indischen Bundesstaat Arunachal Pradesh entdeckte Schlange bekam im Folgejahr den Namen Trimeresurus salazar.

## Schüler

### Slytherins

#### Vincent Crabbe und Gregory Goyle
Vincent Crabbe und Gregory Goyle fallen weniger durch ihre Intelligenz als durch ihre Größe und ihr Gewicht auf. Sie sind die meiste Zeit in Gesellschaft von Draco Malfoy zu finden, der sie herumkommandiert. Crabbes und Goyles Väter gehören den Todessern an, den Anhängern von Lord Voldemort. Im siebten Band stirbt Crabbe durch ein von ihm selbst heraufbeschworenes „Dämonsfeuer“ im Raum der Wünsche. Dieses zerstört auch einen Horkrux (Diadem von Rowena Ravenclaw).

#### Draco Malfoy

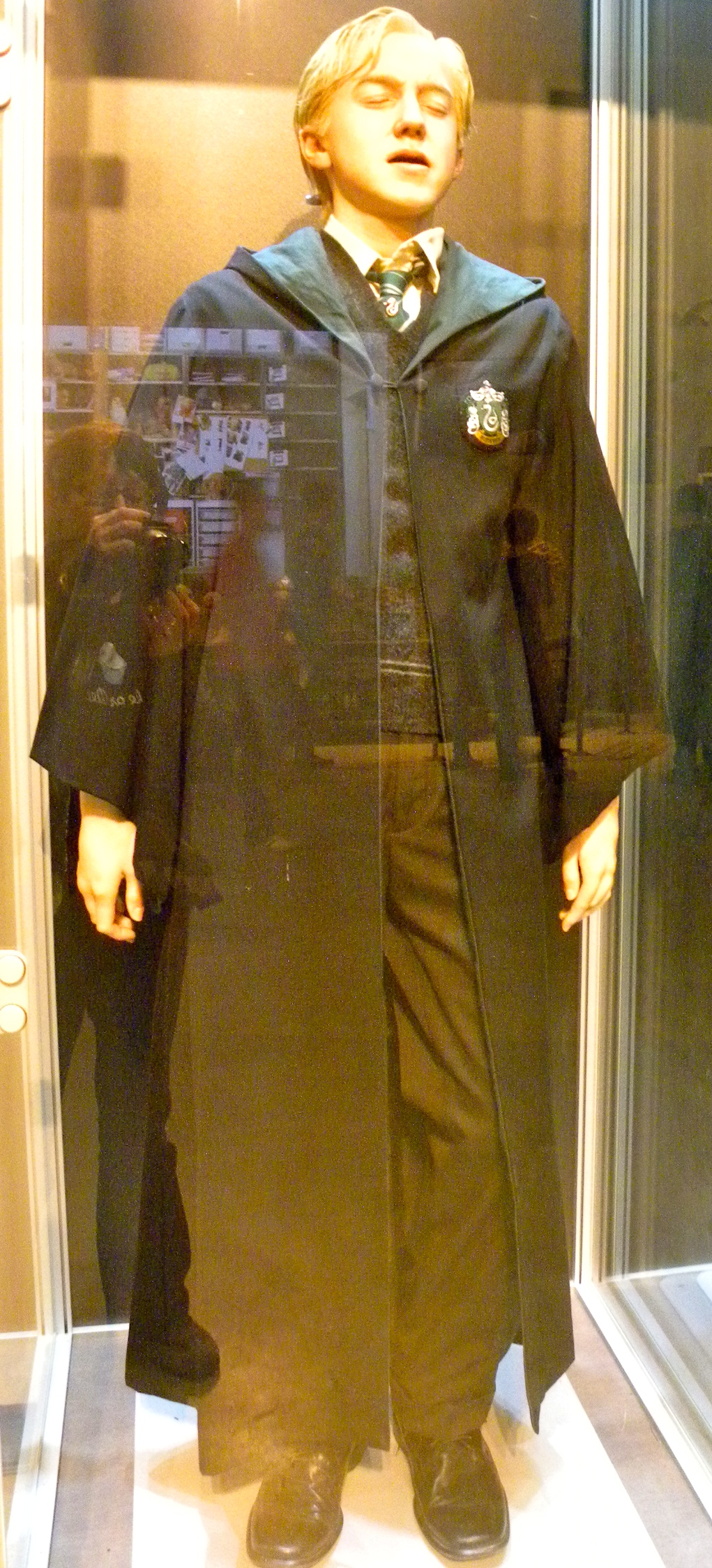
Dummy von Draco Malfoy im Slytherin-Zauberergewand

Draco Malfoy (* 5. Juni 1980) ist Harry Potters Erzfeind in Hogwarts. Er ist der einzige Spross einer alten reinblütigen Zaubererfamilie, deren Mitglieder traditionell dem Haus Slytherin angehören. Er ist wie sein Vater Lucius davon überzeugt, dass nur reinblütige Zauberer das Recht haben, in Hogwarts ausgebildet zu werden. Dementsprechend werden die muggelgeborenen Schüler von ihm beleidigt und gemobbt, darunter Hermine Granger, die er mehrfach als „Schlammblut“ beschimpft. Draco tritt meist nicht allein, sondern inmitten seiner Slytherin-Clique in Erscheinung, zu der hauptsächlich Gregory Goyle und Vincent Crabbe gehören. Er wird von seinem Hauslehrer Severus Snape oft bevorzugt. Im fünften Band wird Draco zusammen mit Pansy Parkinson zum Vertrauensschüler von Slytherin ernannt.
Dracos Feindschaft mit Harry beginnt bereits am ersten Schultag, als Draco im Hogwarts-Express zuerst Ron Weasley und dessen Familie beleidigt und dann Harry seine Freundschaft anbietet, die von diesem abgelehnt wird. In den folgenden Jahren wird die Feindschaft der beiden immer vielschichtiger. Wo zu Beginn nur eine unterschiedliche Hauszugehörigkeit, allgemeine Abneigung beiderseits und Dracos Hass auf Harrys Freunde Ron und Hermine besteht, kommt im zweiten Band die direkte Rivalität als Sucher der jeweiligen Quidditch-Hausmannschaft hinzu. Im fünften Band werden beide die Anführer zweier verfeindeter Gruppierungen; Draco steht dem „Inquisitionskommando“ von Dolores Umbridge vor, während Harry der Anführer seiner geheimen Schülerorganisation „Dumbledores Armee“ ist. Harry ahnt bereits im sechsten Band, dass Draco trotz seiner Jugend in die Reihen der Todesser aufgenommen wurde und damit ein Anhänger von Lord Voldemort ist. Im gleichen Jahr gibt es schließlich einige direkte Konfrontationen mit tätlichen Angriffen.
Bis zum sechsten Band ist Draco der arrogante Spross der Familie Malfoy, der keine Gefühle zeigt und eiskalt zu sein scheint. Er bekommt von Voldemort den Auftrag, Albus Dumbledore zu töten. Mit zunehmender Verzweiflung versucht er das ganze sechste Schuljahr hindurch auf verschiedenen Wegen erfolglos, seinen Auftrag zu erfüllen. Gegen Ende des Schuljahres belauscht Harry ein Gespräch zwischen Draco und der Maulenden Myrte, in dem Draco sich verzweifelt zeigt und weint, weil er um sein Leben sowie das seiner Familie fürchtet. Draco ist es, der den Todessern ermöglicht, in Hogwarts einzudringen, um mit ihrer Hilfe seinen Auftrag zu erfüllen. Er kann sich jedoch nicht überwinden, den bereits von ihm entwaffneten Dumbledore zu töten. Severus Snape übernimmt (wie mit Dumbledore vorher abgesprochen) diese Aufgabe und tötet Dumbledore mit dem Avada-Kedavra-Fluch. Weil er Dumbledore entwaffnet hat, wird Draco unwissentlich zum wahren Besitzer des Elderstabes (Elder Wand „Holunderzauberstab“). Im siebten Band verliert er seinen Zauberstab an Harry, wodurch dieser – ebenfalls unwissentlich – zum neuen Besitzer des Elderstabes wird. Draco versucht, Harry im Kampf von Hogwarts an der Zerstörung eines Horkruxes zu hindern. Trotzdem rettet Harry ihm in der Folge zwei Mal das Leben. Draco ist nach dem Kampf wieder mit seiner Familie vereint und hat 19 Jahre später einen Sohn namens Scorpius. Laut einem Interview mit Joanne K. Rowling vom 30. Juli 2007 begegnen sich Harry und Draco nun mit gegenseitiger Anerkennung.

#### Weitere Schüler
Neben den bereits genannten Slytherins werden in den Büchern weitere Schüler dieses Hauses erwähnt. Millicent Bulstrode ist im zweiten Band im Duellierclub die Duell-Partnerin von Hermine Granger. In dem Glauben, ein Haar von Millicent gesammelt zu haben, verwendet Hermine dieses für den Vielsaft-Trank, mit dessen Hilfe sie, Harry und Ron sich in den Gemeinschaftsraum der Slytherins schleichen wollen. Doch es stellt sich heraus, dass das Haar von Millicents Katze stammt. Neben Bulstrode gehört Pansy Parkinson im fünften Band ebenfalls zu Umbridges „Inquisitionskommando“ und ist die zeitweilige Freundin von Draco Malfoy. Während der Schlacht um Hogwarts im siebten Band ist Pansy diejenige, die sich lautstark dafür ausspricht, Harry an Voldemort auszuliefern. Blaise Zabini und Theodore Nott gehören zum weiteren Freundeskreis von Draco Malfoy, Crabbe, Goyle und Pansy Parkinson. Terence Higgs ist im ersten Band der Sucher der Quidditchmannschaft von Slytherin, Marcus Flint ist der Kapitän und spielt zusammen mit Adrian Pucey als Jäger.

### Gryffindors
Neben den Hauptfiguren Harry, Ron und Hermine spielen verschiedene andere Gryffindors in den sieben Bänden wiederholt eine Rolle.

#### Katie Bell
Katie Bell ist Jägerin in Harrys Quidditch-Team. Im fünften Schuljahr schließt sie sich der auf Hermines Betreiben gegründeten „Dumbledores Armee“ an. Als Harry im sechsten Schuljahr Kapitän der Gryffindor-Mannschaft wird, ist Katie als einzige ursprüngliche Stammspielerin noch mit dabei. Bei ihrem ersten Hogsmeade-Ausflug in diesem Jahr wird sie von einem verhexten Halsband, das sie Dumbledore übergeben soll, schwer verletzt und kann die ersten Spiele der Saison nicht bestreiten. Sie muss einen Großteil des Schuljahres im St.-Mungo-Hospital verbringen und kann erst am letzten Spiel teilnehmen.

#### Lavender Brown
Lavender Brown ist eng mit Parvati Patil befreundet. Beide sind im selben Jahrgang wie Harry Potter. Wie ihre Freundin Parvati ist auch Lavender eine begeisterte Verehrerin von Professor Sibyll Trelawney, der Lehrerin für Wahrsagen in Hogwarts. Im vierten Band geht sie mit Seamus Finnigan zum Weihnachtsball. Gemeinsam mit Parvati und deren Zwillingsschwester Padma schließt sie sich im fünften Schuljahr „Dumbledores Armee“ an. Während des sechsten Schuljahres wird Lavender die erste Freundin von Ron. Er ist allerdings nicht wirklich in sie verliebt, sondern nur mit ihr zusammen, um Ginny etwas zu beweisen und Hermine eifersüchtig zu machen. Sehr zu Rons Missvergnügen und Belustigung seiner Freunde, gibt sie ihm den Kosenamen „Won Won“. Ihre Beziehung scheitert an Lavenders Eifersucht.
Im siebten Band beteiligt sich Lavender am Widerstandskampf gegen Snape und die Carrows, als Hogwarts von den Todessern übernommen wird, und schließlich auch an der zweiten Schlacht um Hogwarts. Dabei wird sie schwer verletzt und daraufhin von Fenrir Greyback gebissen. Mittlerweile gab J. K. Rowling in einem Interview bekannt, dass Lavender gerettet werden konnte und nicht zu einem Werwolf wurde.

#### Colin und Dennis Creevey
Die beiden muggelstämmigen Brüder Colin und Dennis Creevey sind ein bzw. drei Jahre jünger als Harry und verehren ihn als ihren Helden. Da sie ebenfalls Mitglieder des Hauses Gryffindor sind, haben sie hinreichend Gelegenheit dazu, Harry mit ihrem ständigen Grüßen und penetranten Fotografieren auf die Nerven zu gehen. Draco Malfoy nutzt diesen Umstand weidlich aus, um Harry zu ärgern. In seinem ersten (Harrys zweitem) Schuljahr fällt Colin einem Basilisken zum Opfer und wird versteinert. Er wird durch einen Alraunen-Trank gerettet. Am Ende des siebten Bandes fällt Colin Creevey in der Schlacht um Hogwarts, an der er unerlaubt teilgenommen hat, nachdem er sich nach seiner Evakuierung aus Hogwarts heimlich zurückschlich.

#### Seamus Finnigan
Seamus Finnigan ist der beste Freund von Dean Thomas. Der rotblonde Junge ist irischer Abstammung. Sein Vater ist ein Muggel, seine Mutter eine Hexe. Für seinen Vater war die Erkenntnis, mit einer Hexe verheiratet zu sein, laut Aussage von Seamus ein ziemlicher Schock. Der begeisterte Zaubererschach-Spieler ist Fan der Quidditch-Mannschaft „Kenmare Kestrels“, deren Poster neben seinem Bett hängt. In Gryffindor teilt er den Schlafsaal mit Dean Thomas, Neville Longbottom, Harry Potter und Ron Weasley. Im fünften Band streitet er sich mit Harry, weil Seamus’ Mutter behauptet, dass Harrys und Dumbledores Aussagen bezüglich Voldemorts Wiederkehr falsch sind. Später entschuldigt er sich bei Harry und tritt auch der DA bei, weil ihn Harrys Interview im Klitterer überzeugt. Auf den Weihnachtsball des vierten Jahres geht Seamus mit Lavender Brown. Im siebten Band nimmt er auch an der Schlacht um Hogwarts teil.

#### Lee Jordan
Lee Jordan ist bereits im ersten Band engster Freund der Weasley-Zwillinge und mit ihnen in einem Jahrgang. Er ist der Stadionsprecher bei allen Quidditchspielen während seiner Schulzeit. Dabei wird er regelmäßig von Professor McGonagall ermahnt, da er oft parteiisch ist. Im siebten Band betreibt Lee im Untergrund einen Piratensender namens Potterwatch, worin er das von den Todessern kontrollierte Ministerium und Voldemort kritisiert. Er tritt im Sender unter dem Decknamen „Stromer“ auf.

#### Neville Longbottom
Neville Longbottom (* 30. Juli 1980) wird als etwas dicklicher, ungeschickter und sehr vergesslicher Schüler beschrieben. Wegen seiner schusseligen Art wird er von Draco Malfoy gehänselt und von Professor Snape im Unterricht schikaniert. Seine schulischen Leistungen sind eher schlecht, ausgenommen im Fach Kräuterkunde. Neville lebt bei seiner Großmutter Augusta, da seine Eltern (Alice und Frank Longbottom) infolge der Folterungen durch die Todesser Bellatrix Lestrange und Barty Crouch jr. wahnsinnig wurden und dauerhaft im St. Mungo Hospital betreut werden.
Nevilles Charakter erfährt im Verlauf der Geschichte die wohl drastischste Entwicklung. Mit wachsendem Selbstbewusstsein, was auch auf Harrys und Hermines Einfluss zurückzuführen ist, werden seine schulischen Leistungen besser. Er wird einer der eifrigsten Schüler in Harrys DA-Kurs, was ihn zu einem guten Schüler in der Verteidigung gegen die Dunklen Künste macht. Er und Luna Lovegood sind neben Harry und seinen Freunden Ron, Ginny und Hermine die einzigen beiden Mitglieder der DA („Dumbledores Armee“), die sich am Ende des sechsten Bandes am Kampf um den Astronomieturm beteiligen. Im siebten Jahr ist Neville neben Seamus der einzige der fünf männlichen Gryffindors ihres Jahrgangs, der nach Hogwarts zurückkehrt und sich dem neuen Regime der Carrows stellt. Neville, mittlerweile nicht mehr der wankelmütige und ängstliche Charakter der ersten Jahre, führt zunächst mit Luna Lovegood und Ginny Weasley im Geheimen „Dumbledores Armee“ weiter, und als beide Mädchen nicht mehr in Hogwarts sind, ist er deren alleiniger Kopf. Er behindert mit der DA nach Kräften die Arbeit der neuen Hogwartsführung. Wenige Wochen vor der finalen Schlacht muss er fliehen, da es inzwischen zu gefährlich für ihn wird. Er verbirgt sich im Raum der Wünsche und führt von dort aus eine Art Guerillakampf. Er nimmt an der Schlacht um Hogwarts teil, die er überlebt. Neville ist es, der Voldemorts Schlange Nagini, dessen letzten Horkrux, tötet, indem er ihr mit Gryffindors Schwert den Kopf abschlägt.
Neville wurde einen Tag vor Harry geboren. Seine Eltern waren wie die Potters ebenfalls Mitglieder des Phönix-Ordens. Aufgrund der Prophezeiung über die Geburt eines nicht namentlich genannten Zauberers, der eine größere Macht erlangen sollte als Voldemort, plante dieser neben Harry auch Neville zu ermorden. Indem es Voldemort jedoch zuerst gelang, die Potters aufzusuchen, erfüllte er unbewusst die Prophezeiung und begründete damit erst Harrys Schicksal als den „Auserwählten“. Laut Dumbledore könnte die Prophezeiung somit ursprünglich auch Neville gegolten haben, was dieser jedoch im Laufe der Geschichte nie erfährt. Später wird er Professor für Kräuterkunde in Hogwarts und ist einer der engsten Freunde der Potters und der Weasleys. Joanne Rowling gab zudem bekannt, dass Neville später Hannah Abbott, die zwischenzeitlich den „Tropfenden Kessel“ übernahm, heiratet.

#### Cormac McLaggen
Cormac McLaggen ist ein als groß gewachsen und drahthaarig beschriebener Gryffindor-Schüler, der ein Jahr älter als Harry ist. Er stammt aus einer einflussreichen Zaubererfamilie und verhält sich überaus eingebildet und selbstgerecht. Zwischen ihm und Harry kommt es zu einigen Streitereien. Im sechsten Band will er bei der Auswahl der Quidditchspieler für die Hausmannschaft Hüter werden und ist empört darüber, dass anstelle von ihm Ron ausgewählt wird, obwohl Ron besser gehalten hatte. Im sechsten Band ist Cormac Mitglied von Professor Slughorns „Slug Club“ und macht Hermine in aufdringlicher Weise Avancen, welche diese zurückweist. Unter den Gryffindor-Schülern ist Cormac der einzige, von dem in den Romanen ein eher negatives Charakterbild gezeichnet wird.

#### Parvati Patil
Parvati Patil ist in Harrys Jahrgang und wurde vom Sprechenden Hut dem Haus Gryffindor zugeteilt, ihre Zwillingsschwester Padma jedoch dem Haus Ravenclaw. Gemeinsam mit ihrer besten Freundin Lavender Brown ist sie eine begeisterte Anhängerin der Wahrsagelehrerin Sibyll Trelawney, deren Worte beide für bare Münze nehmen. Parvati wird von Harry als Tanzpartnerin zum Weihnachtsball anlässlich des Trimagischen Turniers eingeladen, nachdem seine eigentliche Flamme Cho Chang bereits an Cedric Diggory vergeben war. Harry erweist sich nicht gerade als idealer Ballbegleiter. Nachdem er Parvati ignoriert, lässt sich das bildhübsche Mädchen viel lieber von Schülern der Beauxbatons-Akademie den Hof machen. In ihrem fünften Schuljahr schließt Parvati sich gemeinsam mit ihrer Schwester und ihrer Freundin Lavender der DA an und nimmt im siebten Band an der Schlacht um Hogwarts teil.

#### Dean Thomas
Dean Thomas gehört demselben Jahrgang wie Harry Potter an, ist ebenfalls in Gryffindor und Sohn eines Zauberers und einer Muggel. Sein bester Freund ist Seamus Finnigan. Dean ist, zum Unverständnis von Seamus und Ron, großer Fußballfan (West Ham United). Er wuchs in London bei seiner Mutter und seinem Stiefvater auf, da sein leiblicher Vater die Familie verlassen hat, als Dean noch sehr klein war. Dieser war ein Zauberer, der es seiner Frau jedoch nie erzählte, um sie zu schützen. Er wurde von Todessern getötet, weil er sich weigerte, sich ihnen anzuschließen. Dean hat einige Halbbrüder und -schwestern (entnommen einem Interview mit J. K. Rowling). Er ist vom Ende seines fünften bis Anfang seines sechsten Schuljahres mit Ginny Weasley liiert, was einen Streit zwischen ihm und Ron entfacht. Im siebten Band wird Dean als „Schlammblut“ verfolgt und letztendlich gefasst, dann im Kerker des Malfoy-Landhauses eingesperrt und schließlich von Dobby dem Hauself gerettet. Er verbringt einige Zeit mit Luna Lovegood gemeinsam bei der Weasley-Familie, bis er zum Kampf von Hogwarts gerufen wird und an diesem teilnimmt.

#### Fred und George Weasley
Fred (* 1. April 1978; † 2. Mai 1998) und George Weasley (* 1. April 1978), auch bekannt als die Weasley-Zwillinge, sind Rons zwei Jahre ältere Brüder. Sie haben meistens nichts als Unsinn im Kopf. Dazu passt auch ihr Geburtsdatum, der 1. April, der Tag der Streiche. Im Gryffindor-Quidditchteam sind sie die Treiber.
Schon während ihrer Schulzeit verkaufen die Zwillinge selbst hergestellte Scherzartikel und schmieden Pläne, später einen Laden für magische Scherzartikel zu eröffnen. Als Dolores Umbridge in Hogwarts den Posten des Direktors übernimmt, brechen sie schließlich ihre Schullaufbahn vorzeitig ab, um sich diesen Traum zu erfüllen. Mit ihrem „Abgang“ in der Mitte ihres siebten Schuljahres übertreffen sie sich noch einmal selbst, indem sie einen ganzen Korridor in einen Sumpf verwandeln, ihre zuvor beschlagnahmten Besen mit einem Aufrufezauber aus ihren Ketten befreien und auf diesen der Schule entfliehen. Sie eröffnen kurz darauf in der Winkelgasse ihren Laden für magische Scherzartikel namens Weasleys Zauberhafte Zauberscherze (im Original „Weasleys Wizard Wheezes“), für den Harry seinen Gewinn im Trimagischen Turnier als Startkapital bereitstellt. Der Werdegang von Fred und George missfällt ihrer Mutter anfangs sehr, da sie inständig hofft, dass ihre Söhne in die Fußstapfen des Vaters treten und einen lukrativeren Job im Zaubereiministerium erlangen. Erst als das Geschäft sich als sehr erfolgreich erweist, ändert sie ihre Meinung. Der Erfolg des Ladens beweist, dass Fred und George trotz ihrer ständigen Scherze und Albernheiten ein großes magisches Talent besitzen.
George verliert bei der Flucht aus Little Whinging im siebten Band ein Ohr. Als Voldemort später die Zaubererwelt kontrolliert, sind die Weasleys gezwungen, unterzutauchen. Im Untergrundsender Potterwatch tritt Fred unter dem Decknamen „Beißer“ (engl.: „Rapier“) auf. Schließlich stirbt Fred in der Schlacht von Hogwarts am 2. Mai 1998 durch eine Explosion. George, so hat Rowling bekanntgegeben, nennt später seinen ersten Sohn Fred, zur Erinnerung an seinen Bruder. Er hat zudem eine Tochter namens Roxanne. Verheiratet ist George mit Angelina Johnson.

#### Ginny Weasley
Ginevra Molly Weasley (* 11. August 1981), genannt Ginny, ist ein Jahr jünger als Ron und seit Generationen das erste Mädchen innerhalb der Weasley-Familie. Ihr zweiter Vorname kommt von ihrer Mutter. Sie wird als hübsch, mit langen roten Haaren, hellbraunen Augen und Sommersprossen beschrieben. Sie ist seit dem ersten Band in Harry verliebt. Später rät Hermine ihr, mehr sie selbst zu sein, da sie so eher Harrys Aufmerksamkeit errege.
In ihrem ersten (Harrys zweitem) Schuljahr wird ihr durch Lucius Malfoy das alte Tagebuch von Tom Vorlost Riddle (Voldemorts bürgerlicher Name) zugespielt. Wie sich später herausstellt, handelte es sich um einen Horkrux, der einen Teil von Voldemorts Seele beherbergte. Da sie ahnungslos in das Tagebuch schreibt, gelingt es Voldemort, von ihr Besitz zu ergreifen, die Kammer des Schreckens wieder zu öffnen und Ginny dorthin zu entführen. Sie wird am Ende des zweiten Bandes von Harry gerettet. In ihrem vierten Jahr wird sie Mitglied von Dumbledores Armee (DA) und beteiligt sich sowohl am Kampf im Ministerium als auch an der Schlacht um Hogwarts zwei Jahre später. Ginny ist eine ausgesprochen begabte Hexe und wird im sechsten Band nach einem perfekt ausgeführten Flederwicht-Fluch von Professor Slughorn in den Slug-Club eingeladen.
Im fünften Band wird ihr Charakter stärker in die Handlung einbezogen und sie bekommt eine aktive Rolle im Hauptgeschehen. Der Leser erfährt, dass sie ihre Schwärmerei für Harry scheinbar aufgegeben hat. Dies führt nicht nur zu ihren Beziehungen mit Michael Corner und Dean Thomas, sondern auch dazu, dass Ginny fähig ist, Harry als guten Freund zu gewinnen. Im sechsten Band kommt sie doch noch mit Harry zusammen. Kurz darauf beendet Harry vorerst die Beziehung, um Ginny aufgrund seiner Aufgabe, Voldemort zu vernichten, nicht in Gefahr zu bringen. Ginny nimmt an der Schlacht um Hogwarts teil, obwohl sie minderjährig ist.
Im Epilog des siebten Bandes erfährt der Leser, dass sie und Harry heirateten und 19 Jahre nach den Geschehnissen drei Kinder haben, die in Hogwarts unterrichtet werden. Zudem gab Rowling in einem Interview preis, dass Ginny als Erwachsene zunächst Quidditchspielerin bei den Holyhead Harpies (ihrem Lieblingsteam) wird, bevor sie beim Tagespropheten als professionelle Quidditchkommentatorin arbeitet.

#### Percy Weasley
Rons Bruder Percival Ignatius Weasley (* 22. August 1976) ist zwei Jahre älter als Fred und George und ein noch größerer Streber als Hermine. Er ist darauf versessen, alle Vorschriften einzuhalten, selbst wenn diese sämtlichem guten Menschenverstand widersprechen. Ab Harrys erstem Jahr ist er Vertrauensschüler von Gryffindor, im dritten dann Schulsprecher. Er ist der feste Freund von Penelope Clearwater, die im zweiten Band Vertrauensschülerin von Ravenclaw ist und durch den Basilisken versteinert wird. Nach dem Ende seiner Schulzeit erhält Percy im vierten Band eine Stelle im Zauberministerium, zunächst als Sekretär von Bartemius Crouch, ein Jahr später bereits Juniorassistent des Ministers. Da seine Eltern fest zu Dumbledore halten, bricht Percy den Kontakt zu ihnen ab und stachelt in einem Brief sogar Ron dazu an, sich nicht mehr mit Harry und Dumbledore abzugeben, weil das Zaubereiministerium beide für verrückt und gefährlich erklärt hat. Auch nach Bekanntwerden der Tatsache, dass Harry und Dumbledore in allem, was sie sagten, Recht hatten, ist Percy lange nicht bereit, sich mit seiner Familie zu versöhnen. Erst im siebten Band gesteht er sich seinen Irrtum ein und versöhnt sich kurz vor Beginn der Schlacht um Hogwarts mit seiner Familie.

#### Weitere Schüler
Neben den bereits genannten Gryffindors werden in den Büchern weitere Schüler dieses Hauses erwähnt. Oliver Wood ist bis zu seinem letzten Jahr in Hogwarts (Band 3) Kapitän der Gryffindor Quidditch-Mannschaft und auch derjenige, der Harry das Spiel und dessen Regeln im ersten Band erklärt. Angelina Johnson (ebenfalls Spielerin in der Quidditch-Mannschaft) ist ein Jahr jünger als Wood und wird in Harrys fünftem Schuljahr seine Nachfolgerin als Kapitän. Im selben Jahr schließt sie sich der DA an. Sie ist die spätere Ehefrau von George Weasley. Ein weiteres Mitglied der DA ist Alicia Spinnet aus dem Hause Gryffindor, die ebenfalls Spielerin der hauseigenen Quidditch-Mannschaft und zwei Jahre älter als Harry ist.

### Ravenclaws

#### Cho Chang
Cho Chang ist ein auffallend hübsches Mädchen. Sie ist ein Jahr älter als Harry und Sucherin in der Quidditchmannschaft des Hauses Ravenclaw. Sie gilt als Harrys erste Liebe. Im dritten Band hat Harry große Probleme, sich auf sein Lieblingsspiel zu konzentrieren, wenn Gryffindor gegen Ravenclaw spielt. Sie geht mit Cedric Diggory zum Weihnachtsball, da Harry sie zu spät fragt. Während des vierten Bandes ist sie mit Cedric liiert. Im fünften Band bekommt Harry von ihr seinen ersten Kuss, und sie ist kurzzeitig auch seine Freundin. Nach einem ersten (und einzigen) Date am Valentinstag und darauf folgenden „Unstimmigkeiten“ trennt sie sich aber von ihm. Später beginnt sie eine Beziehung mit Michael Corner, Ginnys früherem Freund, hat aber scheinbar noch immer Gefühle für Harry. Im siebten Band kehrt Cho nach Hogwarts zurück und nimmt am Kampf um Hogwarts teil. Laut J. K. Rowling heiratet sie später einen Muggel.

#### Luna Lovegood
Luna Lovegood (* 13. Februar 1981) ist ein Mädchen, von dem es heißt, es sei nicht ganz richtig im Kopf. Sie wird von vielen Schülern mit dem Namen „Loony“ („verrückt“, „töricht“) gehänselt. Ihr Vater Xenophilius Lovegood ist Chefredakteur und Herausgeber der Zeitschrift Der Klitterer (im Original The Quibbler), die dafür bekannt ist, ausschließlich hanebüchene Artikel (oft in Form von Verschwörungstheorien) zu enthalten. Ihre Mutter starb aufgrund eines unsachgemäßen Zauberexperiments, als Luna neun Jahre alt war. Luna steht auch im Ruf, felsenfest an Dinge zu glauben, deren Existenz nicht bewiesen ist. In den ersten Jahren in Hogwarts hat sie daher nur wenige Freunde. Erst die DA-Treffen („Dumbledores Armee“) geben ihr das Gefühl, Freunde zu haben. Luna ist jedoch weitaus mehr als das geistesabwesende und etwas merkwürdige Mädchen, als das sie vielen erscheint. Sie ist klug und bemerkt mehr als die meisten Menschen um sie herum. Außerdem ist sie abgrundtief ehrlich, was andere häufig unangenehm berührt, und schätzt ihre wenigen Freundschaften sehr. In ihrem Zimmer zu Hause hat sie Bilder von Harry, Ron, Hermine, Ginny und Neville an die Decke gemalt und mit Wortketten („Freunde“) schmückend verbunden.
Da auch sie durch den Tod ihrer Mutter ein geliebtes Familienmitglied verloren hat und Harrys Gefühle nach Sirius’ Tod daher aus eigener Erfahrung kennt, besteht zwischen Luna und Harry in dieser Hinsicht ein Verständnis, das er nicht einmal mit Ron und Hermine hat. Auch das Gefühl, unglaubwürdig und daher ausgestoßen zu sein, teilen sie, da im fünften Band Harrys Glaubwürdigkeit in Frage gestellt wird, als er behauptet, dass Lord Voldemort zurückgekehrt sei. Im sechsten Band lädt Harry Luna zur Weihnachtsparty von Professor Slughorn ein. Außerdem darf Luna ein Quidditchspiel kommentieren, was sie auch in ihrer eigentümlichen Art tut (das heißt, mit vielen Seitenbemerkungen über eher nicht mit dem Spiel zusammenhängende Dinge, wie etwa das Wetter). Luna kann aufgrund des Todes ihrer Mutter, ebenso wie Harry, die Thestrale sehen.
Als die Todesser unter Snapes Führung Hogwarts übernehmen, führt Luna zusammen mit Neville und Ginny Dumbledores Armee weiter. Schließlich versuchen sie, das Schwert von Gryffindor zu stehlen, und werden dabei von Snape erwischt. Als Strafe werden die drei in den Verbotenen Wald geschickt, was aber – dank Hagrids Aufsicht – eher ein gemütlicher Abend wird. Zu Beginn der Weihnachtsferien wird Luna von Todessern entführt, um ihren Vater zu erpressen, die Ausrichtung des Klitterers zu ändern und ihnen Informationen über Harry Potter zu liefern. Zusammen mit Mr. Ollivander – später auch Harry, Ron, Hermine, Dean Thomas und dem Kobold Griphook – wird sie im Anwesen der Malfoys festgehalten, bis Dobby sie rettet. In der Schlacht von Hogwarts führt Luna Harry zunächst in den Ravenclaw-Gemeinschaftsraum, um ihm die Nachbildung des Diadems von Rowena Ravenclaw (des letzten verschollenen Horkruxes) an deren Statue zu zeigen, und schließlich kämpft sie an der Seite von Hermine und Ginny gegen Bellatrix Lestrange. In einem Fernsehinterview hat Rowling angegeben, dass Luna nach ihrer Schulzeit Naturforscherin wird und mit Rolf Scamander zusammenkommt, dem Enkel von Newt Scamander (dem fiktiven Autor des Buches Phantastische Tierwesen & wo sie zu finden sind, das – zusammen mit den Harry-Potter-Romanen – 2001 von Scholastic Press in den Handel gebracht wurde).

#### Marietta Edgecombe
Marietta Edgecombe ist die beste Freundin von Cho Chang und gehört dem Haus Ravenclaw an. Sie tritt „Dumbledores Armee“ nur widerstrebend bei und verrät sie später an Dolores Umbridge, indem sie ihr den Eingang zum Raum der Wünsche zeigt, wo die Mitglieder der DA von Harry heimlich im Zaubern unterrichtet werden. Durch Hermine Grangers magische Absicherung der Mitgliederliste wird aufgrund ihres Verrats der Fluch aktiviert, der Marietta das Wort „Petze“ (im Original: Sneak) in Form von Pusteln quer über ihr Gesicht schreibt.

#### Weitere Schüler
Neben den bereits genannten Ravenclaws werden in den Büchern weitere Schüler dieses Hauses erwähnt. Padma Patil ist die Zwillingsschwester von Parvati Patil, die dem Haus Gryffindor zugeteilt wurde. Sie begleitet im vierten Band Ron zum Weihnachtsball und tritt neben Michael Corner, Terry Boot und Anthony Goldstein im fünften Band der DA bei. Michael Corner lernt Ginny Weasley auf dem Weihnachtsball im vierten Band kennen und ist im darauffolgenden Schuljahr mit ihr zusammen. Später geht er mit Cho Chang. Anthony Goldstein ist ein entfernter Verwandter von Porpentina Goldstein. Penelope Clearwater gehört im zweiten Band zu den Schülern, die durch den Basilisken versteinert werden, und entpuppt sich später als Percy Weasleys Freundin.

### Hufflepuffs

#### Hannah Abbott
Hannah Abbott ist im gleichen Jahrgang wie Harry und gehört dem Haus Hufflepuff an. Sie ist die einzige Hufflepuff-Schülerin, die in jedem Roman der Reihe eine Erwähnung findet. Sie hat blondes Haar, welches sie für gewöhnlich zu Zöpfen gebunden trägt. Ihre besten Freunde sind Justin Finch-Fletchley und Ernie Macmillan, mit dem sie sich ihr Hobby, das Sammeln von Schokofroschkarten, teilt. Hannah nimmt Harry in Schutz, als im zweiten Band viele der anderen Schüler von ihm behaupten, er sei der Erbe Slytherins. Während des Trimagischen Turniers hält sie loyal zu ihrem Hufflepuff-Mitschüler Cedric Diggory, als dieser gegen Harry im Turnier antritt und kommt aber, im Gegensatz zu vielen ihrer Mitschülern, trotzdem gut mit Harry und seinen Freunden aus. Sie wird in Harrys fünftem Schuljahr zur Vertrauensschülerin ernannt. Wenig später tritt sie der DA („Dumbledores Armee“) bei. Sie ist eine von den Schülern, die Harry am Ende des fünften Bandes gegen Draco Malfoy, Crabbe und Goyle verteidigen, als diese ihn im Hogwarts-Express angreifen. Im sechsten Band wird ihre Mutter von Todessern ermordet. Daraufhin verlässt Hannah Hogwarts und kehrt erst im siebten Band zurück, um Harry im Kampf um Hogwarts zu unterstützen. Später heiratet sie Neville Longbottom und wird Besitzerin vom Tropfenden Kessel.

#### Cedric Diggory
Cedric Diggory ist Sucher im Quidditchteam der Hufflepuffs. Er ist durch sein faires Verhalten in Wettbewerben bekannt. Cedric, der drei Jahre älter ist als Harry, ist eine der Hauptfiguren im vierten Band der Reihe. Zu Anfang des Bandes besucht er gemeinsam mit seinem Vater sowie Harry, Hermine und den Weasleys die Quidditch-Weltmeisterschaft in England. Im selben Schuljahr bewirbt er sich als Champion für Hogwarts im Trimagischen Turnier und wird gemeinsam mit Harry ausgewählt. Er kommt im Laufe des Schuljahres mit Cho zusammen und geht mit ihr zum Weihnachtsball.
In der letzten Prüfung des Trimagischen Turniers erreichen Cedric und Harry gleichzeitig den Siegerpokal und entscheiden sich, ihn gemeinsam zu nehmen. Der Pokal entpuppt sich jedoch als ein Portschlüssel, der die beiden auf einen Friedhof bringt, auf dem Voldemort Harry angreifen will. Dort stirbt Cedric durch den Fluch „Avada Kedavra“ von Wurmschwanz auf Lord Voldemorts Befehl. Als es Harry gelingt, vor Voldemort zu fliehen, nimmt er auch den Leichnam Cedrics mit. Cedrics Tod traumatisiert Harry für eine lange Zeit und ist auch der Katalysator für seine spätere Fähigkeit, die Thestrale zu sehen.

#### Weitere Schüler
Neben den bereits genannten Hufflepuffs, werden in den Büchern weitere Schüler dieses Hauses erwähnt. Justin Finch-Fletchley, Zacharias Smith, Susan Bones und Ernie Macmillan treten im fünften Band „Dumbledores Armee“ bei.

### Andere Schulen für Zauberei
Außer Hogwarts werden noch zwei weitere große Zaubererschulen in Europa erwähnt: die Durmstrang-Universität im Norden Osteuropas sowie die Beauxbatons-Akademie aus Frankreich. Beide Schulen schicken im vierten Band ihre Vertreter zum „Trimagischen Turnier“, welches in Hogwarts stattfindet.

#### Fleur Delacour
Fleur Isabelle Delacour ist eine Schülerin der Beauxbatons-Akademie in Südfrankreich. Sie vertritt ihre Schule im Trimagischen Turnier. Fleur ist ein Mädchen von geradezu übernatürlicher Schönheit. Ihre Großmutter war eine Veela. Ron lädt sie zum Weihnachtsball ein, wird aber recht unsanft abgewiesen und kommt lange nicht über diese Blamage hinweg. Bei der zweiten Aufgabe des Trimagischen Turniers muss Fleur ihre kleine Schwester Gabrielle retten, was ihr aber nicht gelingt. Gabrielle wird schließlich von Harry aus dem See gerettet, wofür Fleur ihm sehr dankbar ist. Während ihrer späteren Tätigkeit in der Zaubererbank Gringotts lernt sie Bill Weasley kennen und verliebt sich in ihn. Im sechsten Band sind die beiden ein Paar und planen ihre Hochzeit, was die anderen Weasleys, insbesondere Molly, zunächst nicht unterstützen. Von Ginny wird Fleur nur abwertend „Schleim“ genannt (im Englischen wird eine Verzerrung von Fleurs Namen, „Phlegm“, benutzt). Nachdem Bills Gesicht von Fenrir Greyback entstellt wird, bekräftigt sie, ihn weiterhin heiraten zu wollen, denn sie sei schön genug für beide. Fleur findet so Anerkennung bei den Weasleys und entschärft insbesondere den Dauerkonflikt mit ihrer Schwiegermutter Molly. Im siebten Band kämpft sie an der Seite ihres Ehemannes Bill in der Schlacht um Hogwarts. Sie haben im Epilog eine Tochter namens Victoire, die eine Beziehung mit Teddy Lupin, dem Sohn von Remus Lupin und Tonks, hat. Im Nachhinein stellt sich heraus, dass Fleur und Bill noch zwei weitere Kinder namens Dominique und Louis haben. Dies kann man auf einem von J. K. Rowling gezeichneten Stammbaum sehen, der auf ihrer Homepage veröffentlicht wurde.

#### Viktor Krum
Viktor Krum ist ein talentierter und gefragter Quidditch-Spieler. Obwohl er aus Bulgarien stammt, ist er Schüler der Durmstrang-Akademie in Skandinavien. Mit 18 Jahren wird Viktor in die bulgarische Quidditch-Nationalmannschaft aufgenommen. Er führt bei der Quidditch-Weltmeisterschaft im vierten Band den schwierigen „Wronski-Bluff“ (benannt nach dem polnischen Sucher Josef Wronski) aus und erntet damit – und später durch sein faires Verhalten im Alltag – Harry Potters Bewunderung. Krum vertritt Durmstrang beim Trimagischen Turnier. Er und Hermine Granger kommen sich im Laufe dieses Schuljahres näher – zum Ärger von Ron Weasley und Igor Karkaroff, dem Schulleiter von Durmstrang – und gehen zur Überraschung aller anderen Hogwarts-Schüler gemeinsam zum Weihnachtsball. Die beiden führen nach der Abreise Krums eine Brieffreundschaft.
Krum ist als Gast auf der Hochzeit von Fleur Delacour und Bill Weasley anwesend. Während der Feier kommt es zu einem Streit zwischen ihm und Luna Lovegoods Vater, da dieser ein Symbol offen um den Hals trägt, das als ein Zeichen des bösen Zauberers Grindelwald verstanden wird. Wie sich später herausstellt, steht das Symbol jedoch ursprünglich für die Heiligtümer des Todes, an deren wahre Existenz jedoch kaum ein anderer Zauberer glaubt. Xenophilius Lovegood trägt das Zeichen, weil er zu den wenigen Zauberern gehört, die an den Mythos glauben, wie auch Grindelwald, der das Symbol einst für sich übernahm und auch eines der Heiligtümer, den Elderstab, zeitweise besaß.
Krum zeigt auch Interesse an Ginny, welches Harry (in einem kurzen Anfall von Eifersucht) jedoch schnell wieder ablenken kann.

## Zaubererfamilien

### Die Blacks
Die alte Familie Black schwört unter dem Motto „Toujours pur“ seit Jahrhunderten auf die Reinheit ihres Zaubererblutes. Ihr Familiensitz ist der Grimmauldplatz 12, der später zum Hauptquartier des Phönix-Ordens umfunktioniert wird. Viele andere, reinblütige Sippen sind mit den Blacks verwandt, unter anderem die Malfoys und die Weasleys. Ein ehemaliger Schulleiter von Hogwarts war ein Angehöriger der Familie Black, Phineas Nigellus Black. Die Familie Black hat sich bis auf wenige Ausnahmen der schwarzen Magie verschrieben.
Mehrere Familienmitglieder spielen in den Romanen von Harry Potter eine Rolle:
- Phineas Nigellus Black
- Sirius Black
- Regulus Black
- Bellatrix Lestrange, geb. Black
- Narzissa Malfoy, geb. Black
- Nymphadora Tonks (ihre Mutter Andromeda war eine geborene Black)

### Die Dumbledores
Aus der Familie Dumbledore treten in den Romanen nur zwei Personen direkt auf, die Brüder Albus und Aberforth. Erwähnt werden als weitere Familienmitglieder außerdem noch deren Vater Percival, Mutter Kendra und Schwester Ariana. Die letztgenannte, die als Kind wie alle Zaubererkinder ihre Magie nicht unter Kontrolle hatte, wurde nach einem Zwischenfall offenbar von einer Bande halbwüchsiger Muggel misshandelt, wovon sie einen bleibenden geistigen Schaden behielt. Vater Percival, der sich an den Übeltätern rächte, wurde dafür in Askaban inhaftiert. Nach diesem Vorfall zog die Familie nach Godric’s Hollow, wo sie sich mit der Nachbarin Bathilda Bagshot anfreundete. Die geistig instabile Ariana tötete bei einem unkontrollierten Anfall von Magie versehentlich ihre Mutter, worauf Albus seine gerade beginnende Karriere abbrach, um als Familienvorstand die Sorge für die Schwester zu übernehmen. Zur gleichen Zeit lebte auch der junge Zauberer Grindelwald, der später als ein mächtiger dunkler Magier berühmt wurde, in Godric’s Hollow. Albus und Grindelwald waren damals eng befreundet. Bei einem Streit zwischen den Dumbledore-Brüdern und Grindelwald kam Ariana zu Tode, wofür Aberforth Albus verantwortlich machte. Aber auch Albus machte sich ein Leben lang Vorwürfe, wie seine Träume im sechsten Band belegen. Am Ende des siebten Bandes spielt Aberforth, der inzwischen Wirt im Eberkopf in Hogsmeade geworden war, noch eine wichtige Rolle bei der Schlacht um Hogwarts.

### Die Gaunts
Die Gaunts waren die letzten direkten Nachfahren Salazar Slytherins sowie vom mittleren der drei Peverell-Brüder Cadmus, auf die die Legende von den Heiligtümern des Todes zurückgeht. Eines der Heiligtümer, der Ring mit dem Auferstehungsstein, ist ein Familienerbstück der Gaunts und gehörte einst Cadmus Peverell. Vorlost Gaunt (im Original „Marvolo Gaunt“) lebte mit seinem Sohn Morfin und der Tochter Merope verarmt und zurückgezogen in einer kleinen Hütte am Rande des Dorfes Little Hangleton. Der Gesamteindruck der Gaunts ist der einer zurückgebliebenen Familie von Hinterwäldlern. Dazu trägt auch Dumbledores Aussage bei, dass sie die Angewohnheit haben, ihre eigenen Cousins und Cousinen zu heiraten, um ihre Familie reinblütig zu halten. Letzter Nachfahre der Familie Gaunt ist Meropes Sohn Tom Vorlost Riddle (Lord Voldemort). Im Besitz der Familie Gaunt befindet sich Salazar Slytherins Medaillon, welches später von Voldemort zu einem Horkrux gemacht wird. Da die Gaunts wie auch die Potters Nachfahren der Peverell-Brüder sind, besteht eine entfernte Verwandtschaft zwischen Lord Voldemort und Harry Potter.
 Vorlost Gaunt galt bei den Bewohnern von Little Hangleton, soweit überhaupt bekannt, als grober und arroganter Landstreicher, der auch von sich aus aufgrund seiner Abneigung gegen Muggel jeden Kontakt mied. Merope Gaunt wurde von ihrem Vater am allerwenigsten geschätzt, führte eine Art Aschenputteldasein in der Küche des Hauses und wurde bei jeder Gelegenheit niedergemacht. Sie war nicht sehr attraktiv und schielte. Morfin Gaunt war offenbar geistig etwas zurückgeblieben, sprach bevorzugt Parsel und übertraf seinen Vater noch an Brutalität, vor allem gegenüber Muggeln. Nach einem Angriff auf Tom Riddle sen., den Morfin schon lange als heimlichen Schwarm seiner Schwester Merope im Auge hatte, wurde er zu drei Jahren Haft in Askaban verurteilt. Sein Vater wanderte gleichzeitig wegen Widerstands gegen Ministeriumsbeamte für sechs Monate in Haft. Als er zurückkehrte, fand er das Haus verlassen vor und starb nicht lange Zeit später.
Merope war es zwischenzeitlich gelungen, Tom Riddle sen. für sich zu gewinnen − höchstwahrscheinlich mit Hilfe eines Liebestranks − sodass die beiden gemeinsam durchbrannten und Merope schwanger wurde. Jedoch verließ Riddle sie bald darauf; vermutlich weil er hinter ihr Geheimnis gekommen war. Sie brachte in einem Londoner Waisenhaus ihren Sohn zur Welt und gab ihm die Namen Tom und Vorlost (im Original „Marvolo“) bevor sie starb. Morfin wurde später vom seinem etwa sechzehnjährigen Neffen aufgesucht, der von ihm alles über seine Herkunft erfahren wollte. Anschließend ermordete Tom Riddle mit Morfins Zauberstab die gesamte Familie seines Vaters. Seinen Onkel belegte er mit einem Zauber, der ihn voller Stolz verkünden ließ, er habe die Morde begangen. Der Fall galt damit in der magischen Welt als aufgeklärt und Morfin kam wieder nach Askaban. Vor seinem Tod suchte Dumbledore ihn dort auf, um die Erinnerung zu bekommen, die Morfins Begegnung mit Voldemort enthielt. Morfin starb, bevor das Zaubereiministerium seine Unschuld anerkennen konnte.
Marvolo Gaunts Vorname lautet in der deutschen Übersetzung „Vorlost“, damit das Anagramm seinen Sinn nicht verliert, aus dem Tom Vorlost Riddle seinen neuen Namen „Lord Voldemort“ abgeleitet hat (Tom Vorlost Riddle = „ist Lord Voldemort“, orig.: „i am Lord Voldemort“, es mussten also im Namen die Buchstaben a und m durch s und t ersetzt werden). Der Umstand, dass die Namen aller Familienmitglieder mit einem „M“ beginnen, geht im Deutschen daher verloren.

### Die Longbottoms
In den Büchern werden sechs Mitglieder der Familie Longbottom erwähnt. Neben Neville und seiner Großmutter Augusta Longbottom kommen auch Nevilles Eltern Frank und Alice vor, die Dauerpatienten in St.-Mungo-Hospital sind, da sie von Todessern, unter anderen vor allem Bellatrix Lestrange, bis in den Wahnsinn gefoltert wurden. Erwähnt werden zudem noch Nevilles Großonkel Algie und die Großtante Enid. Die Longbottoms sind reinblütig und große Unterstützer von Albus Dumbledore und Harry Potter.

### Die Malfoys
Die Familie Malfoy besteht aus Lucius Malfoy, Narzissa Malfoy (geb. Black) und Draco Malfoy. Draco ist das einzige Kind von Lucius und Narzissa. Narzissa Malfoy ist die Schwester von Bellatrix Lestrange und Andromeda Tonks (und damit Tante von Nymphadora Tonks), wobei Narzissa die jüngste der drei ist, sowie eine Cousine von Sirius Black. Sie wird als schlank, groß, blond und sehr arrogant beschrieben. Narzissa wird nie ausdrücklich als Todesserin bezeichnet, doch lässt ihre Ehe mit Lucius Malfoy, die Verbindung zu Schwester Bellatrix sowie die Anwesenheit auf Seiten der Todesser bei der Schlacht um Hogwarts darauf schließen, dass sie zumindest zum weiteren Kreis der Todesser gehört. Die Malfoys beherbergen Lord Voldemort am Anfang des siebten Bandes in ihrem Anwesen. Zu diesem Zeitpunkt sind sie bei ihm bereits in Ungnade gefallen, nachdem Lucius im fünften Band Voldemorts Chance verdarb, die Prophezeiung aus dem Zaubereiministerium zu hören. Alle ihre Versuche, in seiner Gunst wieder zu steigen, führen aber nicht zum Erfolg. Zu Beginn des sechsten Bandes legt Narzissa zum Schutz ihres Sohnes den Unbrechbaren Schwur mit Severus Snape ab, der Draco bei allen Aufgaben helfen soll, die dieser von Lord Voldemort aufgetragen bekommt. Narzissa befürchtet zu Recht, dass Voldemort es hauptsächlich auf eine schreckliche Bestrafung des überforderten Draco nach seinem absehbaren Scheitern abgesehen habe.
Am Ende des siebten Bandes treibt die Mutterliebe Narzissa schließlich bis zum offenen Verrat am Dunklen Lord: Sie soll für ihn prüfen, ob Harry, der soeben von Voldemorts Todesfluch getroffen wurde, wirklich tot sei. Sie bemerkt, dass dieser lebt, und fragt ihn leise, ob ihr Sohn die Schlacht um Hogwarts überlebt habe. Als Harry dies bejaht, versichert sie Voldemort, dass er tot sei, und hilft ihm dadurch, später unbeschadet zu entkommen. Am entscheidenden Kampf um Hogwarts beteiligen sich Dracos Eltern nicht mehr, sondern verlassen mit ihm gemeinsam das Geschehen. Laut J. K. Rowling entkommt die ganze Familie unter Berufung auf ihren Beitrag zu Harrys Rettung einem Gerichtsverfahren und einer folgenden Inhaftierung für ihre Unterstützung Lord Voldemorts zu dessen Lebzeiten.
Im Epilog hat Draco einen Sohn namens Scorpius.

### Die Potters
Zur Familie Potter gehören James, Lily (geb. Evans), Harry und im Epilog des siebten Bandes auch Ginny Weasley, die nach ihrer Heirat mit Harry den Nachnamen Potter trägt, sowie deren Kinder James Sirius, Albus Severus und Lily Luna. Das Haus der Potters in Godric’s Hollow wurde am 31. Oktober 1981 von Lord Voldemort zerstört. Wo Harry als Erwachsener lebt, ist nicht bekannt. Aus einer Bemerkung am Ende des siebten Bandes kann man schließen, dass sein Haus vier Zimmer hat (Grimmauldplatz 12 hat wesentlich mehr. Fünf davon werden in den Romanen erwähnt).

### Die Weasleys
Arthur und Molly Weasley sind die Eltern von insgesamt sieben Kindern: Bill, Charlie, Percy, Fred, George, Ron und Ginny. Nach deren Heirat mit Ron kann Hermine Granger ebenfalls als Mitglied der Familie gezählt werden, wie auch Bills Ehefrau Fleur und Georges Ehefrau Angelina Johnson. Im siebten Band hat außerdem die unausstehliche Großtante Muriel einen kleinen Auftritt. Die Weasleys wohnen im Fuchsbau. Das charakteristische Merkmal der Weasleys sind ihre roten Haare. Ebenfalls bekannt sind sie für ihre Armut. Trotzdem bereiten sie Harry und Hermine stets einen herzlichen Empfang, so wird Harry regelmäßig in den Ferien in den Fuchsbau eingeladen. Die Weasleys sind das heile – und oftmals auch heilende – Element für Harry, die Familie, die er nie hatte und nach der er sich sehnt. Oftmals fällt es Harry schwer zu verkraften, dass er die Weasleys nur aufgrund der Tatsache, dass sie ihm nahestehen, in Gefahr bringt.
Nicht zuletzt sind die Weasleys gemeinsam mit den Longbottoms der Contrapart zu den ebenfalls reinblütigen Familien Malfoy, Lestrange und Black und sollen zeigen, dass nichts auf der Welt nur Schwarz oder Weiß ist.

## Mitglieder des Ordens des Phönix
Der „Orden des Phönix“ ist eine von Albus Dumbledore gegründete Vereinigung, die gegen Voldemorts Schreckensherrschaft kämpft. Der Orden entstand, als Voldemort das erste Mal die Herrschaft ergreifen wollte. Nach seinem Sturz löste sich der Orden auf und wird von Dumbledore nach Voldemorts Rückkehr am Ende des vierten Bandes wieder ins Leben gerufen. Das Hauptquartier des Phönix-Ordens befindet sich während des fünften Bandes im Grimmauldplatz 12, nach Dumbledores Tod im sechsten Band wird es vorübergehend in den Fuchsbau verlegt. Als Mitglieder werden nur Personen in den Orden aufgenommen, die volljährig (17 Jahre alt) sind und bereits die Schule beendet haben.

### Sirius Black
Sirius Black (in früheren Übersetzungen des ersten Bandes als Sirius Schwarz bezeichnet) (* 3. November 1959; † 18. Juni 1996) war der beste Freund von James Potter, Trauzeuge auf dessen Hochzeit mit Lily und Harrys Taufpate. In seiner Schulzeit war er mit James, Remus Lupin und Peter Pettigrew eng befreundet. Die vier bildeten die Rumtreiber (englisch: Marauder). Aus Freundschaft zu Remus, der ein Werwolf ist, wurden die anderen drei Animagi. Sirius verwandelt sich in einen großen, zotteligen, schwarzen Hund. Daher rührt auch sein Spitzname „Tatze“. Sirius war in der Schule sehr beliebt, ist außerordentlich klug und war zusammen mit James für seine Streiche bekannt. Er riss als 16-Jähriger von zu Hause aus und lebte eine Zeit lang bei James’ Familie. Sirius verbringt 12 Jahre unschuldig in Askaban, weil er beschuldigt wird, Lily und James Potter an Voldemort verraten und Peter Pettigrew sowie zwölf unschuldige Muggel auf offener Straße ermordet zu haben. Im dritten Band gelingt es ihm als erstem Zauberer, aus dem Zauberergefängnis zu fliehen und Harry gegenüber seine Unschuld zu beweisen. Danach bleiben sie, trotz seiner anhaltenden Flucht vor dem Zaubereiministerium, in ständigem Kontakt; für Harry wird Sirius zu einer Art Ersatzvater und Bruder zugleich. Im fünften Band stirbt Sirius während eines Kampfes mit seiner Cousine Bellatrix Lestrange. Von ihm erbt Harry das Haus am Grimmauldplatz 12 inklusive des Hauselfen Kreacher.

### Elphias Doge
Elphias Doge ist ein älterer Herr und Mitglied des Phönixordens, der erstmals im fünften Band auftritt. Er ist der älteste Freund von Albus Dumbledore und ist gemeinsam mit ihm zur Schule gegangen. Kurz nach Dumbledores Tod schreibt Doge im Tagespropheten einen leidenschaftlichen Nachruf auf Dumbledore und legt sich dabei mit Rita Kimmkorn an, die zu derselben Zeit eine Skandalbiografie über Dumbledore auf den Markt bringen will. Auf der Hochzeit von Bill Weasley zu Beginn des siebten Bandes hat Doge in Anwesenheit von Harry eine längere Auseinandersetzung mit Tante Muriel, die Kimmkorns Behauptungen über Dumbledore glaubt, welche den Verstorbenen in ein schlechtes Licht rücken.

### Aberforth Dumbledore
Aberforth ist Mitglied des Phönix-Ordens, seit dieser von seinem Bruder gegründet wurde. In seiner Jugend hatte Aberforth Ziegen gezüchtet. Wegen unangebrachter Magie in Zusammenhang mit dieser Zucht wurde Aberforth verurteilt. Die Zeitungsberichte darüber haben Aberforth aber nicht beeindruckt, wie Albus meint, obwohl er behauptet, nicht zu wissen, ob Aberforth überhaupt lesen kann. Als Wirt des Eberkopfs, eines Gasthauses in Hogsmeade, kann Aberforth den Orden und seinen Bruder heimlich unterstützen. Aberforth entdeckt Severus Snape beim Belauschen der Prophezeiung über den möglichen Untergang Lord Voldemorts und verhindert so, dass Snape die ganze Prophezeiung hört (Harry Potter und der Orden des Phönix).
Aberforth rettet Harry und seinen Freunden im siebten Band zweimal das Leben, indem er ihnen zum einen in einer Notsituation den Hauselfen Dobby zur Hilfe schickt und sie zum anderen vor den Todessern in Hogsmeade versteckt. Er hilft zunächst Neville Longbottom und seinen Freunden beim Kampf gegen Voldemorts Statthalter in Hogwarts. Später gelangt Harry mit Aberforths Hilfe in die Schule, um Voldemort im letzten Kampf gegenüberzustehen. Aberforth ist während der Schlacht um Hogwarts dafür zuständig, die jüngeren Schüler aus der Schule zu retten. Er beteiligt sich zuletzt selbst an der Schlacht.

### Arabella Figg
Arabella Doreen Figg (Mrs. Figg) ist eine Nachbarin der Dursleys, die in Harrys jüngeren Jahren des Öfteren auf ihn aufgepasst hat, wenn die Dursleys außer Haus waren. Niemand hätte sie je für etwas anderes als eine ganz gewöhnliche Muggel gehalten. Dies ändert sich schlagartig am Anfang des fünften Bandes, als sie als Squib und verdeckte Mitarbeiterin des Phönix-Ordens sowie heimliche Wächterin Harrys enttarnt wird. Mrs. Figg züchtet Kniesel.

### Mundungus Fletcher
Mundungus Fletcher ist ein unzuverlässiger Gauner und Betrüger, arbeitet jedoch für den „Orden des Phönix“ als Gegenleistung für eine Gefälligkeit Dumbledores. Sirius sagt, Mundungus sei für den Orden sehr nützlich, da er jeden Gauner in Britannien kenne. Seine Unzuverlässigkeit kommt zum Beispiel dadurch zum Ausdruck, dass er im fünften Band seinen Wachdienst vor dem Haus der Dursleys vernachlässigt, wodurch der Angriff der Dementoren auf Harry ermöglicht wird. Im siebten Band macht er sich für „Mad-Eye“ Moodys Tod mitverantwortlich, als er ihn bei Harrys Überführung zum Haus der Tonks im Kampf gegen die angreifenden Todesser im Stich lässt und feige die Flucht ergreift. Nachdem Harry von Kreacher erfährt, dass Mundungus neben anderen Dingen auch das Slytherin-Medaillon aus dem Haus der Blacks entwendet hat, tritt dieser ein letztes Mal in Erscheinung und wird von Harry, Ron und Hermine zum Verbleib des Medaillons befragt.

### Alice und Frank Longbottom
Nevilles Eltern Frank und Alice sind Dauerpatienten in St.-Mungo-Hospital, da sie kurz nach Nevilles Geburt von Todessern bis in den Wahnsinn gefoltert wurden. Im fünften Band begegnen Harry und seine Freunde ihnen, als sie sich in dem Krankenhaus umsehen. Dieses schwere Schicksal seiner Eltern könnte ein Grund dafür sein, warum Neville sich anfangs bei allem was er tut, sehr unsicher und trottelig anstellt. Vor dem Anschlag waren Frank und Alice Longbottom sehr gute Auroren und brachten viele der grausamsten Todesser nach Askaban. Da der erste Teil der Prophezeiung auch auf Neville hätte zutreffen können, müssen seine Eltern Voldemort mehrmals entkommen sein. Im vierten Band beobachtet Harry Potter durch Albus Dumbledores Denkarium die Gerichtsverhandlung, in der die Todesser, die die Longbottoms folterten, verurteilt werden.

### Alastor „Mad-Eye“ Moody
Moody war zu seiner Zeit der beste Auror des Zaubereiministeriums, der sein halbes Leben mit der Jagd auf schwarze Magier verbracht hat und versessen auf das Aufdecken von Verschwörungen ist. Da er aber oft nicht nachweisen konnte, dass dunkle Mächte am Werk waren, ist seine Glaubwürdigkeit ziemlich angeknackst. Bei Kämpfen hat er ein Bein, ein Stück seiner Nase und eines seiner Augen verloren und trägt stattdessen eine magische Prothese. Mit diesem magischen, tiefblauen Auge kann er nach hinten (auch durch seinen eigenen Kopf), durch Gegenstände und sogar unter Tarnumhänge sehen. Dumbledore engagiert Moody vor Beginn des vierten Schuljahres als Lehrer für Verteidigung gegen die Dunklen Künste. Doch bevor Moody seine Stelle antreten kann, wird er von Barty Crouch jr. bei sich zu Hause überfallen und unter den „Imperius“-Fluch gestellt. Mit Hilfe des „Vielsaft“-Trankes verwandelt sich Crouch in sein Opfer und tritt statt seiner die Stelle als Lehrer an. Währenddessen sperrt er den echten Moody in einem magischen Koffer ein, aus dem Moody am Ende des Schuljahres von Dumbledore befreit wird. In den Sommerferien lernt Harry den wahren Alastor Moody kennen, der durch seine Gefangenschaft noch schreckhafter ist als der, den Crouch das ganze vierte Schuljahr über gespielt hat. Im fünften Band erfährt man, dass Moody Mitglied im „Orden des Phönix“ ist und auch schon im ersten Krieg gegen Voldemort gekämpft hat. Zu Beginn des siebten Buches wird Moody bei der Flucht Harry Potters aus dem Ligusterweg von Voldemort getötet.

### James Potter
James Potter (* 27. März 1960 † 31. Oktober 1981) ist der Vater von Harry Potter. Er wurde von Lord Voldemort getötet, als Harry 15 Monate alt war. Vor seinem Tod war James Mitglied des Phönix-Ordens. Als Jugendlicher war er eng mit Remus Lupin (genannt „Moony“), Sirius Black (genannt „Tatze“) und Peter Pettigrew (genannt „Wurmschwanz“) befreundet. Genau wie Sirius und Peter war James ein unregistrierter Animagus, damit sie die Vollmond-Nächte gemeinsam mit dem Werwolf Remus verbringen konnten. James konnte sich in einen Hirsch verwandeln, daher stammte auch sein Spitzname „Krone“ (im Original „Prongs“). Wie sich im dritten Band herausstellt, ist der Patronus von Harry ebenfalls ein Hirsch. In seiner Schulzeit war James Jäger und Schulsprecher. James hatte eine große Abneigung gegen Severus Snape, der zur selben Zeit Schüler in Hogwarts war, und zeigte diese auch offen durch Arroganz und Überheblichkeit. Jedoch rettete er Snape das Leben, nachdem Sirius ihn vorher in Gefahr gebracht hatte. Nach seiner Schulzeit heiratete er Lily Evans, die er in Hogwarts kennengelernt hatte und mit der er im Abschlussjahr zum Schulsprecher ernannt wurde.

### Lily Potter
Lily Potter (geb. Evans) (* 30. Januar 1960 † 31. Oktober 1981) ist die Mutter von Harry Potter, der er seine grünen Augen verdankt. Ihre Eltern waren Muggel, weshalb sie in der Schule mindestens einmal von Severus Snape als „Schlammblut“ beschimpft wurde. Sie wurde gemeinsam mit ihrem Mann James von Lord Voldemort getötet, als Harry 15 Monate alt war. Es heißt, dass Voldemort Harry nur deswegen nicht töten konnte, weil seine Mutter sich für ihn aus Liebe geopfert hatte. Auch Lily war früher ein Mitglied des Phönix-Ordens. Sie war die Schwester von Petunia Dursley. Bevor sie überhaupt von Hogwarts wusste, war sie mit Severus Snape befreundet. Während ihres fünften Jahres in Hogwarts versuchte Lily, den damals von ihr verabscheuten James von seinen „Scherzen“ Snape gegenüber abzubringen. Wie sich im siebten Band herausstellt, war Snape bis zu seinem eigenen Tod (17 Jahre nach dem Tod Lilys) in sie verliebt. Rowling bestätigte in einem Interview, dass auch Lily Gefühle für Snape hatte. In ihrem fünften Schuljahr wurde Lily zusammen mit Remus Lupin zur Vertrauensschülerin, im siebten Schuljahr zusammen mit James Potter zur Schulsprecherin ernannt. Wie ihr ehemaliger Zaubertränke-Lehrer Horace Slughorn im sechsten Band erzählt, war Lily im Tränkebrauen außerordentlich begabt.

### Nymphadora Tonks
Tonks, wie sie am liebsten nur genannt werden möchte, ist die Tochter von Andromeda Tonks (geb. Black) und dem Muggelstämmigen Ted Tonks. Durch die Herkunft ihrer Mutter ist sie die Nichte (ersten Grades) von Narzissa Malfoy sowie von Bellatrix Lestrange und Sirius’ Nichte zweiten Grades. Als Metamorphmagus ist sie in der Lage, ihr Äußeres (z. B. ihre Haarfarbe oder ihre Nasenform) allein durch ihren Willen nahezu beliebig zu verändern. Tonks ist Mitglied des Phönix-Ordens und Aurorin. Während ihrer Schulzeit in Hogwarts war sie dem Haus Hufflepuff zugeteilt. Die Ausbildung zum Auror hat sie in Harrys viertem Schuljahr abgeschlossen. Sie verliebt sich in Remus Lupin. Sie heiraten im siebten Band und werden Eltern eines Sohnes, Teddy (Ted) Remus Lupin, dessen Pate Harry wird. Während der Schlacht um Hogwarts wird Tonks gemeinsam mit Remus getötet. Ihre Mörderin ist ihre Tante Bellatrix Lestrange, wie J. K. Rowling später in einem Interview bekannt gab.

### Arthur Weasley
Arthur Weasley (* 06.02.1950) ist das Oberhaupt der Weasley-Familie. Er ist über ein paar Ecken mit der reinblütigen Familie Black verwandt. Im Rahmen seiner Tätigkeit hat er besonderes Interesse für Gegenstände entwickelt, die von nichtmagischen Menschen genutzt werden, insbesondere Elektrogeräte. So besitzt er zum Schrecken seiner Frau eine riesige Sammlung von Steckern und Batterien, und sein größter Wunsch ist „herauszufinden, wie Flugzeuge in der Luft bleiben“. Aus diesen Gründen interessiert er sich besonders für Harry und Hermine, die bei Muggeln aufwuchsen, da sie ihm viele Informationen über die Muggelwelt liefern können. Er und seine Frau Molly behandeln Harry wie ein eigenes Kind.
Arthur hat ein kleines, enges Büro, sehr geringes Einkommen und es heißt, dass er unter Cornelius Fudge aufgrund seiner muggelfreundlichen Haltung am beruflichen Fortkommen gehindert wurde. Er arbeitet in der Abteilung gegen den Missbrauch von Muggelartefakten. Unter dem neuen Zaubereiminister Rufus Scrimgeour wird er, zur großen Freude seiner Frau Molly und der ganzen Familie, zum Leiter des Büros zur Ermittlung und Beschlagnahmung gefälschter Verteidigungszauber und Schutzgegenstände befördert. Daneben ist Arthur Mitglied im Phönix-Orden und hat diesem als Mitarbeiter im Ministerium einige nützliche Dienste erwiesen. Er wird bei einem Einsatz im fünften Band beinahe getötet. Arthur nimmt mit seiner ganzen Familie an der Schlacht um Hogwarts teil. In einem Interview gab Rowling an, dass Arthur Weasley den Angriff von Voldemorts Schlange Nagini im fünften Band ursprünglich nicht überleben sollte. Stattdessen ließ sie im siebten Band Remus Lupin, einen anderen Vater, sterben.

### Bill Weasley
William „Bill“ Arthur Weasley (* 29.11.1970) ist der älteste Weasley-Sohn, zwei Jahre älter als Charlie. In Hogwarts war er Vertrauensschüler und Schulsprecher. Eine Zeit lang arbeitete er für die Zaubererbank Gringotts als Fluchbrecher in Ägypten. Diese Stelle gibt er im fünften Band jedoch auf und nimmt einen Schreibtischjob bei Gringotts an, um so den Phönix-Orden besser unterstützen zu können. Beim Kampf auf dem Astronomieturm im sechsten Band wird er von Fenrir Greyback gebissen und dadurch entstellt. Da aber kein Vollmond war und Greyback zu diesem Zeitpunkt nicht in seiner Werwolfsgestalt gehandelt hat, hinterlässt die Attacke keine weiteren Folgen, außer einer Vorliebe für blutiges Fleisch. Er trägt einen Schlangenzahn als Ohrring und hat lange rote Haare, die seine Mutter liebend gerne etwas kürzen würde. Fleur Delacour findet Gefallen an ihm, die beiden werden ein Paar und heiraten im siebten Band. Nach der Hochzeit leben Bill und Fleur in ihrem Haus Shell Cottage an der Küste, in dem auch Harry zeitweise verweilt und in dessen Nähe er den toten Hauself Dobby beerdigt. Bill kämpft an der Seite seiner Frau Fleur in der Schlacht um Hogwarts. Sie haben drei Kinder namens Victoire (die im Epilog eine Beziehung mit Teddy Lupin hat), Dominique und Louis Weasley.

### Charlie Weasley
Charlie Weasley (* 12.12.1972) ist drei Jahre älter als Percy. Er wird in den Büchern als sehr kräftig beschrieben. Charlie hat, wie sein Bruder Bill, Hogwarts abgeschlossen und arbeitet in einem Drachenreservat in Rumänien. Er hat durch seine Arbeit viele Brandschwielen an den Händen. Charlie war ein extrem talentierter Quidditch-Spieler. Wäre er nicht seiner Liebe zu den Drachen gefolgt, hätte er Nationalspieler Englands werden können. Wie Harry ist er ein Sucher. Im fünften Band schließt sich Charlie dem Phönix-Orden an. Auch er nimmt wie seine ganze Familie an der Schlacht um Hogwarts teil.

### Molly Weasley
Molly Weasley, geb. Prewett, (* 30.10.1949 oder 1950) ist die Ehefrau von Arthur Weasley und die Mutter von Bill, Charlie, Percy, Fred, George, Ron und Ginny Weasley. Ihre Brüder Fabian und Gideon Prewett gehören auch zu Voldemorts Opfern, wie aus dem vierten Kapitel von „Harry Potter und der Stein der Weisen“ hervorgeht. Die Uhr von Ersterem schenkt Molly Harry zu seinem siebzehnten Geburtstag. Sie ist eine gutmütige Frau, die auch Harry als ihren Sohn ansieht. Ihre Hauptsorge gilt der Sicherheit ihrer Familie. Sie ist ebenfalls Mitglied im Phönix-Orden, wie auch die Hälfte ihrer Familie. Sie wünscht sich, dass alle ihre Kinder eine sichere Arbeitsstelle im Ministerium bekommen. Dem Plan der Zwillinge, einen Scherzartikelladen in der Winkelgasse zu eröffnen, kann sie am Anfang nichts abgewinnen. Erst als sie sieht, wie erfolgreich die beiden sind, findet sie sich damit ab.
Molly kann der Leidenschaft ihres Mannes Arthur für Muggel und allem, was mit ihnen zu tun hat, nicht viel abgewinnen, obgleich sie nichts gegen muggelstämmige Zauberer hat. Allerdings gibt sie deutlich zu verstehen, dass sie, wie viele andere Zauberer, eine gewisse Abneigung, wenn nicht gar Überlegenheit, nichtmagischen Menschen gegenüber empfindet. Sie neigt trotz ihrer ansonsten sehr herzlichen, liebenswürdigen Art gelegentlich zu Wutausbrüchen. Bei der letzten Schlacht um Hogwarts greift Bellatrix Lestrange ihre Tochter Ginny an. Daraufhin stürzt Molly wutentbrannt auf die Todesserin los und tötet sie.

### Weitere Mitglieder
Weitere Mitglieder des Phönix-Ordens sind Remus Lupin, Kingsley Shacklebolt, Severus Snape, Minerva McGonagall, Rubeus Hagrid und als der Geheimniswahrer des Hauptquartiers und Gründer des Ordens so etwas wie dessen Anführer, Albus Dumbledore. Zu den Mitgliedern mit kleineren Auftritten im Buch gehören etwa Sturgis Podmore, Dädalus Diggel, Emmeline Vance und Hestia Jones.

## Feinde

### Lord Voldemort
Tom Vorlost Riddle (* 31. Dezember 1926; † 2. Mai 1998), genannt Lord Voldemort, ist der Antagonist der Hauptfigur Harry Potter und einer der größten Schwarzmagier seiner Zeit. Er ist der Sohn von Tom Riddle und der Slytherin-Nachfahrin Merope Gaunt. Seinen zweiten Namen „Vorlost“ erhielt er nach seinem Großvater Vorlost Gaunt. Tom Riddles hochschwangere Mutter wurde von seinem Vater noch vor seiner Geburt verlassen. Merope Gaunt starb bei seiner Geburt, weswegen er in einem Waisenhaus aufwuchs, bis ihn Albus Dumbledore mit elf Jahren nach Hogwarts holte, wo er dem Hause Slytherin zugeteilt wurde. Er ist wie seine Vorfahren mütterlicherseits ein Parselmund, kann also mit Schlangen sprechen. Bereits als Kind wies Tom sadistische und rachsüchtige Wesenszüge und Verhaltensmuster auf, er nutzte seine Kräfte oft, um die anderen Kinder zu misshandeln und zu bestehlen. Dumbledore machte Tom bereits bei seinem ersten Besuch unmissverständlich klar, dass ein solches Verhalten in Hogwarts nicht geduldet wird.
In seiner jugendlichen, menschlichen Gestalt wird Tom als gut aussehend, dunkelhaarig und blass und damit stark seinem Vater ähnelnd beschrieben. Dumbledore bemerkte früh, dass Tom außerdem dazu neigte, sich selbst als besonders und außergewöhnlich zu betrachten und andere zu manipulieren, zu beherrschen und zu quälen, wenn sie sich ihm widersetzten. Während seiner Schulzeit strebte Riddle danach, mehr über seine Herkunft herauszufinden. Es gelang ihm, seinen verwahrlosten Onkel Morfin Gaunt, den Bruder seiner Mutter, in Little Hangleton ausfindig zu machen und ihm Informationen über die Vergangenheit seiner Eltern zu entlocken. Anschließend belegte Riddle seinen Onkel wahrscheinlich mit einem Schockzauber, stahl ihm den Ring mit dem Peverell-Wappen sowie seinen Zauberstab und tötete damit seinen eigenen Vater Tom Riddle Senior samt dessen Eltern. Den Zauberstab brachte er zurück und belegte Morfin wohl mit einem weiteren Fluch, der diesen fälschlicherweise die Morde an den Riddles gestehen ließ. Dafür musste Morfin bis zu seinem Tod in Askaban einsitzen.
Aus Hass auf seinen nicht-magischen Vater und weil er den Namen „Tom“ als zu gewöhnlich empfand, legte er sich in seinen Jugendjahren den neuen Namen Lord Voldemort zu, unter dem er fortan das Ziel verfolgte, den Tod zu überwinden und unsterblich zu werden. Er versuchte dies als erster bekannter Zauberer mit mehreren Horkruxen, wofür er unter anderem von seinem Lehrer Horace Slughorn Informationen erlangte. In seinem Drang, besonders zu sein, suchte er sein halbes Leben lang nach Dingen, die in irgendeiner Weise mit den Hogwartsgründern zu tun hatten und damit einzigartig waren. Er gelangte in den Besitz von Salazar Slytherins Medaillon, das einst seiner Mutter gehört hatte, und eines Trinkkelchs von Helga Hufflepuff. Unter unvorstellbaren Verlusten für seine Seele und Menschlichkeit gelang es ihm, seine Seele zu spalten und in sechs stark zaubergeschützten Behältern zu sichern (siehe Liste der Horkruxe). Auch gelang es ihm mit 16 Jahren, als „Erbe Slytherins“ die Kammer des Schreckens zu öffnen. Nachdem der Basilisk eine Schülerin (die Maulende Myrte) getötet hatte, präsentierte er fälschlich die Acromantula von Rubeus Hagrid als den Schuldigen und erhielt dafür die Auszeichnung für besondere Verdienste um Hogwarts. Einzig Albus Dumbledore misstraute Tom zutiefst.
Voldemort verließ Hogwarts als einer der erfolgreichsten Absolventen des Hauses Slytherin und bewarb sich um die Stelle des Lehrers in Verteidigung gegen die Dunklen Künste. Beim ersten Mal lehnte ihn der damalige Direktor Armando Dippet ab, weil er noch zu jung für das Amt war. Ein zweites Mal wurde er von Albus Dumbledore abgewiesen, weil Dumbledore ihm weiterhin misstraute und obendrein befürchtete, dass Tom die Schüler für seine Todesser-Armee rekrutieren könnte. Daraufhin verfluchte Voldemort die Stelle angeblich, sodass kein Lehrer dieses Fach länger als ein Jahr unterrichten kann. Im siebten Band stellt sich heraus, dass Voldemort, als er sich das zweite Mal um die Lehrerstelle bewarb, nur das Diadem von Rowena Ravenclaw im Raum der Wünsche verstecken wollte, von dem er annahm, dass nur er um dessen Existenz wusste. Im Kampf um die Herrschaft über die Zauberer- und Muggelwelt scharte Voldemort seine Anhänger, die Todesser, um sich und begann damit, seine Gegenspieler unter den Zauberern umzubringen. Darunter fallen auch alle, die ihm in irgendeiner Art und Weise in die Quere kommen (könnten). Um vereint gegen ihn zu kämpfen, gründete Dumbledore den Orden des Phönix, dem sich auch die Potters und Alice und Frank Longbottom anschlossen.
Nachdem sein (zum damaligen Zeitpunkt treuer) Gefolgsmann Severus Snape einen Teil der Prophezeiung mithört, die Sibyll Trelawney gegenüber Dumbledore macht, und Voldemort davon berichtet, ist er sicher, dass es sich dabei um den Sohn von James und Lily Potter handelt, da dieser wie er selbst ein Halbblut ist. Als er in jener Nacht das Haus der Potters aufsucht und der an Harry gerichtete Todesfluch wegen des Opfers seiner Mutter auf Voldemort zurückfällt, geht ein Teil seiner Seele und Fähigkeiten auf Harry über. Damit hat er unwissentlich einen siebten Horkrux geschaffen sowie den Grundstein für eine besondere Verbindung zwischen ihnen beiden gelegt. Eine Interaktion findet auch bei den Zauberstäben der Kontrahenten statt, da diese Schwanzfedern desselben Phönixes als magischen Kern haben. Voldemort selbst wird seiner Macht und seines Körpers beraubt und verschwindet daraufhin für viele Jahre von der Bildfläche.
In Harry Potters erstem Schuljahr versucht Voldemort mithilfe des Steins der Weisen, seine körperliche Gestalt wiederzuerlangen, scheitert jedoch und zieht sich in die Wälder Albaniens zurück. Dort wird er zwei Jahre später (zeitlich zwischen Band 3 und 4) als schwache, verkümmerte Gestalt von seinem Gefolgsmann Peter Pettigrew aufgespürt und ins Herrenhaus der Riddles in Little Hangleton gebracht, wo er seine Rückkehr plant. Im vierten Band (Harry Potter und der Feuerkelch) gelingt es Voldemort mit der unfreiwilligen Hilfe Harrys durch sein Blut, den Knochen seines Vaters und eine von seinem Diener gespendete Hand, seinen Körper wiederzuerlangen. Nachdem ihm Harry im folgenden Kampf ein weiteres Mal entkommt, baut er seine Schreckensherrschaft aus dem Untergrund neu auf mit dem primären Ziel, Harry zu töten. Zu diesem Zweck befreit er viele seiner früheren Todesser aus Askaban, lässt unliebsame Personen ermorden bzw. Personen, die ihm von Nutzen sein könnten, entführen und macht sich auf die Suche nach dem Elderstab, mit dessen Hilfe er sich eine weitere Überlegenheit erhofft. Im siebten Band zerstört Voldemort beim erneuten Versuch, Harry zu töten, selbst seinen Seelenanteil in Harry und damit auch den versehentlich geschaffenen Horkrux. Im finalen Duell richtet Voldemort den Todesfluch ein letztes Mal auf Harry, der auf ihn zurückfällt und ihn endgültig tötet. Voldemort kann die Zerstörung der anderen Horkruxe aufgrund der erlittenen seelischen Verstümmelungen nicht empfinden (wenngleich dies in der Verfilmung so dargestellt wird), ebenso wenig ist ihm J. K. Rowling zufolge nach seinem Tod eine Rückkehr als Geist möglich.
Die meisten Zauberer scheuen davor zurück, Voldemorts Namen auszusprechen. Selbst in der Zaubererzeitung  Der Tagesprophet  wird er nur mit „Du-weißt-schon-wer“ oder „Der, dessen Name nicht genannt werden darf“ (im Original You Know Who oder He Who Must Not Be Named) bezeichnet, seltener mit „dunkler“ oder „schwarzer Lord“ (im Original Dark Lord), diese Bezeichnung benutzen die Todesser. Nur wenige Zauberer nennen Voldemort bei seinem Namen, dazu gehören neben Harry Potter unter anderem Albus Dumbledore, Sirius Black, Remus Lupin und später auch Hermine Granger. Professor Dumbledore redet Voldemort mit seinem ursprünglichen Vornamen Tom an. Auch Harry redet Voldemort während ihres Gesprächs vor dem finalen Duell mit seinem richtigen Namen „Riddle“ an. Voldemort ist zwei Jahre älter als Hagrid. Voldemorts zweiter, bürgerlicher Name lautet in der deutschen Fassung „Vorlost“, in der englischen Originalfassung „Marvolo“. Die Namensänderung wurde vorgenommen, um im Deutschen ein passendes Anagramm bilden zu können (Englisch: Tom Marvolo Riddle = I am Lord Voldemort; Deutsch: Tom Vorlost Riddle = Ist Lord Voldemort).

### Todesser
Die Anhänger Voldemorts werden „Todesser“ (im englischen Original Death Eaters) genannt. Zu ihnen gehören u. a. Lucius Malfoy, Peter Pettigrew, Walden Macnair und die Väter von Crabbe, Avery, Goyle und Nott und viele der Blacks (Bellatrix, Regulus), sowie noch Antonin Dolohow, Augustus Rookwood, Igor Karkaroff, Severus Snape, Corban Yaxley und viele mehr. Während manche Todesser nach dem Fall Voldemorts zu lebenslanger Haft verurteilt wurden, blieben andere aus Mangel an Beweisen auf freiem Fuß, da sie zum Teil behaupteten, Voldemort habe sie verhext, ihm zu folgen. Charakteristisch für die Todesser ist ihr immer gleiches Auftreten: stets in Gruppen, gehüllt in einen schwarzen Umhang und das Gesicht durch eine silberne Maske verborgen. Der engste Kreis Voldemorts ist mit dem Dunklen Mal, Voldemorts Symbol, versehen, einem in den linken Arm gebrannten Totenschädel, aus dessen Mund eine Schlange quillt. Laut J. K. Rowling verblasst das Dunkle Mal nach Voldemorts Tod und vernarbt schließlich. Es brennt wie Harrys Narbe nicht mehr.
Im sechsten Band glaubt Harry, dass auch Draco Malfoy, sein Erzfeind in Hogwarts, in die Reihen der Todesser aufgenommen wurde.

#### Regulus Arcturus Black
Der Bruder von Sirius Black schloss sich nach seiner Schulzeit (Haus Slytherin) den Todessern an. Er wandte sich aber von ihnen ab, nachdem Voldemort seinen Hauselfen Kreacher dazu missbraucht hatte, einen seiner Horkruxe (Slytherins Medaillon) zu verstecken. Danach fuhr er allein zurück und überließ Kreacher seinem Schicksal. Da der Elf von Regulus dazu angewiesen wurde, wieder nach Hause zu kommen, disapparierte er zurück zum Grimmauldplatz 12 und berichtete Regulus, was geschehen war. Mit Hilfe von Kreacher holte Regulus den Horkrux aus Voldemorts Versteck und tauschte ihn gegen eine Kopie aus. Er nahm dem Elf das Versprechen ab, niemandem davon zu erzählen. Regulus selbst trank den Zaubertrank aus und wurde von den Inferi in den See gezogen. Das Original-Medaillon ließ er in Kreachers Obhut zurück und gab ihm den Auftrag, es zu zerstören, was Kreacher jedoch nicht gelang. Im falschen Medaillon, welches Harry und Dumbledore am Ende des sechsten Bandes in einer Höhle am Meer vorfinden, entdeckt Harry eine Notiz mit den Initialen „R.A.B.“ mit dem Hinweis, der Autor habe den echten Horkrux gestohlen und werde ihn zerstören, damit der Dunkle Lord wieder sterblich sei, wenn er einst auf seinen Bezwinger treffe. Über Mundungus Fletcher gelangte das Medaillon schließlich in den Besitz von Dolores Umbridge, bei der Harry und Hermine es im siebten Band ausfindig machen können.

#### Amycus und Alecto Carrow
Amycus und Alecto Carrow sind Geschwister, die Lord Voldemort treu ergeben sind. Sie sind dabei, als Albus Dumbledore im sechsten Band von Severus Snape getötet wird. Im siebten Band werden sie von Voldemort als Lehrer in Hogwarts eingesetzt. Alecto übernimmt den Posten als Lehrerin für Muggelkunde und verbreitet üble Gerüchte über nichtmagische Wesen. Amycus zwingt seine Schüler im Fach Verteidigung gegen die Dunklen Künste (unter ihm Dunkle Künste), ihre eigenen Klassenkameraden mit dem Cruciatus-Fluch zu foltern. Die Geschwister werden kurz vor der Schlacht von Hogwarts von Harry Potter, Luna Lovegood und Minerva McGonagall außer Gefecht gesetzt.

#### Barty Crouch jr.
Bartemius „Barty“ Crouch junior ist der Sohn von Bartemius Crouch senior und nach eigenen Angaben treuester Diener Voldemorts. Er wurde zusammen mit Bellatrix Lestrange, ihrem Ehemann Rodolphus und dessen Bruder Rabastan wegen der Folterung von Alice und Frank Longbottom vom Rat für das Magische Gesetz zu einer lebenslangen Freiheitsstrafe in Askaban verurteilt. Der letzte Wunsch seiner todkranken Mutter war es, dass er in Freiheit leben solle, und so überredete sie seinen Vater, einen Austausch vorzunehmen. Bei einem Besuch seiner Eltern in Askaban verwandelte sich Barty Crouch jr. mit Hilfe des „Vielsaft“-Trankes in seine Mutter, diese umgekehrt in ihn. Die Dementoren merkten den Austausch nicht und so schmuggelte sein Vater ihn aus dem Gefängnis, während seine Mutter dort wenig später starb. Wieder zu Hause, machte Barty Crouch sen. seinen Sohn mit Hilfe des „Imperius“-Fluches gefügig und versteckte ihn unter einem Tarnumhang. Sein Sohn schaffte es nach einer Weile gegen den „Imperius“-Fluch anzukämpfen. Während der Quidditch-Weltmeisterschaft gelingt es ihm schließlich zu entkommen. Er beschwört mit Harrys Zauberstab das Dunkle Mal in den Nachthimmel und verbreitet Angst und Schrecken.
Als Voldemort durch die Informationen von Bertha Jorkins zum Hause der Familie Crouch kommt, überwältigt er Crouch sen. und erteilt dessen Sohn den Auftrag, als Alastor Moody nach Hogwarts zu gehen, um Harry Potter durch das Trimagische Turnier zu bringen. Dazu überfällt Crouch jr. diesen in dessen Haus und verwandelt sich mit dem „Vielsaft“-Trank in Moody. Nachdem Potter alle Aufgaben mit Crouchs Hilfe bewältigt hat und von seiner Begegnung mit dem Dunklen Lord auf dem Friedhof zurückkehrt, entführt der vermeintliche „Mad-Eye“ Harry, wird aber wenig später von Dumbledore überwältigt. Unter Einwirkung von „Veritaserum“ gesteht Barty Crouch jr., dass er seinen Vater umbrachte, als dieser gegen den Fluch von Voldemort anzukämpfen begann und geflohen war. Albus Dumbledore entlockt ihm mittels Veritaserum ein umfangreiches Geständnis. Doch der Zaubereiminister Cornelius Fudge sieht seine Sicherheit gefährdet, als er erfährt, dass man den Todesser gefangen genommen hat, der für die Taten jenes Abends verantwortlich sei. Fudge bringt einen Dementor mit in die Schule, der Barty Crouch jr. daraufhin „küsst“ und dessen Seele aussaugt.

#### Fenrir Greyback
Fenrir Greyback ist der Werwolf, der Remus Lupin als kleinen Jungen gebissen hat. Sein selbstauferlegtes Ziel ist es, so viele Menschen wie nur möglich in Werwölfe zu verwandeln. Greyback beißt besonders gerne Kinder, in der Absicht, sie danach selbst aufzuziehen und ihnen seinen Hass auf normale Zauberer einzupflanzen. Im Gegensatz zu anderen, „gewöhnlichen“ Werwölfen plant er seine Angriffe. Er arbeitet für Lord Voldemort und redet den anderen Werwölfen ein, dass sie es unter dessen Herrschaft besser haben würden. Im sechsten Band wird Remus Lupin im Auftrag von Dumbledore als Spion zu den Werwölfen entsandt. Er soll versuchen, gegen die Versprechungen von Fenrir Greyback anzukommen, was nach seiner eigenen Aussage sehr schwierig sei, solange Greyback lebe. Im sechsten Band wird Greyback als eine Art Söldner für die Todesser eingesetzt: Er soll die Arbeit des Besitzers von „Borgin und Burkes“ kontrollieren, als dieser beauftragt wird, ein Verschwindekabinett zu reparieren, mit dem die Todesser wenig später unerlaubt nach Hogwarts eindringen können. Im selben Band wird Bill Weasley von Fenrir Greyback in menschlicher Gestalt attackiert und verletzt. Neben seinen Gesichtsnarben erhält Bill eine Vorliebe für blutige Steaks, was seine Verlobte Fleur angesichts ihrer Vorbehalte der englischen Küche gegenüber begrüßt.
Im siebten Band sucht Greyback in Lord Voldemorts Auftrag das Land nach Unerwünschten ab. Im Rahmen dieser Mission stößt er auf Harry und seine Freunde und bringt sie zum Anwesen der Malfoys. Dort zeigt sich seine Blutrünstigkeit, als er voller Ungeduld darauf brennt, das „Schlammblut“ Hermine Granger zu zerfleischen. In der Schlacht von Hogwarts greift Fenrir Lavender Brown an, wird aber durch einen Fluch von Hermine und Professor Trelawney aufgehalten, die ihm eine Kristallkugel auf den Kopf wirft. Vollständig außer Gefecht gesetzt wird der Werwolf schließlich von Neville Longbottom und Ron Weasley.

#### Bellatrix Lestrange
Bellatrix Lestrange ist eine geborene Black, die Schwester von Narzissa Malfoy und Andromeda Tonks (und damit Tante von Nymphadora Tonks), sowie die Cousine von Sirius Black. Sie bezeichnet sich selbst als die treueste Dienerin des Dunklen Lords. Bis zum fünften Band verbüßt sie eine lebenslange Strafe im Zauberergefängnis Askaban für die Folterung von Neville Longbottoms Eltern, die seitdem dauerhaft in einem Zaubererkrankenhaus behandelt werden müssen. Bellatrix bricht im fünften Band gemeinsam mit anderen Todessern aus dem Gefängnis aus und tötet wenig später ihren Cousin Sirius bei ihrem Kampf in der Mysteriumsabteilung des Zaubereiministeriums. Im sechsten Band begleitet sie ihre Schwester Narzissa zum Haus von Snape, als diese ihn um Hilfe für ihren Sohn Draco bittet. Im siebten Band foltert Bellatrix Hermine, um von ihr zu erfahren, ob sie und ihre Freunde in ihr Verlies in Gringotts eingebrochen sind, wo einer von Voldemorts Horkruxen sowie das Schwert von Gryffindor versteckt lagen. Sie ist für den Tod des Hauselfen Dobby verantwortlich. Während der Schlacht von Hogwarts wird sie von Molly Weasley getötet, nachdem sie deren Tochter Ginny angegriffen hat. Außerdem ist sie die Mörderin ihrer Nichte Nymphadora Tonks, wie Joanne K. Rowling im Livechat am 30. Juli 2007 bekanntgab.

#### Walden Macnair
Walden Macnair ist ein grobschlächtiger Todesser, der für das Ministerium für Zauberei als Henker tätig ist, da seine Anhängerschaft zu Voldemort nie bewiesen worden ist. Ihm wird der Auftrag zugeteilt, Hagrids Hippogreif Seidenschnabel zu exekutieren. Nach Voldemorts Rückkehr ist er im Kampf um die Prophezeiung beteiligt. In der Schlacht von Hogwarts setzt Hagrid ihn außer Gefecht.

#### Lucius Malfoy
Lucius Malfoy ist Dracos Vater und ein treuer Anhänger Voldemorts. Wie dieser ist auch Malfoy ein ehemaliger Schüler des Hauses Slytherin in Hogwarts. Er taucht erstmals im zweiten Band auf, wo es ihm gelingt, Ginny Weasley das Tagebuch von Tom Riddle, dem späteren Lord Voldemort, unterzuschieben. Wie sich später herausstellt, handelt es sich dabei um einen der Horkruxe von Voldemort. Sein Hauself Dobby versucht, Harry Potter von Hogwarts fernzuhalten, kommt später durch eine List Harrys frei und stellt sich gegen seinen ehemaligen Herren. Malfoy versucht regelmäßig, durch Bestechungen und Intrigen Dumbledore als Schulleiter absetzen zu lassen, erreicht dadurch aber lediglich, dass er seine Stellung als Schulrat verliert. Im fünften Band wird Harry Zeuge, wie der Zaubereiminister Fudge anscheinend von Lucius Malfoy bestochen wird. Später versucht er mit einigen Todessern, Harry die Prophezeiung über das gemeinsame Schicksal von Lord Voldemort und ihm in der Halle der Prophezeiungen im Zaubereiministerium zu entreißen, scheitert jedoch. Aufgrund seiner dunklen Machenschaften landet Malfoy schließlich in Askaban, wird von Voldemort befreit, hat aber keine Freude daran: Im letzten Band wird deutlich, dass die Malfoys in ihrem Ansehen bei Voldemort gesunken sind und Lucius durch Folterungen einerseits und vergebliches Bemühen, sein Ansehen wieder zu steigern, andererseits aufgerieben wird. Als Voldemort schließlich fällt, scheint das Malfoy egal zu sein; an der letzten Schlacht um Hogwarts beteiligt er sich nicht, sondern sucht mit seiner Frau verzweifelt nach seinem Sohn.
Lucius lernte seinen späteren Vertrauten und Todesser-Kollegen Severus Snape in seinem letzten (Snapes erstem) Schuljahr in Hogwarts kennen. Malfoy war in diesem Jahr Vertrauensschüler des Hauses Slytherin.

#### Peter Pettigrew
Peter Pettigrew alias „Wurmschwanz“ (im Original Wormtail) – so genannt wegen seiner Fähigkeit als nicht registrierter Animagus, sich in eine Ratte zu verwandeln – war der Geheimniswahrer („Fidelius-Zauber“) von James und Lily Potter und verriet sie an Lord Voldemort. Sirius Black wollte Pettigrew nach dem Tod der Potters umbringen, doch der verwandelte sich in eine Ratte und floh. Er täuschte dabei seinen eigenen Tod vor, indem er einen Finger hinterließ, welcher das größte Körperteil des angeblich toten Pettigrew war, das von den Ministeriumszauberern gefunden werden konnte. Durch diese Tat stellte er Sirius als seinen und den Mörder unschuldiger Muggel dar, die er in Wirklichkeit selbst umgebracht hatte. Nach seinem Verschwinden lebte Pettigrew in Gestalt einer Ratte zwölf Jahre lang als Haustier der Weasleys und „gehörte“ zuletzt Ron. Dass Pettigrew nicht getötet wurde und der Verräter der Potters war, wird im dritten Schuljahr Harrys bekannt, an dessen Ende er fliehen kann und zu Voldemort zurückkehrt. Im vierten Band verhilft er Voldemort zu einem neuen Körper und opfert dafür seine rechte Hand. Mittels eines unbekannten Zaubers ersetzt Voldemort die Hand, die von da an einen silbern schimmernden Überzug hat. Im siebten Band wird er von der silbernen Hand stranguliert, nachdem er in einem kurzen schwachen Moment – aus Dankbarkeit, dass Harry ihn einst gerettet hatte – zögert, Harry zu töten.

#### Yaxley
Corban Yaxley (sein Vorname wurde auf Pottermore bekannt gegeben) ist ein Anhänger des Dunklen Lords, der es geschafft hat, einen hochrangigen Ministeriumsarbeiter mit dem Imperius-Fluch zu belegen. Nach Übernahme des Ministeriums ist er zusammen mit Dolores Umbridge und Mafalda Hopfkirch dafür zuständig, Magier nach der Reinheit ihres Bluts zu verhören und sie entsprechend zu verurteilen. Yaxley ist ebenfalls an der Schlacht von Hogwarts beteiligt und wird von George Weasley und Lee Jordan überwältigt.

## Angestellte des Zaubereiministeriums

### Ludo Bagman
Ludovic Bagman war Leiter der Abteilung für magische Spiele und Sportarten des Zaubereiministeriums. Er nahm seinen Job zwar nicht ernst, war aber als ehemaliger Treiber der „Wimbourner Wespen“ und aufgrund der daraus folgenden Begeisterung für magische Spiele und Sportarten trotzdem gut für seinen Job geeignet. In einer Anklage wegen Spionage für die Todesser wurde Bagman freigesprochen. Ihm wird allerdings sein Hang zum Wetten zum Verhängnis: Im vierten Band verliert er eine Wette gegen einige Kobolde und kann seine Wettschulden nicht bezahlen. Also setzt er viel Geld auf Harry im Trimagischen Turnier. Doch als Harry gewinnt, argumentieren die Kobolde, er habe ja nicht alleine gewonnen, da Harry sich den Sieg mit Cedric Diggory teilte und erlassen Bagman die Schulden nicht. Bagman taucht daraufhin unter. Sein Aufenthaltsort bleibt bis zum Ende unbekannt.

### Bartemius Crouch
Barty Crouch sen. ist der Vorgesetzte von Rons Bruder Percy, welcher ihm absolut loyal und hörig ist. Trotz seiner Zufriedenheit mit Percys Arbeit kann Crouch sen. sich dessen Namen nicht merken und nennt ihn immerzu „Weatherby“ statt Weasley. Im Band Harry Potter und der Feuerkelch taucht Crouch sen. zum ersten Mal auf. Er wird als steif, humorlos und gleichzeitig recht launisch dargestellt. Trotz der negativen Eigenschaften gilt Crouch sen. als höchst ehrenhaft und zuverlässig und wird von seinen Kollegen sehr geschätzt. Er lebt von der Öffentlichkeit zurückgezogen und verbringt seine Zeit mit der Arbeit für das Ministerium.
Crouch sen. hat seinen einzigen Sohn Barty jr., der als Todesser an der Folterung von Nevilles Eltern beteiligt war, zu lebenslanger Haft in Askaban verurteilt. Als seine Frau, die er wie niemanden sonst liebte, todkrank wurde, flehte sie ihn an, ihr ihren letzten Wunsch, dass ihr Sohn in Freiheit lebe, zu erfüllen. Unter Zuhilfenahme des „Vielsaft“-Trankes tauschte die Mutter daraufhin den Platz mit dem Sohn in Askaban und starb dort kurz darauf. Fortan lebte Barty jr. versteckt und unter der Herrschaft des „Imperius“-Fluches beim Vater und der Hauselfe Winky. Als Barty jr. aber wieder stärker wurde, befreite er sich von dem Fluch und belegte stattdessen seinen Vater damit. Bartemius Crouch sen. wird von seinem eigenen Sohn am Ende des vierten Bandes getötet, in einen Knochen verwandelt und in Hagrids Garten begraben.

### Cornelius Fudge
Cornelius Oswald Fudge ist bis zum Ende des fünften Bandes Zaubereiminister Großbritanniens und Träger des Ordens des Merlin, 1. Klasse. Er ist kein eigentlicher Feind Harry Potters, aber als gleichermaßen unfähiger wie intriganter Zaubereiminister eine große Bedrohung. Fudges größte Sorge ist es, als Minister von Albus Dumbledore entmachtet und abgelöst zu werden. Er leugnet die Wiederkehr Lord Voldemorts und hintertreibt systematisch alle Versuche, Voldemort und seine Anhänger (die es seiner Auffassung nach ja gar nicht mehr gibt) endgültig zu besiegen. So setzt Fudge den Tagespropheten, die wichtigste Zaubererzeitung, unter Druck, um Harry und Albus Dumbledore zu diskreditieren und zum Schweigen zu bringen. Daneben bringt er Hogwarts zeitweise unter die Kontrolle des Zaubereiministeriums, indem er Dolores Umbridge zunächst als Lehrerin und „Großinquisitorin“ und schließlich als Schulleiterin einsetzt. Am Ende des fünften Bandes muss Fudge einsehen, dass Voldemort zurückgekehrt ist und wird aufgrund seines Versagens schließlich von Rufus Scrimgeour als Zaubereiminister abgelöst. Er verbleibt aber im Ministerium.

### Rufus Scrimgeour
Rufus Scrimgeour wird im sechsten Band zum Zaubereiminister ernannt und löst somit Cornelius Fudge von seinem Amt ab. Als Harry ihn kennenlernt und die Zusammenarbeit mit ihm verweigert, kommt Harry zu der Erkenntnis, dass das Ministerium nichts als Extreme kenne: Scrimgeours Vorgänger Fudge tat überhaupt nichts gegen Lord Voldemort, wohingegen bei Scrimgeour ein blinder Aktionismus vorzuherrschen scheint mit dem Resultat, dass Unschuldige in Askaban landen. Scrimgeour war früherer Leiter der Aurorenzentrale, hinkt etwas und wirkt mit seinem grau-blonden Backenbart wie ein „Alter Löwe“, der vom jahrelangen Kampf abgehärtet wurde. Im siebten Band wird Rufus Scrimgeour von Todessern bei deren Übernahme des Zaubereiministeriums gefangen genommen und getötet, da er nichts über den Verbleib von Harry verraten will.

### Pius Thicknesse
Pius Thicknesse fungiert im siebten Band in der Nachfolge von Rufus Scrimgeour als Zaubereiminister. Zuvor war er als Leiter der Abteilung für Magische Strafverfolgung tätig. Vor seiner Amtsübernahme wurde Thicknesse jedoch vom Todesser Yaxley unter den Imperiusfluch gestellt, daher ist er nicht mehr als eine Marionette von Lord Voldemort, der im Ministerium dessen Befehle in die Tat umsetzt. Mit der Schlacht von Hogwarts endet seine Amtszeit.

### Kingsley Shacklebolt
Kingsley Shacklebolt ist ein Auror, der erstmals im fünften Band auftritt. Er ist Mitglied der Leibgarde des Phönix-Ordens, die Harry aus dem Haus der Dursleys zum Grimmauldplatz 12 eskortiert. Im Ministerium hat Shacklebolt die Aufgabe, die Suche nach Sirius Black voranzutreiben, was er jedoch als Mitglied des Ordens zu verhindern weiß. Im gleichen Band spielt Shacklebolt eine wichtige Rolle, indem er Marietta Edgecombe mit einem Gedächtniszauber daran hindert, Details über die DA („Dumbledores Armee“) preiszugeben. Shacklebolt eilt Harry und seinen Freunden zu Hilfe, als diese in der Mysteriumsabteilung des Zaubereiministeriums in die Kämpfe mit den Todessern verwickelt werden. Im sechsten Band erhält Kingsley den Auftrag, für die Sicherheit des Muggelpremierministers zu sorgen, da die Muggelwelt inzwischen immer mehr in den Konflikt mit Voldemort einbezogen wird. Der zunächst ahnungslose Premierminister ist mit Shacklebolts Arbeit sehr zufrieden, jedoch äußerst geschockt, als er erfährt, dass dieser ein Zauberer ist. Am Ende des siebten Bandes wird Shacklebolt nach der Schlacht um Hogwarts, bei der er unter anderem Voldemort direkt bekämpft hat, zum provisorischen Zaubereiminister ernannt, und später – so hat Rowling in einem Interview preisgegeben – permanent in diesen Posten gewählt. Zu seinen Amtshandlungen gehören unter anderen, die Dementoren aus Askaban abzuberufen und den erwachsenen Harry als Leiter der Aurorenzentrale einzustellen.

### Weitere Angestellte
Als weitere Angestellte des Ministeriums werden genannt: Arthur und Percy Weasley, Nymphadora Tonks, Alastor Moody (suspendiert), Dolores Umbridge, Dirk Cresswell, Bertha Jorkins, Broderick Bode, Bob Ogden, Amos Diggory (Vater von Cedric Diggory), Amelia Bones (Leiterin der Abteilung für magische Strafverfolgung, wird zwischen dem 5. und 6. Band von Voldemort getötet) und Mafalda Hopfkirch (im Original Hopkirk).

## Sonstige Zauberer

### Bathilda Bagshot
Bathilda Bagshot war eine berühmte Historikerin, die Autorin des Lehrbuches „Geschichte der Zauberei“ („A History of Magic“) und die Großtante von Gellert Grindelwald. Sie wohnte in Godric’s Hollow und kannte sowohl die Potters, von denen sie zuweilen zum Nachmittagstee eingeladen wurde, als auch die Familie Dumbledore. Deshalb fungiert sie auch als Quelle für Rita Kimmkorns Werk „Leben und Lügen des Albus Dumbledore“ mit exklusiven Hintergrundinformationen über dessen unglückliches Familienleben. Da Bathilda jedoch aufgrund ihres enormen Alters mit Gedächtnisproblemen zu kämpfen hat, muss Rita Kimmkorn ihrem Gedächtnis mit Hilfe von Magie auf die Sprünge helfen. Im siebten Band stoßen Harry Potter und Hermine Granger in Godric’s Hollow auf Bathildas sterbliche Überreste, die von Lord Voldemort als Falle für Harry missbraucht werden. Zu diesem Zweck hat er seine Schlange Nagini in Bathildas Leiche integriert. Es ist unklar, ob Bathilda zu dieser Zeit schon an Altersschwäche gestorben war oder Voldemort ihr ein brutales Ende bereitet hat.

### Gregorowitsch
Gregorowitsch (im Original Gregorovitch, sein Vorname wird in den Büchern nicht genannt) ist ein Hersteller von Zauberstäben in Osteuropa. Er stellte unter anderem den Zauberstab für den Teilnehmer am Trimagischen Turnier Viktor Krum her. Gregorowitsch war lange Zeit der Besitzer des Elderstabes, bis er ihm von Gellert Grindelwald gestohlen wurde. Dass er aus Werbegründen weiterhin behauptete, den Stab zu besitzen, wird ihm zum Verhängnis: Um Informationen über diesen sagenumwobenen Zauberstab zu bekommen, jagt Voldemort Gregorowitsch und tötet ihn schließlich.

### Gellert Grindelwald
Gellert Grindelwald war in der Zaubererwelt berüchtigt als bösester Zauberer vor dem Erscheinen von Lord Voldemort. Dem Leser wird zunächst nur erzählt, dass er 1945 von Albus Dumbledore besiegt wurde. Im siebten Band wird über ihn bekannt, dass er der Großneffe der berühmten Historikerin Bathilda Bagshot war und diese im Sommer in Godric’s Hollow besuchte, wo auch der junge Albus Dumbledore lebte. Zuvor besuchte er die Durmstrang-Schule in Skandinavien und interessierte sich für die Heiligtümer des Todes. Er teilte eine kurze Freundschaft mit dem jungen Albus Dumbledore, die sich in eine Beziehung sowohl sexueller als auch emotionaler Natur entwickelte. In ihrem jugendlichen Übermut planten sie gemeinsam eine neue Weltordnung, in der Zauberer über Muggel herrschen sollten. Ihre Freundschaft fand ein jähes Ende, als Dumbledores jüngere Schwester Ariana im Verlauf eines Zauberstabgefechts zwischen Albus, Aberforth und Grindelwald unbeabsichtigt getötet wurde; von wem, ist ungeklärt. Im Film Grindelwalds Verbrechen spielt ein Blutschwur zwischen Albus und Gellert eine wichtige Rolle; dieser verhindert, dass sie sich gegenseitig angreifen können. Grindelwald kehrte in den Osten zurück, wo er verschiedene Verbrechen beging, um seine Macht zu steigern. Dumbledore weigerte sich jahrelang, den Kontakt zu ihm erneut aufzunehmen, bis er sich dann doch gezwungen sah, gegen ihn einzuschreiten, nachdem dieser den Elderstab, eines der drei Heiligtümer des Todes, in seinen Besitz gebracht hatte. Grindelwald wurde in einem nicht weiter beschriebenen Duell besiegt und im Zauberergefängnis Nurmengard eingekerkert, das er einst selbst zur Aufnahme seiner eigenen Gegner erbaut hatte. Er ist dort immer noch gefangen, als ihn Lord Voldemort auf der Suche nach dem Elderstab aufsucht. Enttäuscht von seinen Antworten, von denen er sich mehr versprochen hatte, tötet Voldemort Grindelwald. An späterer Stelle im siebten Band wird angedeutet, dass Grindelwald in seiner langen Haft seine Untaten bereut habe.

### Igor Karkaroff
Igor Karkaroff ist der Schulleiter des Durmstrang-Instituts, einer Zaubererschule, deren Schüler Viktor Krum am Trimagischen Turnier in Hogwarts teilnimmt. Früher war Karkaroff einer von Voldemorts Todessern. Nach dessen Sturz hat er viele Todesser verraten, um selbst einer Bestrafung durch das Zaubereiministerium zu entgehen. Karkaroff flieht nach Voldemorts Wiederkehr im vierten Band und wird nach etwa einem Jahr in einer abgelegenen Hütte im Norden ermordet aufgefunden.

### Rita Kimmkorn
Rita Kimmkorn (im Original „Rita Skeeter“) ist eine Reporterin des Tagespropheten, die immer auf der Jagd nach neuen Sensationen ist. Hermine findet im vierten Band heraus, dass sie ein nicht registrierter Animagus ist und durch ihre Fähigkeit zur Verwandlung in einen Käfer unbemerkt an Informationen für ihre Artikel kommt. Diese Erkenntnis nutzt Hermine als Druckmittel, nachdem Rita einige sehr negative Artikel über Hermines Umgang mit Harry geschrieben hat. Als der Tagesprophet Harry im fünften Band immer weiter verunglimpft, führt Rita ein Interview mit ihm über die Rückkehr Lord Voldemorts, welches im Klitterer erscheint. Im siebten Band veröffentlicht sie ein Buch mit dem Titel „The Life and Lies of Albus Dumbledore“, in dem sie ihrer Aussage nach einige schreckliche Geheimnisse um den verstorbenen Schulleiter aufdeckt. Ihre Artikel schreibt Rita Kimmkorn mit einer sogenannten „Flotte-Schreibe-Feder“ (im Original „Quick-Quotes Quill“), die die von ihr geführten Interviews selbstständig aufschreibt und dabei oftmals einige Fakten verdreht.

### Xenophilius Lovegood
Xenophilius Lovegood ist der Vater von Luna Lovegood und der Herausgeber der Zeitschrift Klitterer. Genau wie seine Tochter glaubt er an Dinge, die nicht bewiesen sind und in der Allgemeinheit der Zauberer als Märchen und Unfug gelten. In dessen fünften Schuljahr unterstützt er Harry Potter durch die Veröffentlichung eines Interviews, das die Wiederkehr von Lord Voldemort offenlegt. In der Zeit nach Voldemorts Wiederkehr ist sein Magazin das einzige, das die Wahrheit über die Geschehnisse um die Todesser und das Zauberministerium druckt. Auf der Suche nach den Horkruxen treffen Harry, Ron und Hermine auf Lunas Vater, der ihnen das Geheimnis um die drei Heiligtümer des Todes offenbart. Es stellt sich aber heraus, dass er die Protagonisten in eine Falle gelockt und an die Todesser verraten hat, im Austausch gegen das Leben seiner Tochter Luna, die von ihnen gefangen gehalten wird. Die drei können aber vor den nahenden Todessern flüchten und erfahren später, dass Xenophilius nach Askaban verschleppt wurde.

### Olympe Maxime
Olympe Maxime ist die Schulleiterin von Beauxbatons, einer französischen Zaubererschule, deren Schülerin Fleur Delacour am Trimagischen Turnier in Hogwarts teilnimmt. Sie wird von allen stets respektvoll mit „Madame Maxime“ angesprochen. Ihre Erscheinung wird als elegant beschrieben, in ihren Dimensionen ist sie jedoch dem Halbriesen Rubeus Hagrid ebenbürtig. Olympe will sich nicht als Halbriesin zu erkennen geben, um den Vorurteilen in der magischen Welt aus dem Wege zu gehen. Nach dem Ende des Turniers übernehmen Hagrid und sie gemeinsam die Herausforderung, Kontakt zu den Riesen in Osteuropa aufzunehmen, um zu verhindern, dass diese sich Lord Voldemort anschließen.

### Tante Muriel
Tante Muriel ist eine Verwandte der Weasleys, die im siebten Band auf der Hochzeit zwischen Bill Weasley und Fleur Delacour einen größeren Auftritt hat. Sie begeistert sich für Klatsch und ist ein großer Fan von Rita Kimmkorn, deren Enthüllungen über die Schattenseiten von Albus Dumbledore Muriel auch glaubt. Harry wird auf der Hochzeit Teil eines längeren Gesprächs zwischen Muriel und Elphias Doge, die über den wahren Charakter von Dumbledore unterschiedlicher Meinung sind. Die 107-jährige Hexe erscheint als eher unfreundliche Person und ist beispielsweise unzufrieden, dass Bill eine Französin heiratet. Dennoch gewährt Muriel der Familie Weasley, als diese später im siebten Band verfolgt wird, bei sich Unterschlupf.

### Mr. Ollivander
Mr. Garrick Ollivander (sein Vorname wurde auf Pottermore bekannt gegeben) ist ein betagter Zauberer und Hersteller von Zauberstäben. Er betreibt ein Geschäft in der Winkelgasse und erinnert sich an jeden einzelnen von ihm verkauften Zauberstab. Annähernd jede Figur in den Büchern war sein Kunde, darunter auch Harry Potter und der junge Tom Riddle. Im Rahmen des Trimagischen Turniers kommt Mr. Ollivander nach Hogwarts, um dort die Zauberstäbe der Teilnehmer zu überprüfen, wie dies die Regeln des Spiels verlangen. Am Anfang des sechsten Bandes wird erwähnt, dass Mr. Ollivander auf rätselhafte Art und Weise verschwunden ist. Im siebten Band stellt sich schließlich heraus, dass er von Lord Voldemort entführt worden ist, um ihm Informationen über den mysteriösen Elderstab („Elder Wand“) zu geben. Zusammen mit Luna Lovegood wird Mr. Ollivander in der Villa der Malfoys festgehalten, bis der Hauself Dobby ihn befreit.

### Madam Rosmerta
Madam Rosmerta ist die Wirtin des Gasthauses Die drei Besen („The Three Broomsticks“) in Hogsmeade. Sie wird als gutaussehend beschrieben und an einigen Stellen in den Büchern wird deutlich, dass Ron Weasley für sie schwärmt. Im sechsten Band wird sie mittels des „Imperius“-Fluches zur ungewollten Helferin der Todesser.

## Muggel
Die Menschen ohne magische Abstammung und ohne magische Fähigkeiten werden von den Zauberern Muggel genannt (im Original „Muggles“).

### Frank Bryce
Frank, ein Kriegsveteran, war der Gärtner auf dem Riddle-Anwesen und wurde zunächst des Mordes an der Familie Riddle beschuldigt. Er wurde wieder freigelassen, da nach der Untersuchung der Leichen ein Mord aus „Muggelsicht“ nicht nachzuweisen war. Daraufhin kehrte Frank wieder an seine alte Wirkungsstätte zurück und arbeitete dort auch für die nachfolgenden Besitzer des Gutshauses. Als das Haus schließlich viele Jahre später schon längere Zeit verlassen steht, hört Frank eines Abends merkwürdige Geräusche aus dem ehemaligen Herrenzimmer und wird zufällig Zeuge einer Unterredung zwischen dem geschwächten, noch körperlosen Lord Voldemort und seinem Pfleger und Diener Wurmschwanz, in dem es um den Mord an Bertha Jorkins und die Ergreifung Harry Potters geht. Dabei wird er von Voldemorts Schlange Nagini aufgespürt und daraufhin von Voldemort mit dem „Avada Kedavra“-Fluch ermordet.

### Die Dursleys
Die Dursleys leben im Ligusterweg Nummer 4 (im Original number four, Privet Drive) in Little Whinging, einer bürgerlichen Vorstadtsiedlung von London in der Grafschaft Surrey. Petunia Dursley ist eine geborene Evans und die ältere Schwester von Lily Potter, besitzt aber im Gegensatz zu ihr keinerlei magische Fähigkeiten. Genau wie ihr Mann Vernon hält Petunia die Zauberei für eine Abnormität oder eine Art von Geisteskrankheit. Dies wohl auch, weil die Eltern die magisch begabte Lily ihr vorgezogen haben, und auch deshalb, weil sie seinerzeit (trotz eines persönlichen Briefs an Dumbledore) nicht ebenfalls in Hogwarts aufgenommen wurde. Vernon Dursley leitet die erfolgreiche Firma „Grunnings“, die Bohrmaschinen herstellt. Er liebt es, seine Mitarbeiter zu beschimpfen („zur Schnecke zu machen“). Er ist extrem gegen alles Magische eingestellt, vor allem, weil er Angst vor dem hat, was er nicht kennt. Wenn in seiner Gegenwart über Magie gesprochen wird, verliert Vernon leicht die Beherrschung. Er versucht anfangs zu verhindern, dass Harry eine Zaubererausbildung in Hogwarts erhält.
Nachdem Harrys Eltern von Lord Voldemort ermordet wurden, zogen die Dursleys Harry bis zu seinem Ruf nach Hogwarts zehn Jahre lang eher widerwillig auf. In dieser Zeit wurde er von ihnen nie gut behandelt. Dennoch ist Harrys regelmäßiger Aufenthalt bei den Dursleys bis zu seiner Volljährigkeit (17 Jahre) für sein Überleben wichtig, da Dumbledore sein Zuhause durch einen Zauber vor der Entdeckung durch Voldemort und dessen Helfer schützt.
Petunia und Vernon haben einen Sohn namens Dudley, den sie sehr verwöhnen und den sie in jeglicher Hinsicht besser behandeln als Harry. Dudley wird als raffgierig, aggressiv, übergewichtig und dumm beschrieben (eine Art negatives Gegenbild zum etwa gleichaltrigen Harry); diese Merkmale, oft in Kombination miteinander, führen zu abstoßenden bis peinlich-komischen Situationen. Seine Mutter benennt Dudley mit Kosenamen wie „Duddymatz“ oder „Dud“. Von seinen Gangmitgliedern wird er, nachdem er Juniorschwergewichtchampion geworden ist, auch „Big D“ genannt. Im fünften Band wird Dudley beinahe von einem Dementor geküsst. Beim Abschied von Harry (siebter Band) dankt er Harry dafür, dass er ihn vor den Dementoren gerettet hat.
In den Büchern wird ebenfalls die Schwester Vernons, Magdalena „Magda“ Dursley (im Original: Marjorie oder kurz Marge) erwähnt. Sie züchtet englische Bulldoggen und hegt einen offenbar noch stärkeren Hass auf Harry als die übrigen Dursleys. Bei einem Besuch im dritten Band beleidigt sie Harrys tote Eltern aufs Übelste, woraufhin Harry sie unabsichtlich mit einem Zauber belegt, der sie zu einem riesigen fliegenden Ballon aufbläst. Einer Spezialeinheit des Zauberministeriums gelingt es, den Zauber rückgängig machen.

### Die Riddles
Die Familie Riddle stellt bis in die 1940er Jahre die Gutsherren im Dorf Little Hangleton und bewohnt dort das größte und schönste Anwesen. Im Dorf sind sie allerdings eher unbeliebt und für ihre Grobheit und Hochnäsigkeit berüchtigt. Ihr Sohn Tom ist mit Cecilia, einem Mädchen aus dem Dorf, liiert, verlässt sie aber, als er von Merope Gaunt mit einem Liebestrank verzaubert wird. Die beiden brennen miteinander durch, was im Dorf einiges Aufsehen erregt, und heiraten. Nach einiger Zeit setzt Merope den Liebestrank allerdings ab oder er verliert seine Wirkung, so dass der Zauber von Tom genommen wird. Enttäuscht und mit dem Gefühl, hinters Licht geführt worden zu sein, lässt er von ihr ab und kehrt wieder in sein Elternhaus zurück, wissend, dass Merope bereits mit Tom Vorlost Riddle schwanger ist. Schließlich wird die gesamte Familie Riddle eines Abends vom etwa 16-jährigen Tom Riddle mit dem „Avada-Kedavra“-Fluch ermordet. Er verwendet dafür den Zauberstab seines Onkels Morfin, so wird ihm dieser Mord nie offiziell angelastet.

## Geister
Viele Geister leben in der 1000 Jahre alten Zaubererschule Hogwarts. Sie sind körperlos, ihr Erscheinungsbild ist perlweiß und fast durchsichtig. Sie können durch Wände und Personen hindurchgleiten und mit Menschen kommunizieren. Sie sind Abbilder der Seelen verstorbener Zauberer, „schwächliche Nachbilder des Lebens“. Um als Geist nach dem Tod weiter zu existieren, muss sich ein Zauberer bewusst dafür entscheiden, allerdings wählen nur wenige diese Daseinsform. Ein Entscheidungsgrund für eine Existenz als Geist ist beispielsweise die Angst vor dem Tod. Eine Ausnahme stellt die Figur Peeves dar, der im Gegensatz zu den anderen Geistern ein körperlicher Poltergeist von chaotischer Gesinnung ist und nicht die Seele eines verstorbenen Zauberers.
Jedes der vier Schulhäuser in Hogwarts hat einen Hausgeist: Gryffindors Hausgeist ist der Fast Kopflose Nick, Hufflepuffs ist der Fette Mönch, Ravenclaws ist die Graue Dame und Slytherins ist der Blutige Baron.

### Der Blutige Baron
Der Blutige Baron („The Bloody Baron“) ist der einzige Geist von Hogwarts, der Peeves den Poltergeist wirklich unter Kontrolle hat. Er ist der Hausgeist von Slytherin und starb offensichtlich eines grausamen Todes, denn sein Umhang ist von silbernen Blutspritzern übersät. Im ersten Band sagt der Fast Kopflose Nick zu den Erstklässlern, er habe ihn nie gefragt, woher er die vielen Blutflecken habe. Im siebten Band wird bekannt, dass er seine Geliebte, die Tochter von Rowena Ravenclaw, getötet hat, die seitdem als die Graue Dame Hausgeist des Hauses Ravenclaw in Hogwarts ist. Als er erkannte, was er getan hatte, brachte er auch sich selbst um.

### Der Fast Kopflose Nick
Der Fast Kopflose Nick („Nearly Headless Nick“) ist der Hausgeist von Gryffindor. Sein richtiger Name lautet Sir Nicholas de Mimsy-Porpington. Er wird „Fast Kopflos“ genannt, weil sein Kopf (auch nach mehreren Axthieben) bei seiner Enthauptung an Halloween, dem 31. Oktober 1492, nicht vollständig abgetrennt wurde (der Henker benutzte eine stumpfe Axt), sondern noch an zwei Zentimetern Hals hängt. Deswegen kann er auch nicht an der im Geisterreich anscheinend beliebten jährlichen Jagd der Kopflosen teilnehmen. Anhand seines Todesdatums kann auch die Zeitlinie der Harry-Potter-Welt festgestellt werden. Seinen 500. Todestag feiert er demgemäß am 31. Oktober 1992; Harry und Ron sind demnach 1980 und Hermine 1979 geboren. (Laut J. K. Rowling ist Hermine fast 12, als sie nach Hogwarts kommt.) J. K. Rowling selbst verwendet diese Zeitlinie zunächst nicht und bestätigt sie erst im letzten Band anhand des Grabsteins von James und Lily Potter. Obwohl der Fast Kopflose Nick ein echter Geist ist, konnte er im zweiten Band durch den Blick eines Basilisken versteinert und später mit einem Alraunentrank wieder hergestellt werden.

### Die Graue Dame
Die Graue Dame („The Grey Lady“) ist der Hausgeist des Hauses Ravenclaw. Im siebten Band stellt sich heraus, dass sie zu Lebzeiten Helena Ravenclaw hieß und die Tochter der Mitgründerin von Hogwarts Rowena Ravenclaw war. Sie wurde vom Blutigen Baron ermordet. Auf der Suche nach dem Diadem von Rowena Ravenclaw, das von Lord Voldemort in ein Horkrux verwandelt wurde, kann sie Harry Potter einen wichtigen Hinweis geben.

### Die Maulende Myrte
Die Maulende Myrte („Moaning Myrtle“, also eigentlich „Stöhnende Myrte“), der Geist einer Ravenclaw-Schülerin, spukt in einer Mädchentoilette, wo sie ständig bejammert, dass sie tot ist und niemand um sie trauert. Sie wurde vor vielen Jahren, als sie selbst noch zur Schule ging, vom Basilisken aus der Kammer des Schreckens getötet. Voldemort schuf mit ihrem Tod seinen ersten Horkrux. Nachdem sie zunächst immer wieder Olive Hornby, einer Mitschülerin, die sie zu Lebzeiten immer lächerlich gemacht hatte, erschienen war, wurde sie in die Toilette verbannt. Sie ist ein wenig in Harry Potter verliebt und beschwert sich bei ihm, wenn er sie sporadisch trifft (in jedem geradzahligen Band), dass er sie so selten besucht. Myrte hilft Harry im vierten Band, den Hinweis auf die Wassermenschen zu entschlüsseln. Im sechsten Band freundet sie sich mit Draco Malfoy an und ist nicht sehr erfreut, als dieser von Harry mit dem „Sectumsempra“-Fluch verletzt wird.

### Peeves
Peeves ist der Poltergeist von Hogwarts. Er wird als schwebender, kleiner, ältlicher Mann mit glockenförmigem Hut beschrieben. Peeves sieht seinen Daseinszweck darin, Ärger und Unruhe zu stiften, wo es nur geht. Das Herumwerfen und Fallenlassen zerbrechlicher Gegenstände ist eine seiner Lieblingsbeschäftigungen. Nur der Blutige Baron und Albus Dumbledore können seinem Treiben Grenzen setzen. Argus Filch, der als Squib sehr unter Peeves zu leiden hat, droht diesem ständig an, sich bei Dumbledore dafür einzusetzen, dass Peeves aus Hogwarts hinausgeworfen wird. Peeves leistet normalerweise niemandem Gehorsam, allerdings zieht er seinen Hut, als Fred und George Weasley ihm im fünften Band auftragen, Dolores Umbridge so viele Unannehmlichkeiten wie möglich zu bereiten (im Original: „Give her hell from us, Peeves!“).
In der Schlacht um Hogwarts (am Ende des siebten Bandes) gehört Peeves mit einem ganz persönlichen Beitrag zu den loyalen Verteidigern des Schlosses: er zischt über die Köpfe der kämpfenden Zauberer hinweg und bombardiert die Todesser mit allerlei äußerst unangenehmen magischen Pflanzen aus dem Vorrat von Professor Sprout.

## Nichtmenschliche Wesen

### Dementoren

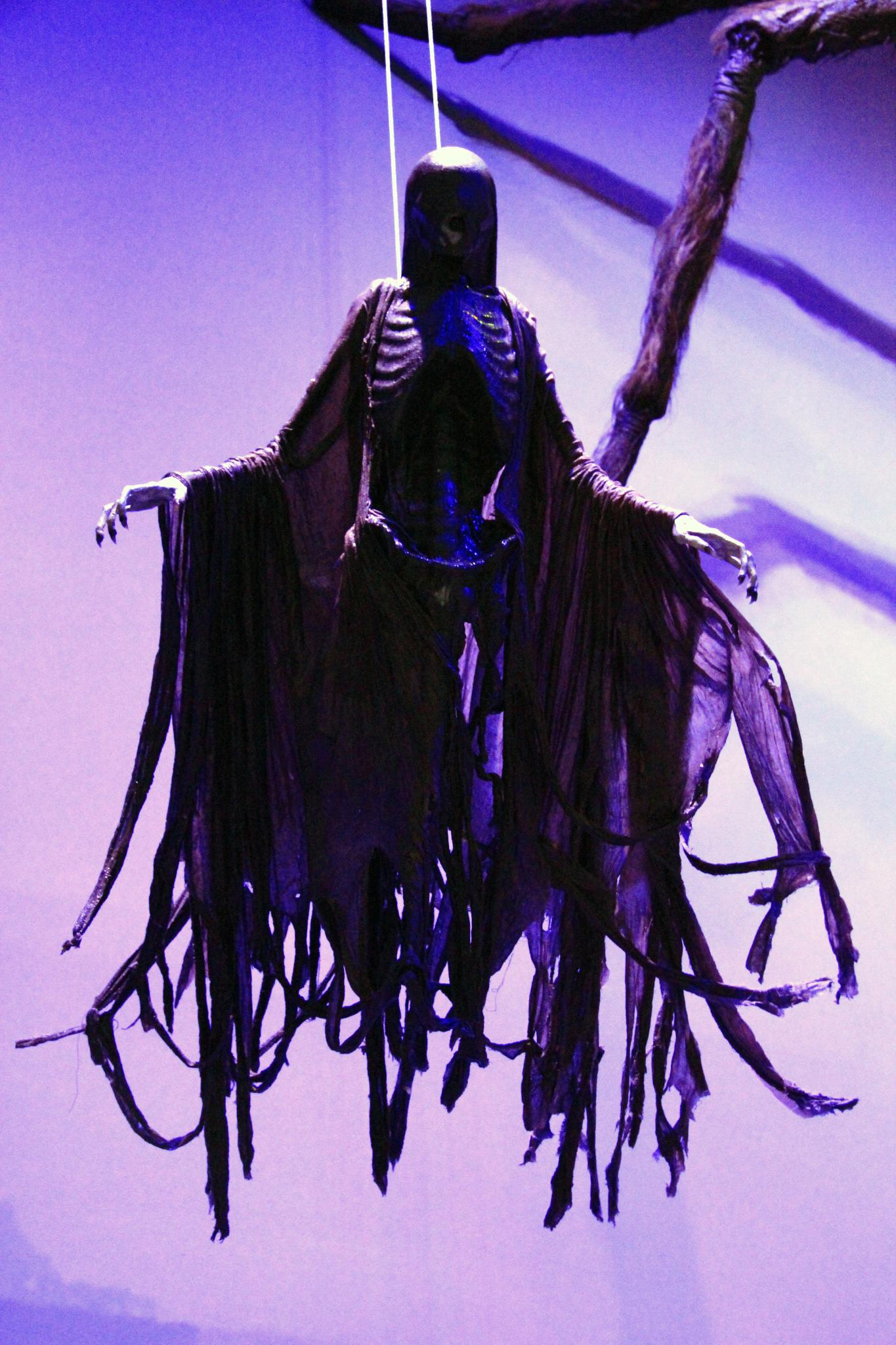
Ein Dementor

Dementoren (im Original Dementors) sind seelenlose und böse Kreaturen. Sie sind größer als Menschen und nur für Zauberer sichtbar. Sie tragen lange schwarze Umhänge mit einer schwarzen Kapuze bis über das Gesicht und haben schleimige Hände, die aussehen, als wären sie im Wasser verwest. Dementoren schweben über dem Boden und holen in tiefen und rasselnden Atemzügen Luft. Sie wecken die schlimmsten Erinnerungen in ihren Opfern und saugen das Glück auf, wo immer sie sind. Was sich unter ihrer Kapuze verbirgt, weiß kaum jemand, denn sie nehmen sie nur ab, wenn sie jemanden vollkommen zerstören wollen. Diese Waffe nennt sich „der Kuss des Dementors“ („Dementor’s kiss“). Führt der Dementor ihn aus, so nimmt er seine Kapuze ab und saugt durch eine Art Schlund die Seele aus seinem Opfer. Da man ohne Seele leben kann, fristet man von da an sein Dasein als leere Hülle. Dementoren können nichts sehen, „erfühlen“ aber ihre Opfer anhand ihrer Gefühle und spüren sie so auf. Wenn Dementoren Nachkommen ausbrüten, verbreitet sich Nebel über ganzen Gegenden. Ihnen kann kein physischer Schaden zugefügt werden. Der einzige Zauber, der ihnen etwas entgegensetzt, ist der schwierige „Patronus“-Zauber, der sie vertreibt, wenn er richtig ausgeführt wird.
Harry Potter kommt mit ihnen erstmals in Berührung, als sie im dritten Band den Hogwarts-Express nach dem aus Askaban entflohenen Sirius Black durchsuchen. Im fünften Band werden Harry und Dudley von zwei Dementoren angegriffen. Harry kann sie jedoch erfolgreich vertreiben.
Als Gefängniswachen von Askaban sind die Dementoren bis zum Ende des fünften Bandes dem Zaubereiministerium unterstellt. Als Lord Voldemort nach seiner Rückkehr offen in Erscheinung tritt, revoltieren sie jedoch und schließen sich ihm an, da er ihnen mehr Menschen zu bieten vermag, von denen sie sich ernähren können. Sie sind auch auf Voldemorts Seite am Kampf um Hogwarts im siebten Band beteiligt, können aber von verschiedenen Verteidigern mit dem „Patronus“-Zauber in Schach gehalten werden. Laut Joanne K. Rowling zieht sie Kingsley Shacklebolt als Wachen von Askaban ab.

### Kobolde
Kobolde (im Original „Goblins“) sind menschenähnliche Wesen mit spitzen Ohren, schmalen Gesichtern und langen Fingern. Sie sind kleiner als Menschen, aber größer als Hauselfen. Kobolde besitzen eine hohe Intelligenz. Sie verfügen über andere magische Kräfte als Zauberer, welche sie als „Zauberstab-Träger“ (englisch wand carriers) bezeichnen. So verfügen Kobolde über besondere Metallbearbeitungstechniken – das Schwert von Godric Gryffindor ist beispielsweise koboldgearbeitet. In der Zaubererwelt sind sie in verschiedenen Gewerben tätig, so arbeiten beispielsweise viele von ihnen in der Zaubererbank Gringotts. Allerdings hegen sie keine große Sympathie für Zauberer, da sie sich – wie im fünften Band in einem Gespräch kurz angedeutet und im siebten Band durch die Aussagen des Kobolds Griphook und die Erklärungen von Bill Weasley ausgeführt wird – in der magischen Gesellschaft den Zauberern gegenüber benachteiligt fühlen. Diese Tatsache scheint in der Vergangenheit zu Konflikten zwischen Zauberern und Kobolden geführt zu haben, denn in verschiedenen Bänden werden immer wieder die sogenannten „Koboldaufstände“ erwähnt.
Für Kobolde gilt nicht der Käufer einer Ware als Eigentümer, sondern der Hersteller. Ein Käufer hat die Ware nur gemietet, und nach seinem Ableben ist sie an den Hersteller zurückzugeben.
Eine andere Art von Kobolden sind die bei der Quidditch-Weltmeisterschaft (Band 4) von den Iren als Maskottchen mitgebrachten Leprechauns (Irische Kobolde). Diese verteilen über allen Zuschauern ihr „Leprechaun-Gold“, dieses löst sich aber nach mehreren Stunden auf.

### Hauselfen
Hauselfen (house-elves im englischen Original) sind kleine, humanoide Wesen mit abstehenden, spitzen Fledermausohren, großen Augen und einer Schnauze statt einer Nase. Sie verbringen gewöhnlich ihr gesamtes Leben damit, ihren Herren loyal und unterwürfig zu dienen. Sie verfügen über enorm starke magische Kräfte, die sie aber niemals gegen ihre Herren einsetzen. Da die Magie der Hauselfen sich in mancher Hinsicht von der der Zauberer und Hexen unterscheidet, können Hauselfen auch Dinge, die Zauberer und Hexen nicht können, zum Beispiel an Orten apparieren und disapparieren, an denen es Zauberern und Hexen aufgrund eines Zaubers nicht möglich ist (z. B. Hogwarts oder das Verlies im Keller von Malfoy Manor).
Hauselfen werden oftmals nicht wie empfindungsfähige Wesen behandelt, sondern wie ein materieller Besitz. Sie stellen in der Zauberergemeinschaft eine Art Statussymbol dar. Die Pflicht zu dienen ist ihnen tief indoktriniert, daher empfinden sie ihren Dienst nicht als Ausnutzung. Wenn sie einem Befehl ihres Herrn nicht nachkommen – egal ob aus freien Stücken oder aufgrund widriger Umstände – bestrafen sie sich selbst physisch. Ein Besitzer kann seinen Hauself in die Freiheit entlassen, indem er ihm ein Kleidungsstück schenkt – viele Hauselfen sehen das aber als Schande und das Schlimmste an, was ihnen passieren kann. Im siebten Band kämpfen die Hauselfen, die in Hogwarts arbeiten, in der Schlacht um Hogwarts gegen die Todesser.

#### Dobby

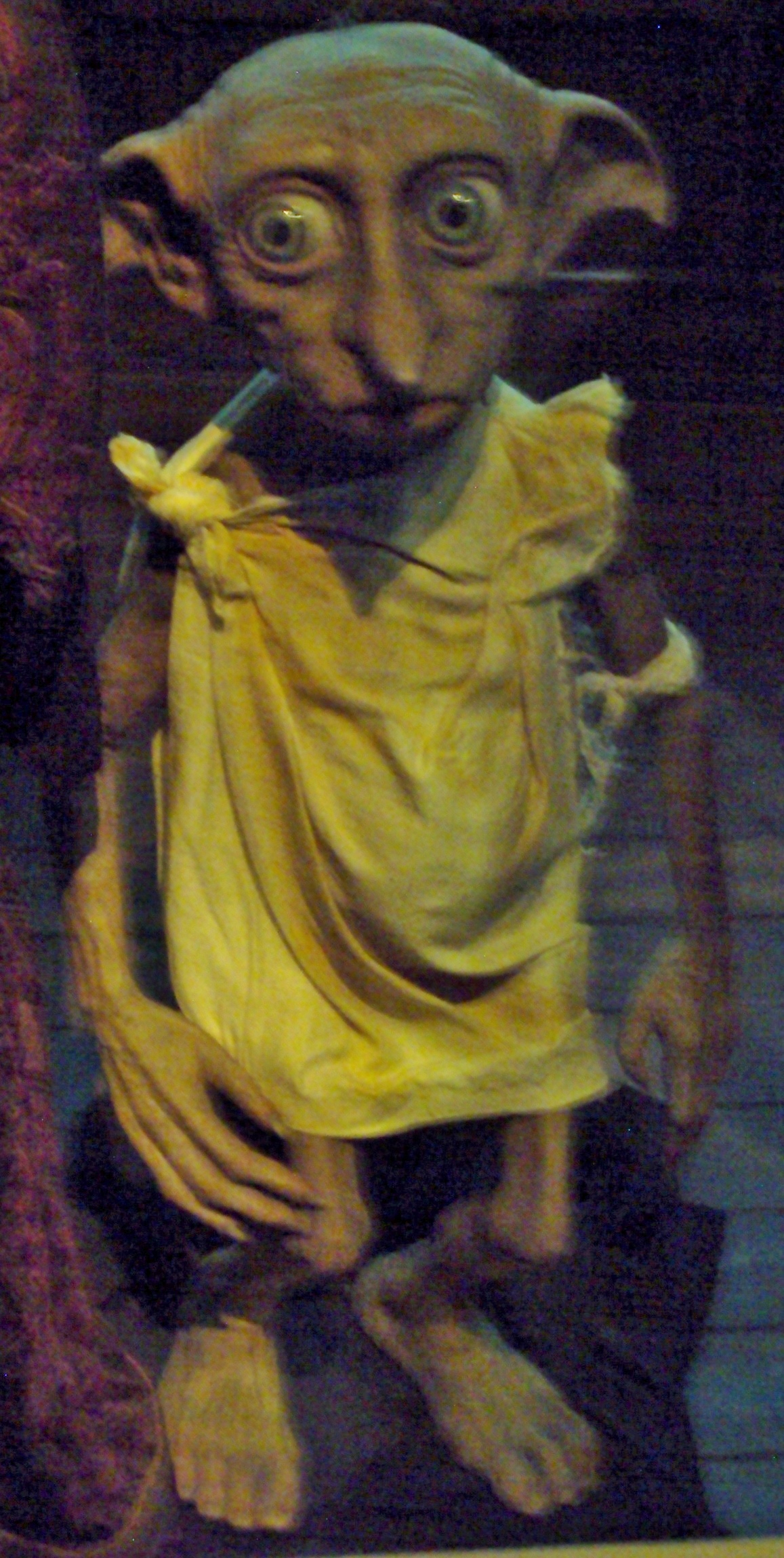
Dobby

Dobby ist ein Hauself, der in den Diensten der Familie Malfoy steht. Er handelt ohne deren Wissen, als er versucht, Harry Potter zu dessen Schutz von Hogwarts fernzuhalten. Für diese Untreue gegenüber seinen Herren (und auch für andere Verstöße) bestraft er sich selbst, indem er beispielsweise seinen Kopf gegen eine Wand schlägt oder seine Hände bügelt. Im Verlauf des zweiten Bandes freunden er und Harry sich an. Durch einen Trick befreit ihn Harry schließlich aus der Gebieterschaft der Malfoys. Dobby kann sich über seine Freiheit freuen, weswegen er eine Ausnahme unter den Hauselfen darstellt. Sein durch die Freiheit erworbenes Recht, Kleidung zu tragen, lebt er aus, indem er unnötig viele Kleidungsstücke in farblich und stilistisch unpassenden Kombinationen trägt. Er wird später von Albus Dumbledore in Hogwarts gegen Bezahlung angestellt. Von diesem Geld kauft er sich u. a. Wolle, um für Harry regelmäßig neue Socken zu stricken. Er kümmert sich liebevoll um Winky, die mit ihrer Freiheit überhaupt nicht glücklich ist.
Im Verlauf der Geschichte spielt Dobby immer wieder kleinere Rollen: Er hilft Harry im vierten Band, die zweite Aufgabe des Trimagischen Turniers zu bestehen. Er kann im fünften Band Harry und der DA („Dumbledores Armee“) einen perfekten Übungsraum nennen, den Raum der Wünsche, und warnt sie vor Dolores Umbridge. Im sechsten Band beschattet er gemeinsam mit Kreacher Draco Malfoy, als Harry mehr über dessen Pläne herausfinden möchte. Im siebten Band befreit er Harry und weitere Mitstreiter aus der Gefangenschaft in den Kerkern des Anwesens der Malfoys, wird dabei jedoch von Bellatrix Lestrange tödlich verletzt. Harry bestattet seinen Freund ohne Zauberkraft, was für Zauberer unüblich ist, und erweist dem treuen Hauselfen damit seine Reverenz. Dobbys Grabstein bei dem Haus von Bill und Fleur Weasley gibt Harry die Inschrift „Here lies Dobby, a Free Elf“ („Hier liegt Dobby, ein freier Elf“).

#### Winky
Winky ist eine Hauselfe und steht wie ihre Vorfahren in Diensten der Familie Crouch. Bartemius (Barty) Crouch entlässt sie im vierten Band in die Freiheit, nachdem sie nicht verhindern konnte, dass sein Sohn Barty Crouch jr. unter ihrer Aufsicht den Zauberstab von Harry Potter entwendet, damit das Dunkle Mal in den Himmel zeichnet und entflieht. Auf der Suche nach einer neuen Anstellung irrt sie daraufhin in England umher und trifft auf Dobby. Mit ihm zusammen wird sie von Albus Dumbledore in Hogwarts eingestellt. Sie hat jedoch Schwierigkeiten, ihre Freiheit und einen neuen „Herrn“ zu akzeptieren und betrinkt sich deshalb regelmäßig mit Butterbier. Winkys Schicksal, die schlechte Behandlung und Entlassung durch Bartemius Crouch sind für Hermine Granger der Auslöser, sich für die Rechte von Elfen zu engagieren.
Ab dem fünften Band erscheint Winky nicht mehr persönlich in der Serie; allerdings hat Rowling angegeben, dass sie sich – zusammen mit den anderen Hauselfen – an der zweiten Schlacht von Hogwarts beteiligt und auch danach in nüchternerem Zustand weiterhin in Hogwarts arbeitet.

#### Kreacher
Kreacher ist ein alter Hauself in Diensten der Familie Black im Haus am Grimmauldplatz 12 in London. Leicht dement und ergrimmt darüber, dass er ausgerechnet dem „schwarzen Schaf“ der Familie Black (d. h. Sirius) dienen soll, spricht Kreacher seine Gedanken oft laut aus, da er sehr lange alleine gelebt hat und denkt, dass ihn niemand hört. Genau wie seine ehemaligen Herren hegt er eine tiefe Abneigung gegenüber Muggelstämmigen und nennt Hermine stets unverfroren „Schlammblut“. Sein größter Wunsch ist es, dass sein Kopf ausgestopft neben die Köpfe seiner Vorfahren an eine Wand im Haus der Blacks gehängt wird. Nach Sirius’ Tod erbt Harry Potter sowohl das Haus als auch den Hauselfen. Da Harry für ihn keine bessere Verwendung hat, befiehlt er ihm, in der Küche in Hogwarts zu arbeiten. Kreacher ist nicht glücklich, dass Harry sein neuer Herr ist, weil er nicht zur Familie Black gehört. In Hogwarts soll Dobby kontrollieren, ob Kreacher den Befehlen Harrys folgt.
Als im siebten Band Harry, Hermine und Ron anfangen, Kreachers Sichtweise der Dinge zu verstehen und Respekt ihm gegenüber zeigen, wird Kreacher zuvorkommend und freundlich, selbst gegenüber Hermine. Er wäscht sich wieder und trägt ein „blütenweißes“ Geschirrtuch. Am Ende des siebten Bandes führt er den Kampf der Hauselfen von Hogwarts gegen Voldemort an, im Namen seines früheren Herrn Regulus Black, für den er einst Salazar Slytherins Medaillon, einen Horkrux, aus Voldemorts Höhle am Meer entwendet hat (dieses wurde später von Mundungus Fletcher aus dem Haus am Grimmauldplatz 12 gestohlen und ihm von Dolores Umbridge wieder abgenommen).

### Riesen
Die letzten noch verbliebenen Riesen (Giants) leben in den Gebirgen Osteuropas (mutmaßlich im Ural oder im Kaukasus). Sie wurden jahrhundertelang von den Menschen gejagt, weil sie fremdartig und sehr gewalttätig sind. In den Bergen haben versprengte Überreste des einst großen Volkes ihr letztes Rückzugsgebiet gefunden. Neben der Verfolgung durch die Zaubererschaft hat sich ihre Zahl auch durch blutige Kriege untereinander drastisch verringert. Sie werden von einem „Gurg“ regiert. Menschen können mit Riesen gemeinsame Nachkommen, sogenannte Halbriesen, zeugen. Rubeus Hagrid ist ein Halbriese, ebenso wie vermutlich Olympe Maxime, die Schulleiterin der Zaubererschule Beauxbatons, die eine Abstammung von Riesen jedoch leugnet. Nach Voldemorts Rückkehr schickt der Orden des Phönix die beiden mit Geschenken als Botschafter zu den Riesen, um ihnen die Freundschaft anzubieten und zu verhindern, dass sie sich erneut Voldemorts Heer anschließen. Bei seiner Rückkehr bringt Hagrid seinen Halbbruder Grawp, einen „nur“ fünf Meter großen Riesen, mit nach Hogwarts, wo er ihn im Verbotenen Wald versteckt und versucht, ihm etwas Englisch beizubringen. Als Hagrid im fünften Band für kurze Zeit von Hogwarts verwiesen wird, bittet er Harry, Ron und Hermine, sich um ihn zu kümmern. Im siebten Band nimmt Grawp, als einziger Riese der guten Seite, an der Schlacht von Hogwarts teil.

### Veela
Die Veela treten zum ersten Mal in Band vier als Mannschaftsmaskottchen des bulgarischen Nationalteams bei der Quidditch-Weltmeisterschaft auf. Äußerlich erscheinen sie als wunderschöne Frauen mit schimmernder Haut und wehendem, weißgoldenem Haar. Sie beginnen zu übernatürlicher Musik zu tanzen und versetzen die männlichen Zuschauer in tranceartige Begeisterung. Wer den Veela zusieht und -hört, gerät in den Bann ihres Zaubers und tut alles, um ihre Aufmerksamkeit zu gewinnen. Doch die Veela haben auch eine dunkle Seite. Werden sie wütend, können sie sich in hässliche Vogelwesen mit scharfen Schnäbeln und schuppigen Flügeln verwandeln, die Feuerbälle auf ihre Gegner werfen. Fleur Delacours Großmutter war eine Veela, was sich in Fleurs Wirkung auf Männer noch manchmal äußert.

### Wassermenschen
Wassermenschen (englisch Merpeople) leben unter Wasser. Sie sind intelligent, wahrscheinlich ebenso intelligent wie Menschen und Zentauren. Wassermenschen haben eine gräuliche Haut, langes, dunkelgrünes Haar, spitze Zähne und gelbe Augen. Unter Wasser können sie die Menschensprache benutzen, über Wasser hingegen ist es nur ein kreischendes Singen („Meerisch“), welches nur sehr wenige Menschen verstehen (z. B. Dumbledore). Sie halten sich Grindelohs als Haustiere und legen Tanggärten an. In den Büchern kommen sie während der zweite Aufgabe des „Trimagischen Turniers“ (Band 4) sowie während der Beerdigung von Dumbledore (Band 6) vor.

### Zentauren
Zentauren (im Original Centaurs), von denen eine Herde im Verbotenen Wald lebt, besitzen den Rumpf eines Pferdes und den Oberkörper eines Mannes. Sie sind Experten auf dem Gebiet der Sterndeuterei, der magischen Heilung, im Wahrsagen und Bogenschießen. Zudem sind sie ausgesprochen stolz. Mit den Menschen, denen sie sich überlegen fühlen, wollen sie nichts zu tun haben. Im fünften Band wird der Zentaur Firenze von seiner Herde verstoßen, weil er sich bereit erklärt hat, als Wahrsagen-Lehrer für Prof. Sibyll Trelawney einzuspringen, und sich so vermeintlich in den Dienst der Menschen gestellt hat. Im siebten Band kämpft dennoch die Herde im Kampf von Hogwarts gegen die Todesser.